# Ligne A du RER d'Île-de-France
La ligne A du RER d'Île-de-France, plus souvent simplement nommée RER A, est une ligne du réseau express régional d'Île-de-France qui traverse d'est en ouest l'agglomération parisienne. Composée de plusieurs branches aux extrémités d'un tronçon central, elle relie les gares de Saint-Germain-en-Laye, Cergy et Poissy à l'ouest, à celles de Boissy-Saint-Léger et Marne-la-Vallée à l'est, en passant par le cœur de Paris.
Bien qu'ouverte par étapes à partir de 1969 (jusqu'en 1994), la ligne n'est officiellement devenue « RER A » que le 8 décembre 1977, jour de la mise en service de sa correspondance avec l'ancienne ligne de Sceaux prolongée, devenue à cette occasion le RER B.
Longue de 109 kilomètres, elle est exploitée pour l'essentiel par la RATP, à l’exception des branches de Cergy et de Poissy, qui relèvent de la SNCF à l'ouest de Nanterre-Préfecture.
La ligne A est de loin la plus chargée du réseau, par ses 309,36 millions de voyageurs transportés en 2011, soit 1,4 million de voyageurs par jour ouvrable, et régulièrement proche de la saturation, ce qui en fait également, en matière de trafic, une des lignes les plus denses du monde et la plus dense d'Europe. Elle assure à elle seule plus d'un quart du trafic ferroviaire de la banlieue parisienne, et transporte certains jours plus de personnes que la totalité des réseaux TER hors Transilien.
Depuis les années 2000, la détérioration du service, en raison de la saturation de l'infrastructure et du vieillissement prématuré du matériel roulant, cause des incidents matériels et des retards quasi quotidiens. Des travaux de grande ampleur réalisés entre 2015 et 2021, combinés au renouvellement du matériel roulant et suivis d'une refonte de la grille horaire et du déploiement du pilotage automatique, participent à la nette amélioration du taux de ponctualité, aujourd'hui aux alentours de 93 %.

Plan de la ligne.

## Histoire

### Chronologie

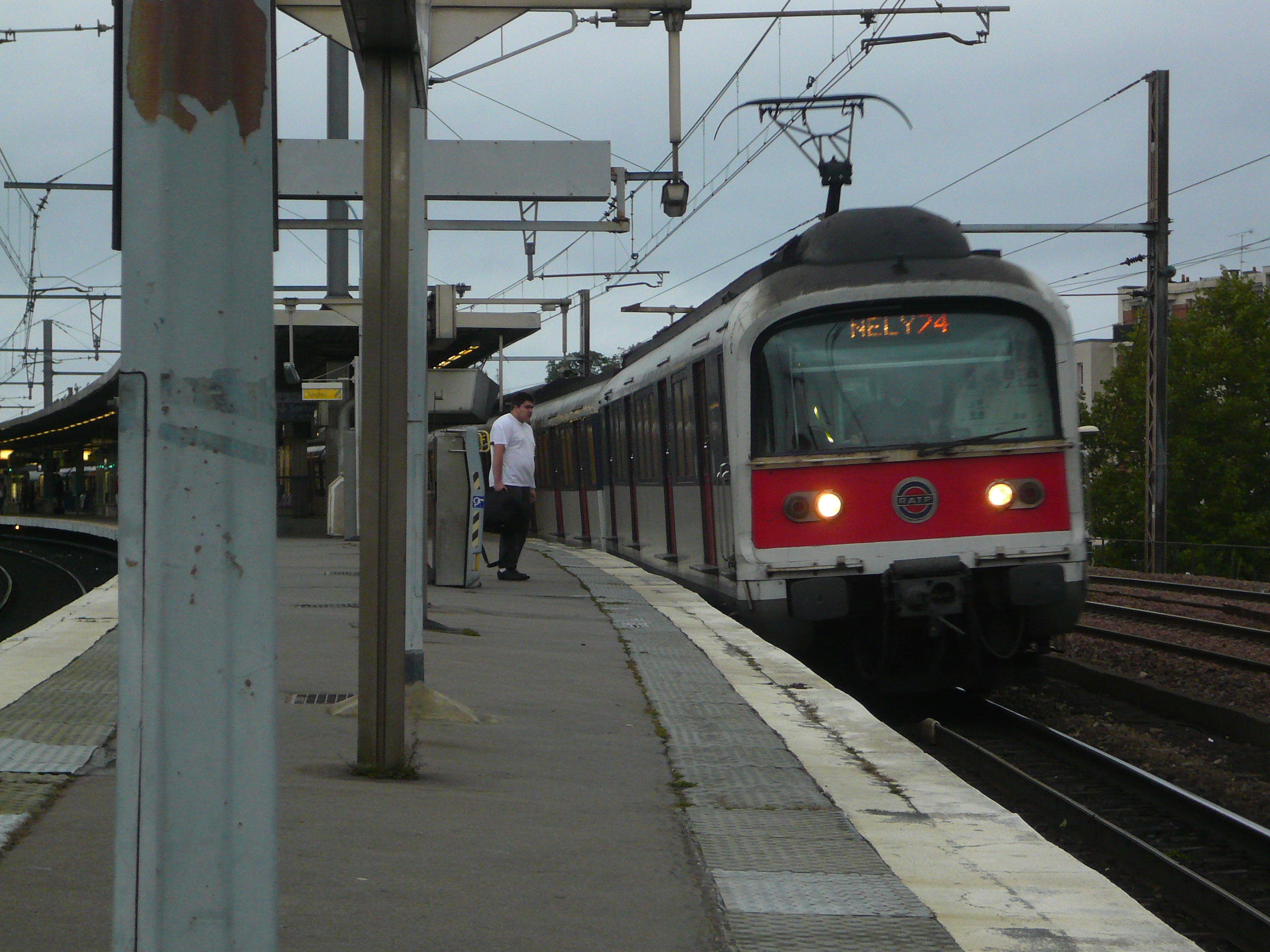
Une rame de type MS 61 C/D avant sa rénovation, en gare de Champigny.

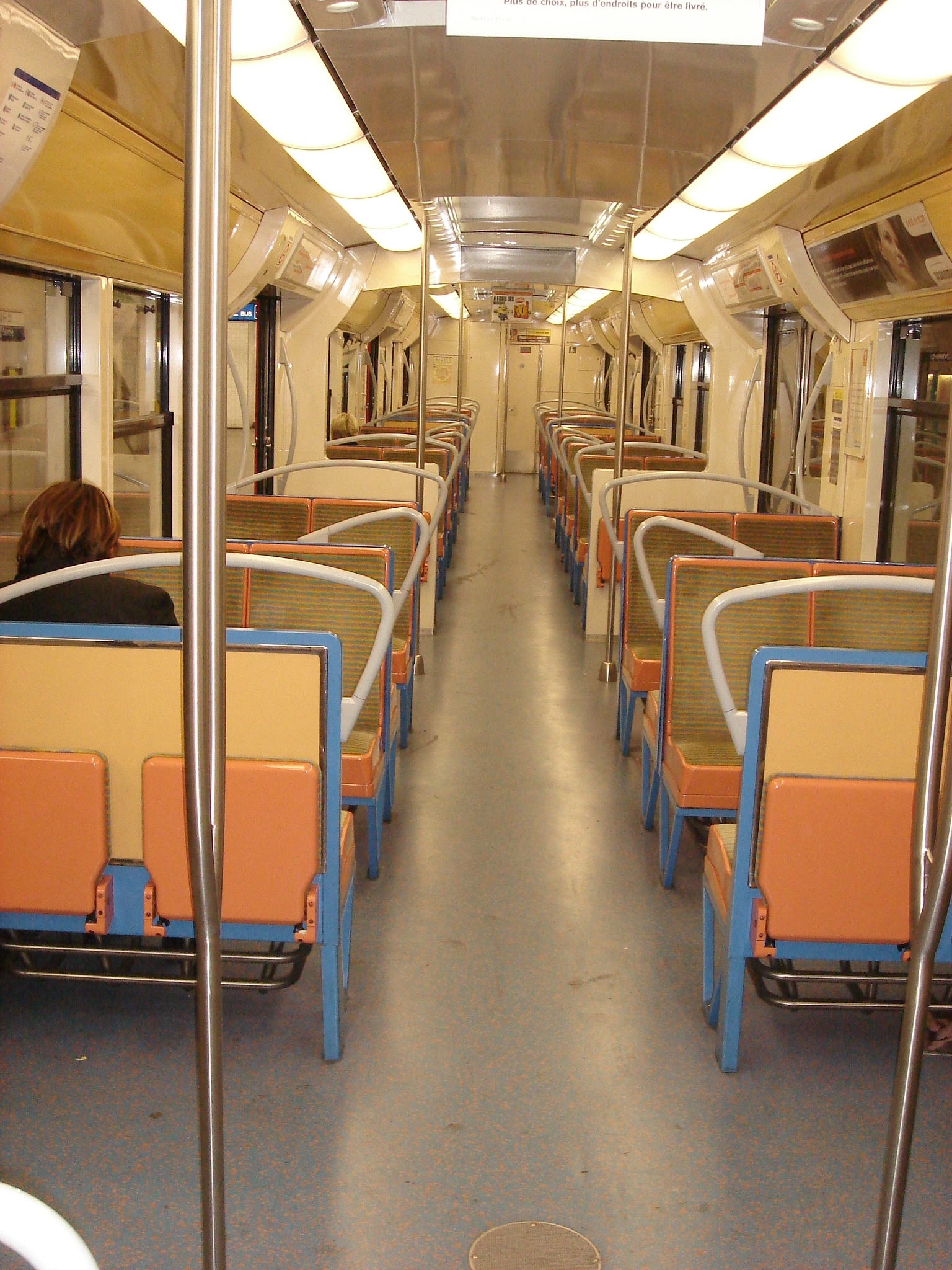
Intérieur d'une rame de type MS 61 C/D après rénovation.

- 6 juillet 1961 : premier coup de pioche symbolique du chantier de la liaison Étoile - La Défense sur l'île de Neuilly
- 14 décembre 1969 : naissance du « Métro régional » à la suite de la mise en service de la gare de Nation, nouveau terminus de l'ancienne ligne de Vincennes et mise en service du MS 61
- 19 janvier 1970 : mise en service du tronçon Étoile - La Défense
- 23 novembre 1971 : prolongement à l'est d'Étoile à Auber
- 1er octobre 1972 : prolongement à l'ouest de La Défense à Saint-Germain-en-Laye, par connexion à l'ancienne ligne de Paris à Saint-Germain-en-Laye
- 1er octobre 1973 : ouverture de la gare de Nanterre-Préfecture
- 8 décembre 1977 : le Métro régional devient le RER A, à la suite de l'inauguration du tronçon central Auber - Nation et à sa mise en correspondance avec l'ancienne ligne de Sceaux devenue le RER B en gare de Châtelet - Les Halles, et ouverture de la branche de Vincennes à Noisy-le-Grand-Mont d’Est
- 19 décembre 1980 : prolongement à l'est de Noisy-le-Grand à Torcy
- 5 mars 1984 : mise en service du premier train bicourant de la ligne, le MI 84[7]
- 29 mai 1988 : inauguration de l'interconnexion ouest avec ouverture de la branche de Cergy
- 29 mai 1989 : ouverture de la branche de Poissy
- 1989 : mise en service du SACEM pour augmenter le débit du tronçon central, durant les heures de pointe
- 1er avril 1992 : prolongement à l'est de Torcy à Marne-la-Vallée - Chessy
- 21 décembre 1992 : ouverture de la gare de Bussy-Saint-Georges
- 29 août 1994 : prolongement à l'ouest de Cergy-Saint-Christophe à Cergy-le-Haut et ouverture de la gare de Neuville-Université
- 6 juin 1997 : mise en service du premier train à deux niveaux, le MI 2N
- 14 avril 2001 : ouverture de la gare de Serris-Montévrain - Val d'Europe
- 26 avril 2006 : mise en service du premier MS 61 rénové
- avril 2009 : commande des 60 premiers exemplaires de MI 09, version modernisée du MI 2N
- 9 février 2011 : lancement de l'élaboration du schéma directeur de la ligne par le Syndicat des transports d'Île-de-France (STIF)
- 5 décembre 2011 : mise en service du premier MI 09
- septembre 2013 : réforme des premiers éléments MS 61 rénovés

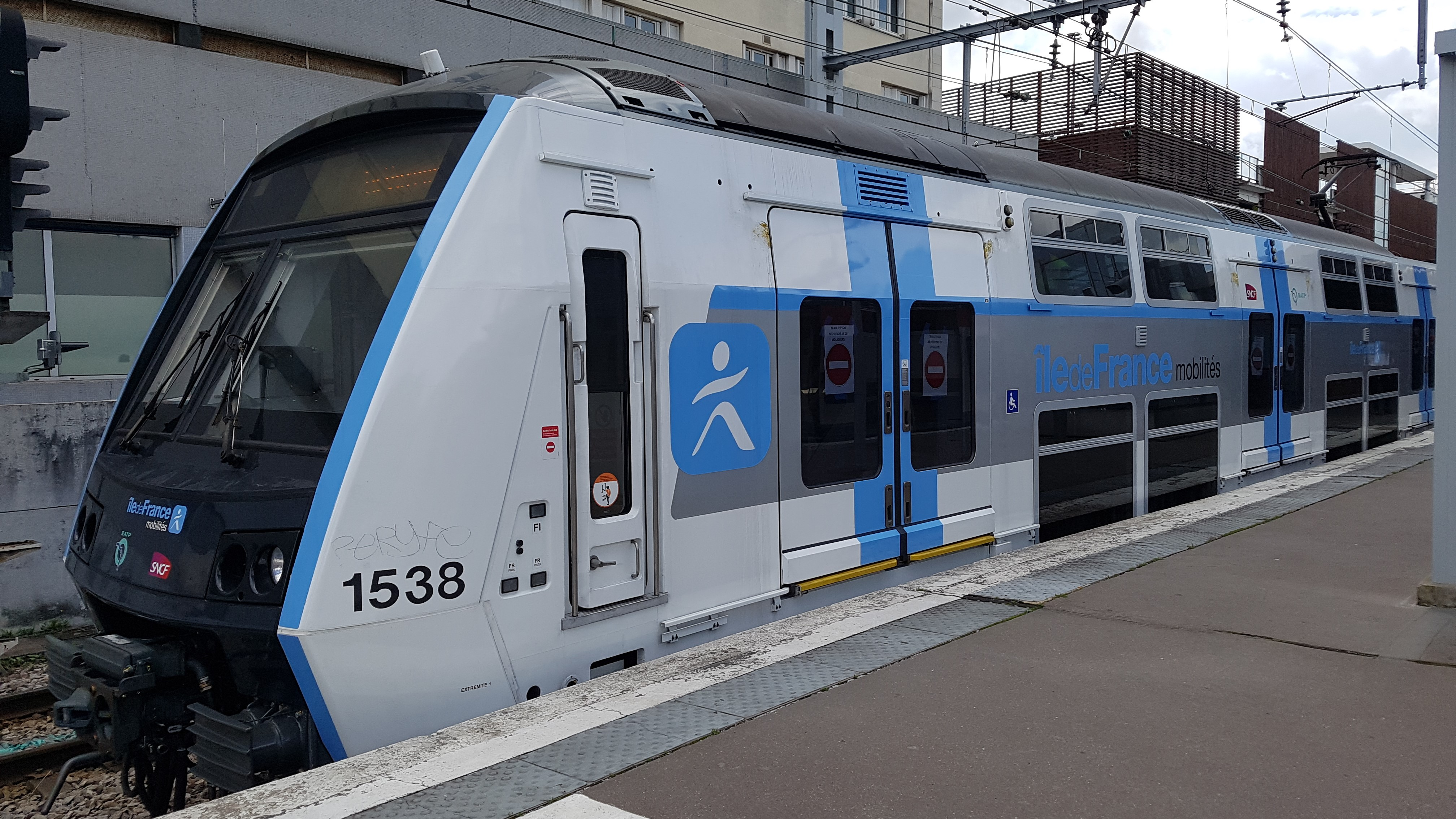
La première rame MI2N Altéo (n°1537/38), revenue de l'usine CAF de Bagnères-de-Bigorre, arborant sa nouvelle livrée Île-de-France Mobilités, ici en gare de Boissy-Saint-Léger.

- 16 avril 2016 : dernier service commercial du MS 61 au cours d’une cérémonie d’adieu[8]
- 24 février 2017 : dernier service commercial du MI 84 sur  le RER A[9]
- 27 avril 2017 : première circulation en pilotage automatique dans le tronçon central[10],[11]
- 2 mars 2019 : création du centre de commandement unique (CCU) du RER A à Vincennes regroupant les agents RATP et SNCF[12]
- 2019 : rénovation du premier MI2N Altéo[13]
- 28 janvier 2024 : un nouveau centre de commandement unique (CCU) est mis en service, toujours sur le site de Vincennes[14],[15]
- 10 octobre 2024 : mise en service commercial du premier MI2N rénové en livrée ÎDF Mobilités.

### Réaliser une ligne Est-Ouest

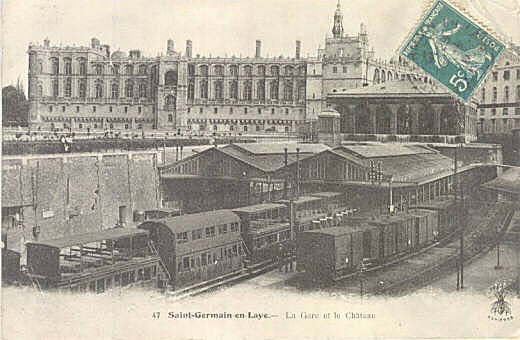
La ligne de Saint-Germain-en-Laye en carte postale.

La construction d'une ligne Est-Ouest est envisagée dès 1929, entre la gare Saint-Lazare et d'une part, celle de la Bastille, sur la ligne de Vincennes, et d'autre part, la Gare de Lyon, mais il faudra attendre les années 1950 pour voir les projets de RER relancés.
En mars 1956, une étude de Marc Langevin, alors directeur du réseau ferré de la RATP relance l'idée du RER en préconisant la réalisation d'un réseau en forme de croix, orienté nord-sud et est-ouest. L'étude propose la création de huit lignes, dont une reprenant uniquement la ligne de Vincennes et une autre reprenant à la fois, la ligne de Vincennes et celle de Saint-Germain-en-Laye, en passant par la gare de la Bastille, gare de départ parisienne de la première ligne,. De ce fait, le principe d'une ligne régionale commence à s'imposer, mais se heurte à des hésitations de la part des pouvoirs publics sur le meilleur moyen de desservir le quartier de La Défense nouvellement créé. Entretemps, la SNCF se rapproche de la RATP pour étudier sur le plan technique, la réalisation du futur réseau régional. La même année, la RATP adopte un plan triennal qui remet en route le projet d'électrification de la ligne de Vincennes, qui doit, à terme, être rattachée au RER.

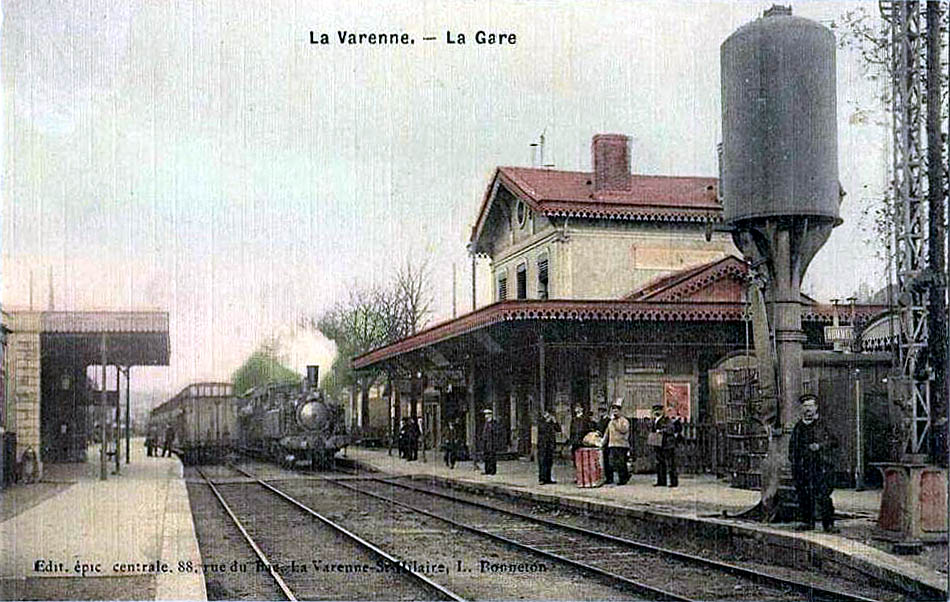
La ligne de Vincennes en carte postale.

En décembre 1959, la RATP et la SNCF présentent, à un comité spécialisé du fonds de développement économique et social, un projet de ligne devant relier la ligne de Saint-Germain-en-Laye et les environs de Maisons-Laffitte (Montesson) à Boissy-Saint-Léger, située sur une ligne de Vincennes électrifiée, et les environs d'Émerainville, sur la ligne de Mulhouse, via un tronçon à réaliser desservant Reuilly, Bastille, Châtelet, Concorde, Étoile et le complexe de La Défense alors en chantier. De ce fait, le tracé de la nouvelle ligne alors envisagé est parallèle à la ligne 1 du métro dans Paris. Ce projet doit, d'une part, permettre à la ligne de Vincennes de sortir de son isolement, et d'autre part, par contrecoup, de réduire d'un tiers le nombre de dessertes assurées à partir de la gare Saint-Lazare, alors proche de la saturation. À la suite de cette présentation, les deux entreprises mettent en place un comité permanent de liaison chargé notamment de définir le tracé définitif de la nouvelle ligne.
Le 14 mars 1960, un comité interministériel décide de lancer la construction de cette ligne en réalisant un premier tronçon à grand gabarit entre le rond-point de La Défense et le pont de Neuilly. La RATP demande alors au Syndicat des Transports Parisiens l'allongement de ce tronçon primitif, qui faisait de ce projet un simple prolongement de la ligne 1 du métro, de façon à obtenir un tronçon La Folie – Étoile.
Le 23 février 1961, le projet de création du tronçon La Folie – Étoile est approuvé et confié aux soins de la RATP.

### Premiers travaux

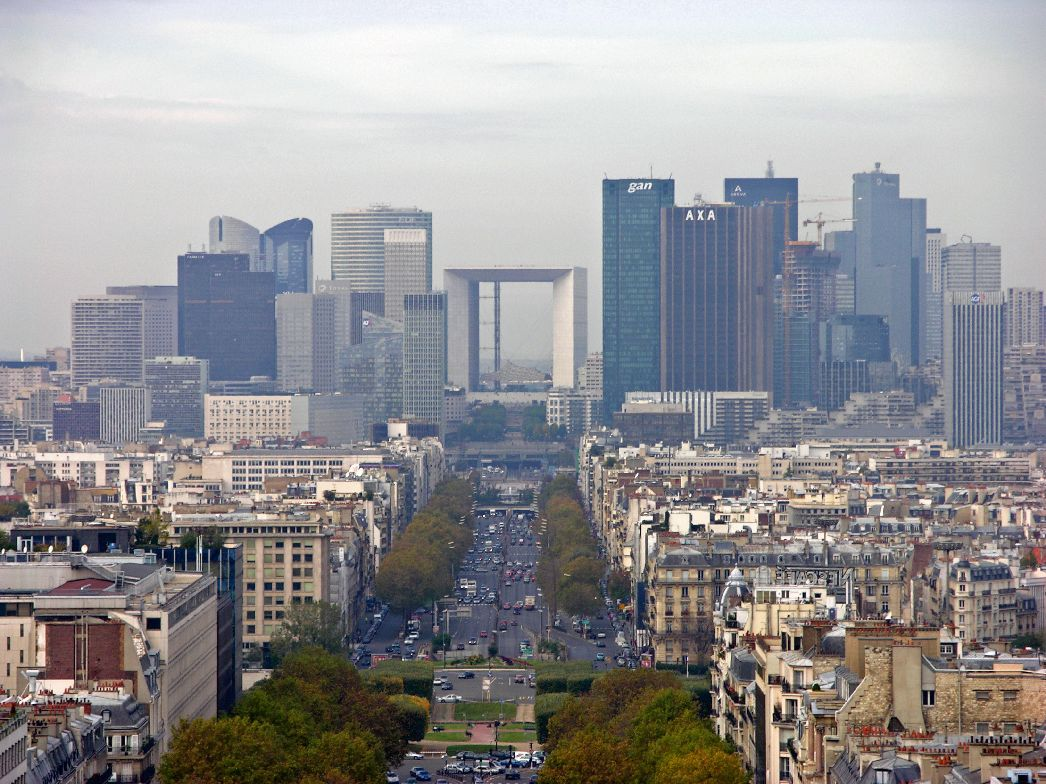
Le tronçon La Folie – Étoile passe, à Neuilly-sur-Seine, sous l'avenue Charles-de-Gaulle.

Ainsi, le 6 juillet 1961, le ministre des Travaux publics et des Transports Robert Buron donne un coup de pioche symbolique, sur l'île de Neuilly, au pied du pont de Neuilly, lançant officiellement les travaux de construction du premier tronçon reliant Étoile à La Défense. Long de 4 800 mètres, son tracé est quasi rectiligne, les deux stations terminales incluses, hormis une section légèrement incurvée au nord afin d'éviter le pont de Neuilly. Sa conception en première étape était motivée par la volonté de faire face à l'extension rapide du nouveau quartier d'affaires de La Défense, rendant prioritaire la création d'un nouvel axe ferroviaire. Début 1962, le tunnel est mis en chantier. Un bouclier d'un type nouveau destiné à forer le tunnel, d'un diamètre intérieur de 8,70 mètres, descend par le puits de La Défense profond de 23 mètres, mais la nature hétérogène des terrains rencontrés rend difficile l'avancement du chantier, de seulement 160 mètres en 1963.
Le 2 mars 1962, le tronçon La Folie – Étoile est déclaré d'utilité publique, les travaux ayant débuté le 6 juillet précédent.
Le 31 mai 1963, le conseil d'administration de la RATP estime que le projet manque de cohérence. En effet, le tronçon La Folie – Étoile pouvait inciter le public à douter de la validité du réseau régional, compte tenu de la correspondance qu'il nécessiterait pour se rendre à Étoile depuis Saint-Germain-en-Laye. Cette rupture de charge inciterait les voyageurs à poursuivre leur voyage vers Saint-Lazare. C'est pourquoi l'entreprise demande au Syndicat des transports parisiens de raccorder la ligne de Saint-Germain-en-Laye au tronçon La Folie – Étoile, tronçon prolongé vers Auber.

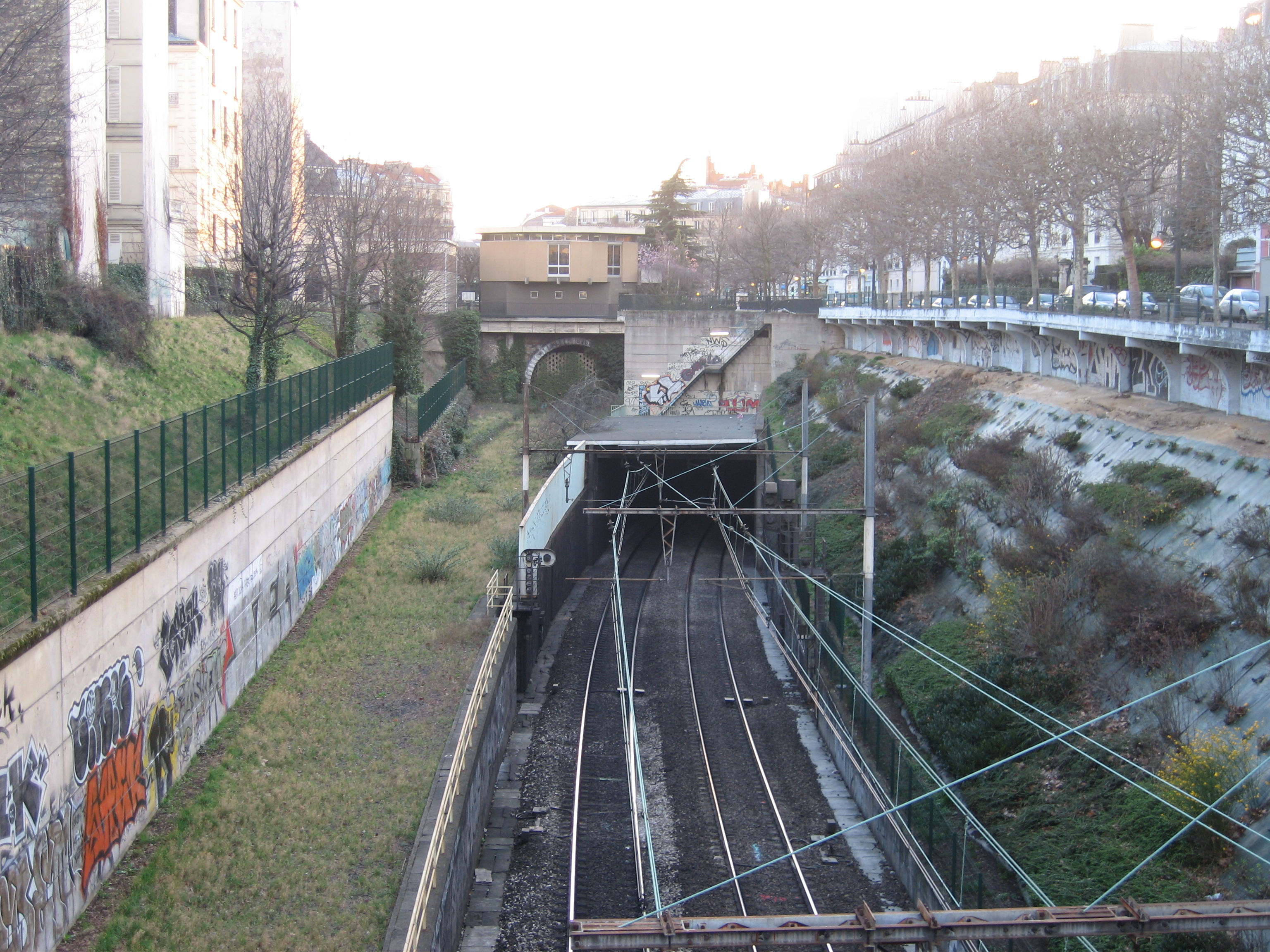
L'entrée du tunnel du RER A entre Nation et Vincennes. On peut voir à gauche le tunnel condamné de la ligne de Vincennes et sa plateforme d'accès.

Le 6 juin 1963, le Syndicat des transports parisiens accepte la demande de la RATP, confirmant la réalisation du tronçon Saint-Germain-en-Laye – Auber pour la partie ouest de la transversale est-ouest. Pour la partie est, il décide de la réalisation du tronçon Nation – Boissy-Saint-Léger. Ce dernier constitue désormais la première partie d'un tronçon devant desservir Paris, via un nouveau tracé préféré à celui souhaité en 1959. En effet, le STP a modifié, à la demande de la SNCF, le tracé de la future ligne afin de la faire passer plus au nord, afin de desservir les abords de la gare Saint-Lazare grâce à la gare d'Auber au lieu de la place de la Concorde, la Gare de Lyon au lieu de la gare de la Bastille et la place de Nation au lieu de la gare de Reuilly. La SNCF souhaitait maintenir la liaison entre Saint-Germain-en-Laye et le quartier d'affaires Saint-Lazare - Opéra, tout en désaturant la gare Saint-Lazare, alors la plus chargée de France. De ce fait, la fermeture prochaine du tronçon terminal de la ligne de Vincennes est entériné, afin que cette dernière puisse arriver dans la nouvelle gare souterraine de Nation. Elle y parviendra en empruntant un tunnel dont l'entrée se situera à hauteur de la gare de Saint-Mandé, qui sera également fermée à cette échéance. Ce nouveau tracé permettra ainsi d'éviter la gare de la Bastille, jugée trop petite et inadaptée>,.

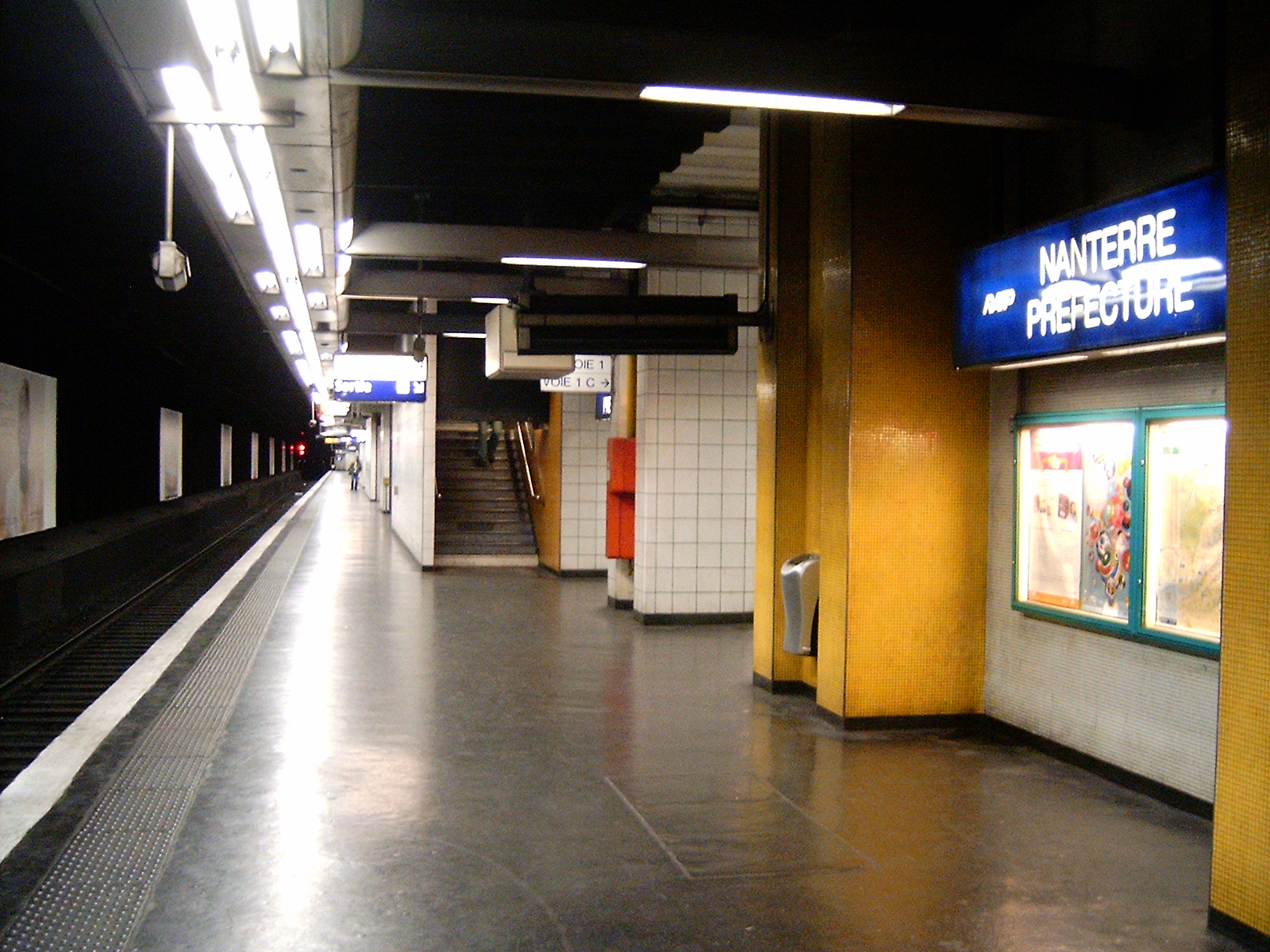
La gare « M » en décembre 2007, ouverte au public sous le nom de Nanterre-Préfecture depuis 1973.

En novembre 1963, une demande de modification du tracé de la ligne entre La Défense et Nanterre est effectuée, afin de mieux desservir un quartier destiné à recevoir de nombreux équipements, notamment culturels, en même temps que la SNCF songe à déplacer vers le sud, la ligne Paris – Mantes afin de la mettre en correspondance avec le RER. Le nouveau tracé, dit tracé N, comportait deux gares : une gare « M » pour la desserte des équipements culturels et une gare « P » pour la correspondance avec la ligne SNCF, adjacente à la route nationale N 186, le tracé se raccordant à la ligne de Saint-Germain à l'extrémité est de la gare de Nanterre, l'actuelle gare de Nanterre-Ville.
En juin 1964, Marc Jacquet, ministre des Travaux Publics et des Transports, adopte ce tracé et décide, tout en surseyant au déplacement des voies de la ligne Paris – Mantes, de céder à la RATP, le tronçon Saint-Germain-en-Laye – La Folie, une fois raccordé au RER.
Fin 1964, le tunnel Étoile – La Défense ne mesure toujours que 500 mètres, malgré une consolidation du sol par injections. La lenteur du chantier fait décider d'exécuter la traversée de la Seine non par forage au bouclier mais par fonçage de caissons, à l'image de plusieurs lignes de métro dans Paris.
En mars 1965, une machine américaine Robbins débute, du côté de l'Étoile, la création, assez rapide, du tunnel, mais émaillée de plusieurs incidents. En effet, en forant sous l'avenue de la Grande-Armée et sous le tunnel de la ligne 1 du métro, elle provoque l'affaissement du radier de ce dernier, le 18 mars 1965, sous l'effet d'une décompression du terrain. La circulation des rames de métro est interrompue durant quatre jours, le temps de remettre en état l'infrastructure. En juin 1965, côté Défense, le bouclier atteint la Seine après avoir foré 781 mètres de tunnel.
Toujours durant l'année 1965 est publié le Schéma directeur d'aménagement et d'urbanisme de la région parisienne (SDAURP). Ce dernier théorise le concept de Réseau express régional, et définit trois lignes : deux lignes Nord-Sud (dont l'une n'a pas été réalisée et l'autre correspond sensiblement à la ligne B, au nord, et à la ligne D, au sud), et une ligne est-ouest. Cette dernière est présentée comme une ligne reliant à l'ouest, Montesson et Saint-Germain-en-Laye à Lagny voire Meaux ainsi que Boissy-Saint-Léger, via un tronc commun allant de Nanterre à Vincennes, en passant par le nouveau centre de la Défense, puis à Auber dans le triangle Opéra-Chaussée d'Antin-Havre Caumartin, à Châtelet et à la Gare de Lyon. À l'est, une branche reprendrait la ligne de Vincennes et l'autre, sensiblement parallèle à la Marne sur la rive gauche, desservirait la zone à urbaniser en priorité de Fontenay-sous-Bois et le futur axe urbain de Bry-sur-Marne — Noisy-le-Grand à Meaux, par le biais d'une nouvelle infrastructure.

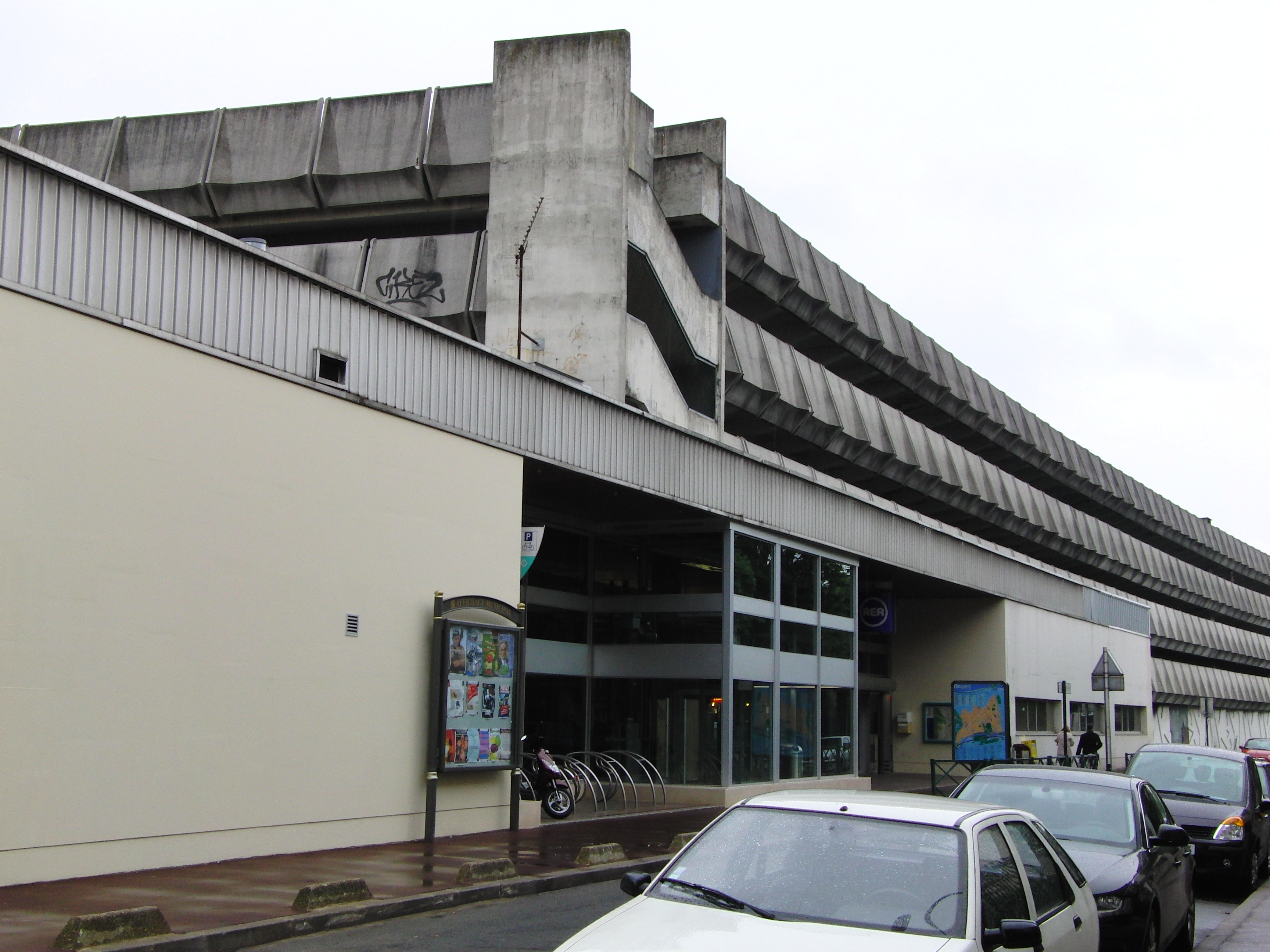
Le nouveau bâtiment voyageurs de la gare de Nogent-sur-Marne.

En 1966, les travaux de modernisation de la ligne de Vincennes débutent. De ce fait, la SNCF se charge par délégation des travaux considérables à entreprendre sur le tronçon Vincennes – Boissy-Saint-Léger, les tunnels de la transversale Est-Ouest à partir de la gare de Nation étant réalisés par la RATP. Cette dernière se charge également de la démolition puis de la reconstruction de la totalité des bâtiments voyageurs du tronçon, remplacés par de nouveaux édifices froids, anguleux et sans recherche architecturale, dans l'esprit de l'époque, mais parfaitement fonctionnels et souvent jumelés à une gare routière et des parcs de stationnement. Les travaux sont toutefois rendus délicats par leur réalisation en milieu urbain et sur une ligne qui demeure en exploitation. Ces travaux consistent pour l'essentiel, outre la reconstruction des bâtiments voyageurs, en la construction de quais hauts de 1,10 mètre et de 225 mètres de longueur avec abris parapluie et passages souterrains ou passerelles, le renouvellement intégral de la voie par des rails lourds de 60 kg/m et l'électrification en 1,5 kV courant continu après mise au gabarit des ouvrages d'art. La signalisation est profondément modernisée : le block automatique mécanique type Est est remplacé par le block automatique lumineux (BAL) de type SNCF. Par ailleurs, sept postes d'aiguillage tout relais à transit souple (PRS) sont créés à Vincennes, Fontenay, Joinville, Parc-Saint-Maur, La Varenne, Sucy et Boissy.
Durant l'été 1966, la progression de la machine américaine, forant depuis Étoile, le tronçon Étoile – La Défense s'arrête à nouveau, à hauteur de la porte Maillot, à la suite de l'entrée en combustion d'un filon de pyrite, sous l'action de l'air comprimé utilisé. Elle redémarrera après traitement du terrain.
Le 31 octobre 1967, la machine atteint la proximité du pont de Neuilly, après avoir foré un tunnel de 2 752 mètres. Parallèlement, un canal est construit dans l'île de Neuilly, sur lequel sont assemblés sept caissons en béton précontraint. Ils sont amenés à leur emplacement définitif par flottaison puis foncés un à un dans le cours de la Seine, après déroctage à l'explosif de la couche de calcaire, située sous le lit du fleuve. Le premier est mis en place le 14 avril 1966, le dernier en janvier 1968.
Le 14 décembre 1969 à 0 h 50, le dernier train part de la gare de la Bastille pour Boissy-Saint-Léger, marquant ainsi la fin définitive de la très populaire ligne V, après 110 ans d’exploitation.

### Métro régional

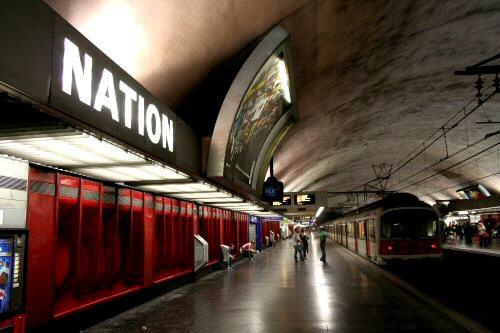
La gare de Nation, en juin 2006.

Le 14 décembre 1969, le premier embryon de la future ligne A entre Nation et Boissy-Saint-Léger est mis en service deux jours après son inauguration. De ce fait, la nouvelle gare entièrement souterraine devint provisoirement le terminus de l'ancienne ligne de Vincennes, limitée à Boissy-Saint-Léger. Les trains à vapeur ont laissé place aux nouvelles automotrices électriques MS 61,. On appelle alors cette ligne Métro régional.
Le 19 janvier 1970, est ouverte la section occidentale, longtemps attendue, entre Étoile, renommée à cette occasion « Charles-de-Gaulle - Étoile », et La Défense.
Le 25 mai 1971, le gouvernement décide de mettre en œuvre la future jonction entre Auber, devant ouvrir à la fin de l'année, et Nation, grâce à la RATP et au soutien du préfet de région Maurice Doublet. Il a fallu convaincre les pouvoirs publics de la nécessité de la construction du tronçon central, malgré son coût colossal et l'impact des travaux au cœur même de la capitale. L'interrogation sur le mode d'exploitation a provoqué des retards, et une forte augmentation de la facture finale, parce qu'il était même un temps envisagé de ne construire qu'une ligne de métro à petit gabarit pour relier à Auber et Nation les deux tronçons édifiés, solution qui aurait imposé deux ruptures de charge.
Le 23 novembre 1971, la navette Étoile – La Défense est prolongée vers l'est jusqu'à la nouvelle gare d'Auber, alors plus grand complexe souterrain au monde.
Le 29 février 1972, le schéma d'exploitation du futur réseau de transport en commun est approuvé par le syndicat des transports parisiens. Le métro régional est dorénavant conçu comme devant être constitué de trois lignes, la transversale est-ouest (future ligne RER A), une nouvelle transversale sur la rive gauche créée à partir de tronçons existants (future ligne RER C), le prolongement de la ligne de Sceaux et son interconnexion avec une ligne du réseau Nord à déterminer (future ligne RER B), ainsi que la réalisation d'une nouvelle ligne supplémentaire interconnectée (future ligne RER D). L'opération de rénovation des Halles donne l'occasion inespérée de construire la nouvelle gare centrale de Châtelet, à ciel ouvert, ce qui permet de réduire légèrement les coûts. En effet, lorsque débutent dans Paris les travaux de la transversale nord-sud, actuelle ligne B du RER, l'idée d'envoyer des trains de banlieue de la SNCF en superposition des trains des lignes nord-sud et est-ouest du nouveau métro régional paraît judicieuse,.
D'ailleurs, à Gare de Lyon, les projets de réalisation de la nouvelle gare de la future ligne est-ouest (RATP) et de celle d'une nouvelle gare souterraine (SNCF) étant concomitants, les deux entreprises décident de réaliser un ouvrage commun. Devant l'ampleur des investissements, il est projeté de compléter le projet pour permettre aux trains SNCF d'emprunter les tunnels RER parisiens, l'étude des courants de trafic démontrant alors que l'envoi de trains de la banlieue sud-est en banlieue nord était le choix le plus pertinent. Les tunnels pouvaient, selon l'idée de l'époque, accueillir un train toutes les minutes,.
Ainsi, le projet d'interconnexion des réseaux consiste alors en la circulation de six trains de la banlieue Sud-Est dans le tunnel du futur RER A entre Gare de Lyon et Châtelet - Les Halles, préfigurant ainsi le futur RER D. La RATP, entreprise exploitante du RER A, n'adhère pas immédiatement au projet, estimant que la croissance prévisible du trafic de la ligne A ne permettrait pas de faire circuler les six trains supplémentaires prévus. Il est alors décidé de doter chaque ligne de ses propres quais, la fréquence étant limitée par les temps de stationnement en gare. De plus, l'aménagement des gares est pensé en conséquence : le futur RER A a ses voies établies au niveau inférieur de l'ouvrage autour d'un large quai central au-dessus duquel est implantée la future gare souterraine SNCF. Dotée de quatre voies, cette future gare est située au niveau directement supérieur de l'ouvrage, juste au-dessus du futur RER, permettant ainsi la mise en place d'échanges de « quai à quai », de type vertical, une innovation japonaise. À la gare de Châtelet - Les Halles, la disposition des voies sur un niveau est maintenue mais le nombre de voies est porté à sept ; trois voies centrales seront réalisées, afin de tenir compte de la future interconnexion,.

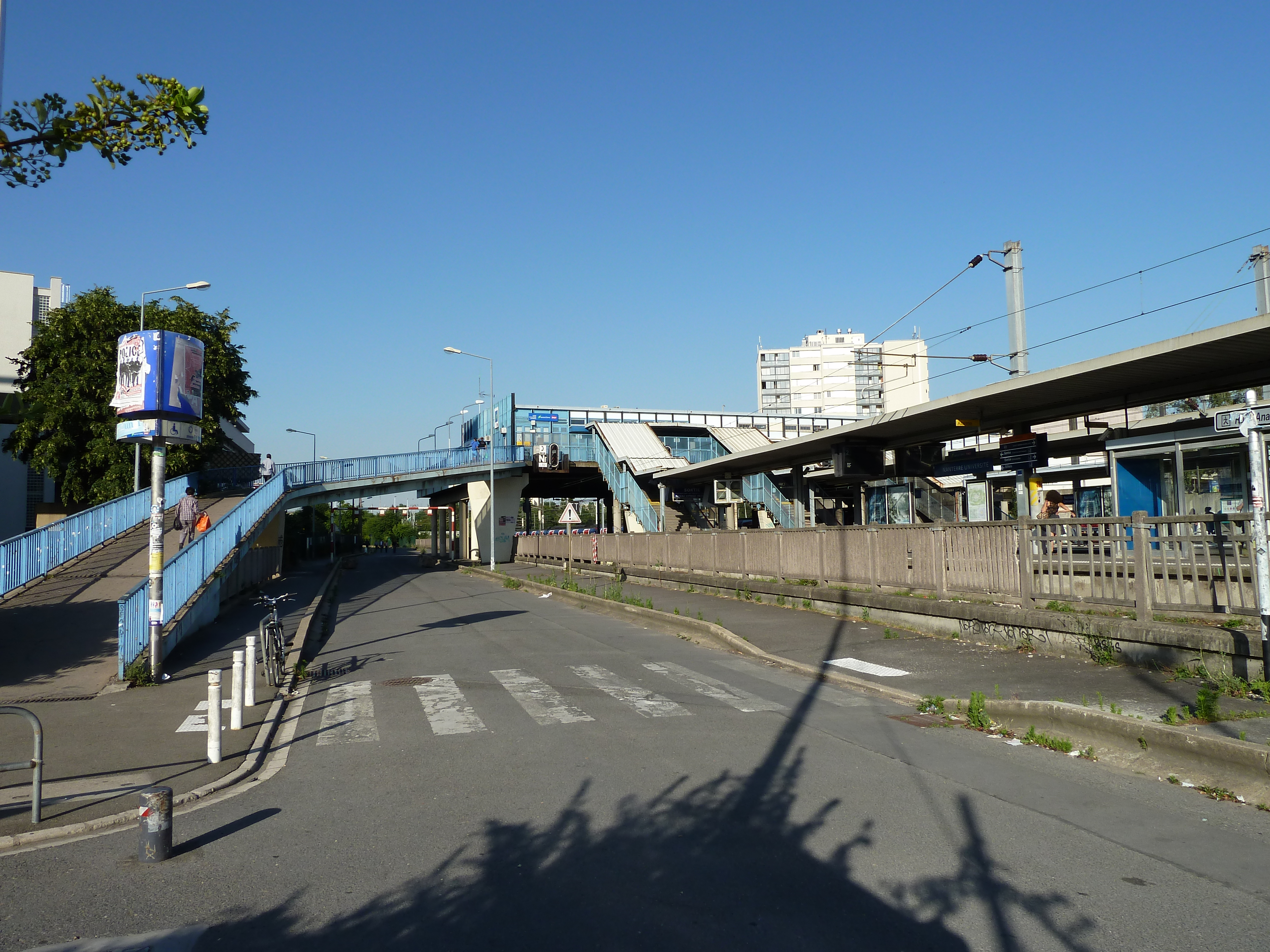
La gare de Nanterre-Université en juin 2010.

Le 1er octobre 1972, après cinq années de chantier, la navette est prolongée de La Défense à Saint-Germain-en-Laye et des relations au départ d’Auber et à destination de Rueil, du Vésinet ou de Saint-Germain-en-Laye sont mises en place. Elle atteint Saint-Germain-en-Laye en empruntant l'ancienne ligne de Paris-Saint-Lazare à Saint-Germain-en-Laye, qu'elle rejoint à partir de Nanterre-Université, par le biais d'un raccordement de faible rayon (150 mètres), doublé pour l'occasion. Ce dernier avait, à l'origine, été créé pour permettre aux trains de la navette Auber – La Défense de rejoindre le dépôt situé à Rueil. À la mise en service du prolongement, ce raccordement à la ligne de Saint-Germain était provisoire, puisqu'il était toujours prévu de dévier la ligne par une large boucle au nord de l’Université Paris X. Cette nouvelle gare aurait permis de desservir une future zone urbanisée située derrière l'université de Nanterre. En attendant la réalisation de cette nouvelle gare, la gare de Nanterre-Université (alors appelée La Folie - Complexe universitaire) est mise en service en remplacement de la gare de « La Folie », afin de permettre une correspondance entre les trains SNCF et le RER. Finalement, l'incertitude du développement de la nouvelle zone urbaine de Nanterre entrainera l'abandon du projet de desserte de la gare « P » et par conséquent, la pérennisation du raccordement « provisoire » et de la gare de Nanterre-Université.

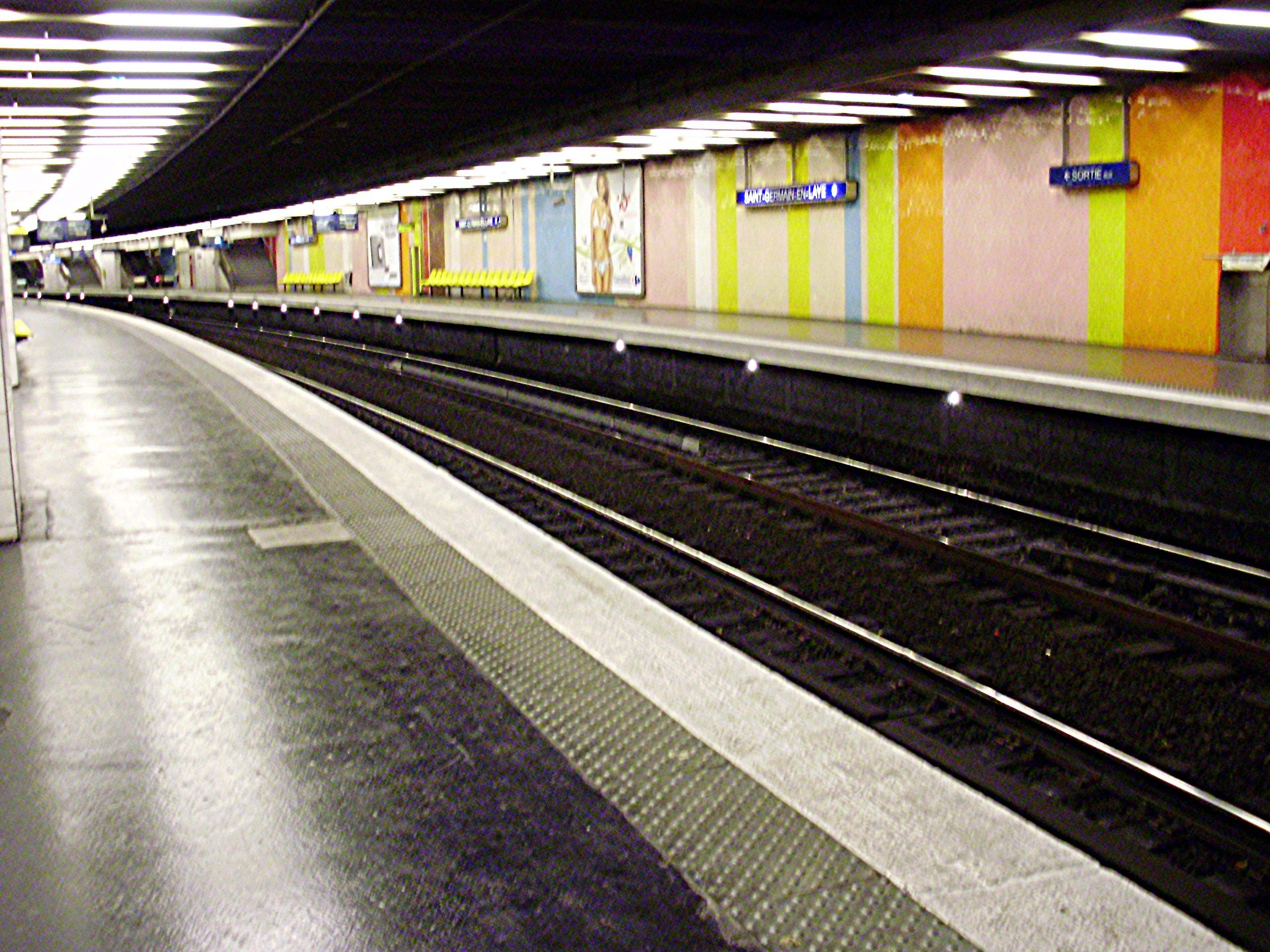
La gare de Saint-Germain-en-Laye, en juin 2010.

La section de la ligne de Saint-Germain-en-Laye reprise par le RER est cédée, comme prévu, par la SNCF à la RATP. Désormais, elle est scindée en deux, de la gare Saint-Lazare à la gare de Nanterre-Université sur le réseau Transilien Paris Saint-Lazare en zone SNCF, et la deuxième, de la gare de Nanterre-Università la gare de Saint-Germain-en-Laye sur la future ligne A, en zone RATP. La réutilisation partielle par la RATP n'a pu être possible qu'au terme d'importants travaux qui visaient à la moderniser et la rendre apte au service RER. Entrepris sans interruption du trafic, ils consistèrent à réaliser le raccordement de La Folie, reconstruire le viaduc de Croissy ainsi que toutes les gares, celle de Saint-Germain-en-Laye devenant souterraine et occupant désormais des emprises inoccupées situées à proximité de l'ancienne gare SNCF. Ils permirent sa réélectrification en 1 500 volts continu par caténaire (en remplacement du troisième rail), obligeant à abaisser d'une cinquantaine de centimètres le tunnel de la Terrasse de Saint-Germain-en-Laye, afin de dégager le gabarit nécessaire aux caténaires. Cette réélectrification était nécessaire pour permettre la circulation du matériel MS 61. Ils permirent également d'aménager un faisceau de garage sur le plateau entre le tunnel et le terminus et de refaire les ateliers de Rueil.
En 1973 commence la construction du tronçon central entre Auber et Nation. Ce tronçon sera long de 5 600 mètres, se situera en tréfonds d'immeubles à vingt-cinq mètres de profondeur, sous la nappe phréatique et permettra la desserte de deux nouvelles gares : une première, au cœur des Halles et une seconde sous la Gare de Lyon. La construction du tronçon Auber – Châtelet long de 886 mètres est établi dans un sous-sol défavorable, dans la nappe phréatique et sous des immeubles anciens et vétustes. Le terrain nécessite un traitement préalable par injections. La gare centrale de Châtelet est construite à ciel ouvert à l'emplacement des Halles de Baltard. Elle sera longue de 310 mètres et large de 79 mètres ; elle s'étendra du chevet de l'église Saint-Eustache, au nord-ouest, à l'ancien cimetière des Innocents, au sud-est, avec sept voies. Le tronçon Châtelet – Gare de Lyon, long d'un peu plus de 2 600 mètres, est construit de façon assez rectiligne dans un terrain calcaire grâce à une machine Robbins. Une gare souterraine commune à la RATP et à la SNCF est édifiée à ciel ouvert sous la cour de Bercy. Longue de 315 mètres et large de 41 mètres, elle s'établit sur cinq niveaux, le plus bas accueillant les deux voies et le quai central de la ligne A. Enfin, le tronçon Gare de Lyon – Nation, long de 1 756 mètres, prend une forme de « S », avec une courbe suivie d'une contre-courbe. La réalisation de cette jonction aura coûté 5 milliards de francs,. Comme indiqué précédemment, cette ligne s'appelle alors « Métro régional ».

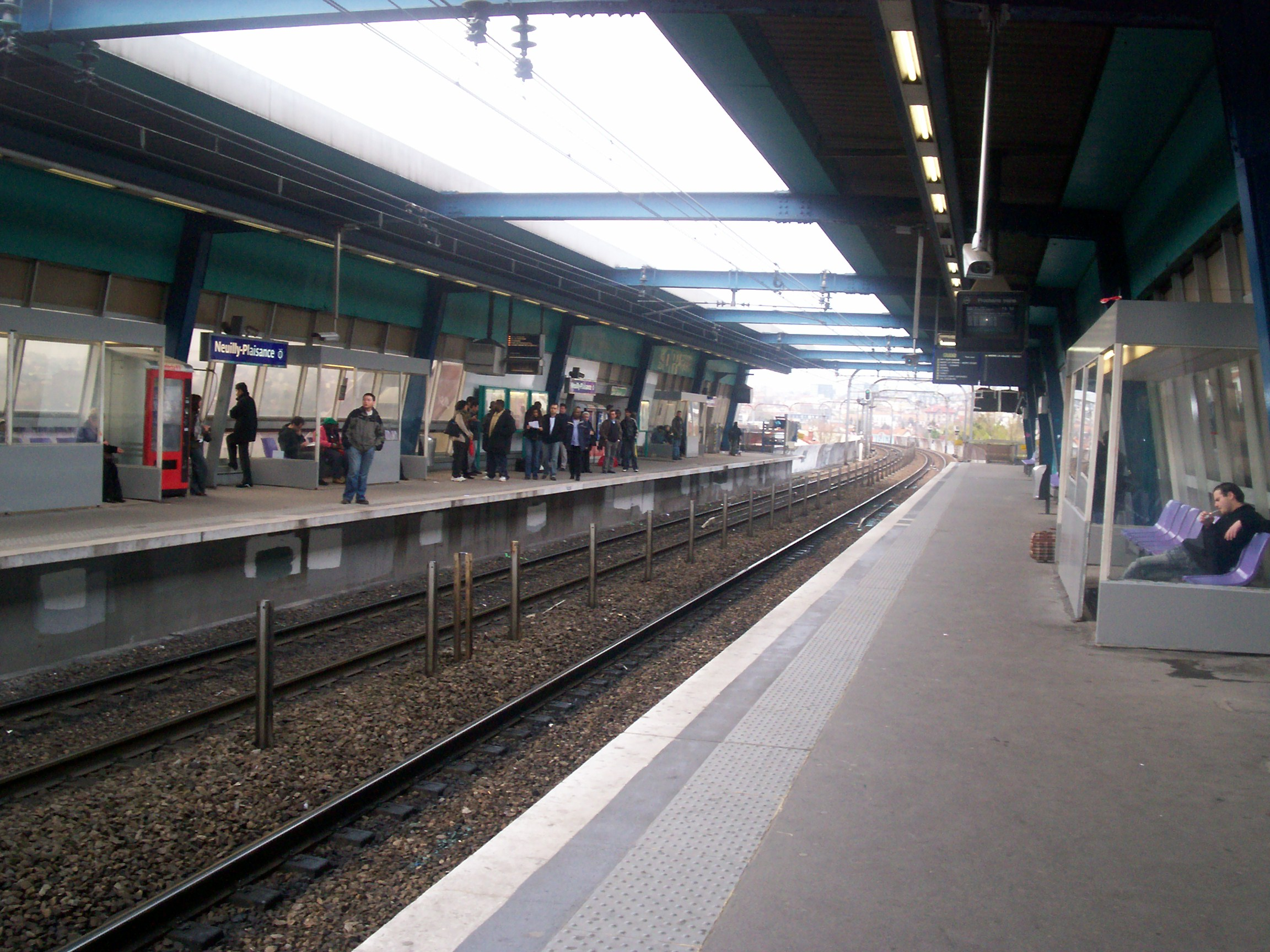
La gare de Neuilly-Plaisance, en avril 2006.

En 1973 débute également la construction de la branche de Marne-la-Vallée. Étudiée dès 1964, elle doit permettre de desservir la ville nouvelle de Marne-la-Vallée et ses premiers quartiers édifiés, dont le principal, le Mont d'Est à Noisy-le-Grand, est devenu un centre d'affaires. L'arrivée du train doit accompagner le développement des deux premiers secteurs d'urbanisation de la ville nouvelle. La réalisation est prévue en deux étapes dont la première est déclarée d'utilité publique en 1973. La première étape consiste en la création de trois nouvelles gares intermédiaires et d'un terminus situé à Noisy-le-Grand dans le quartier du Mont d'Est. Entamés en octobre 1973, les travaux de la première étape prennent fin en juin 1977.
Le 1er octobre 1973 est mise en service la gare de Nanterre-Préfecture, sur la ligne Auber – Saint-Germain, embryon du futur RER A. Mentionnée dans les projets sous le nom de gare « M », elle était destinée à être l'origine d'une branche menant à Montesson, expliquant les quatre voies sur deux niveaux. Malgré l'abandon de la réalisation de la branche de Montesson, celle-ci est mise en service dans cette configuration. Cette dernière servira d'ailleurs à l'interconnexion avec les branches de Cergy et de Poissy.

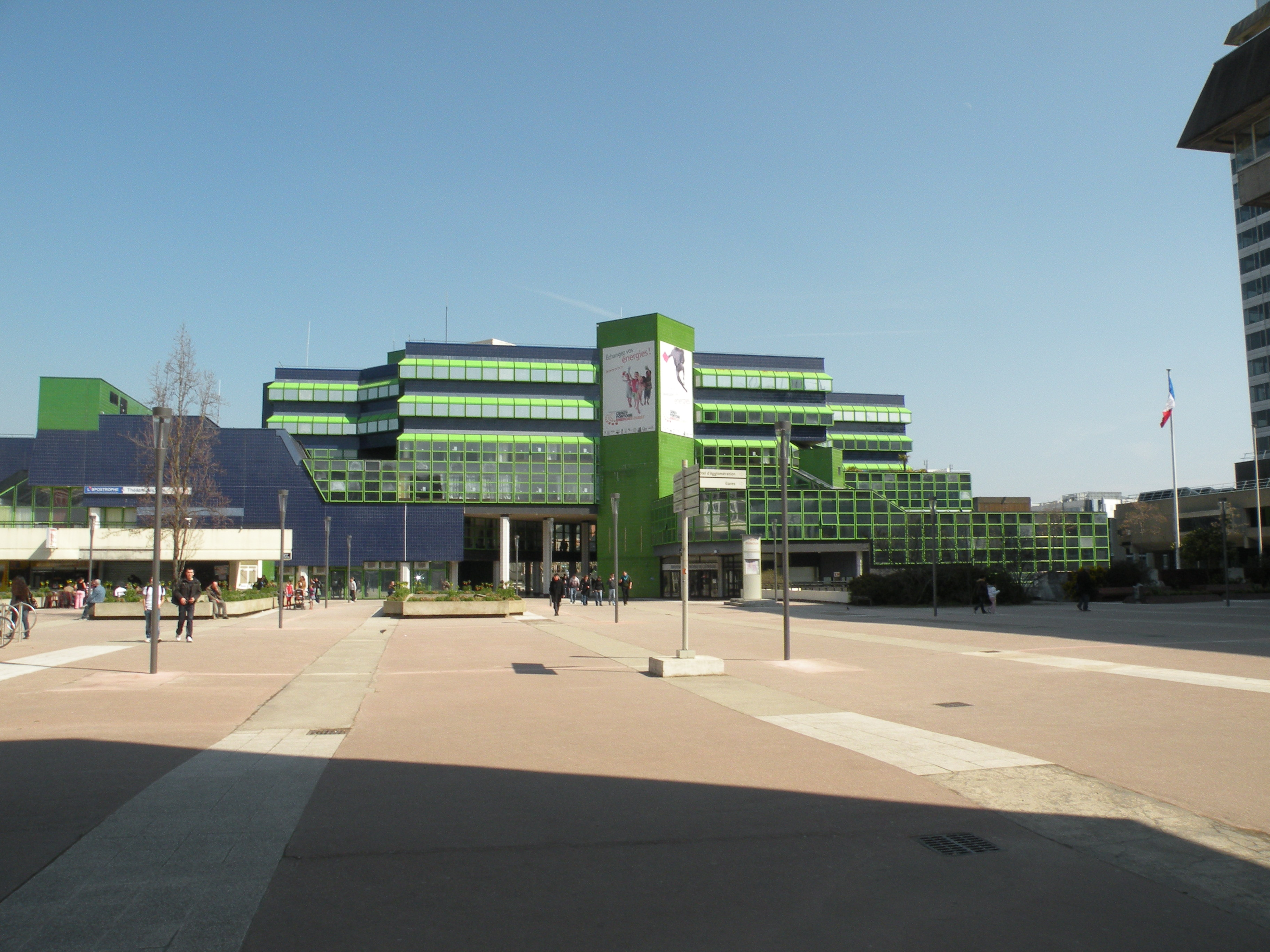
L'hôtel d'agglomération de Cergy-Pontoise.

En 1974, il est décidé de relier la ville nouvelle de Cergy-Pontoise à Paris, en utilisant les voies existantes puis nouvelles. Ce choix réserve de plus la possibilité de raccorder la ville nouvelle à La Défense dans le cadre de la future interconnexion Ouest de la ligne. En 1965, le SDAURP envisageait, pour desservir la ville nouvelle, de créer une ligne transversale RER qui relierait le sud-ouest au nord-ouest francilien via les gares de Montparnasse et de Saint-Lazare en empruntant la ligne Ermont – Pontoise, duquel il se détacherait entre Pierrelaye et Montigny - Beauchamp, en direction de la plaine agricole d’Herblay, pour aboutir à Cergy-Pontoise. Ce projet est finalement abandonné mais, dans les années 1970 ; trois autres demeuraient à l'étude pour une desserte qui devenait de plus en plus urgente au vu de l’urbanisation galopante. Deux de ces projets étaient ferroviaires : une virgule Pierrelaye – Cergy amorcée sur la ligne Paris-Nord – Pontoise, unique rescapée du vaste projet de transversale RER, et un projet visant à utiliser à la fois les voies du réseau Saint-Lazare et à créer de nouveaux tronçons pour aboutir à Cergy. Le troisième vise à relier Cergy-Pontoise à La Défense en 10 minutes grâce à un aérotrain. Ce projet jugé totalement inadapté à ce type de desserte est abandonné du fait de difficultés techniques difficilement surmontables liées au caractère urbain du tracé, et de la crise du pétrole qui n’arrange aucunement le type de propulsion jusqu’ici développé. Le projet de « virgule » ayant été également abandonné, la SNCF s'est alors vue dans l'obligation d’étudier dans l’urgence une alternative ferroviaire plus classique pour cette ligne déclarée d’utilité publique, le 26 avril 1976.
Le 11 mars 1976, le Syndicat des transports parisiens (STP) prend en considération le schéma de principe de la ligne D du RER qui relie Orry-la-Ville à la banlieue Sud-Est via Châtelet - Les Halles et Gare de Lyon. Cependant, la réalisation de la ligne ne peut plus être menée sur la base d'un emprunt des voies du RER A entre Gare de Lyon et Châtelet - Les Halles, devenu techniquement impossible en raison des cadences des trains trop élevées qu'elle suppose. Il est donc indispensable de réaliser un tunnel distinct pour la ligne, mais le montant élevé des dépenses repousse sa réalisation ; la ligne D ne pourra donc pas être mise en service dans son intégralité en une fois.
En 1976, le Schéma directeur d'aménagement et d'urbanisme de la région parisienne est révisé. Néanmoins, il réaffirme l'importance des villes nouvelles et de la desserte par le RER.

### Naissance du RER A

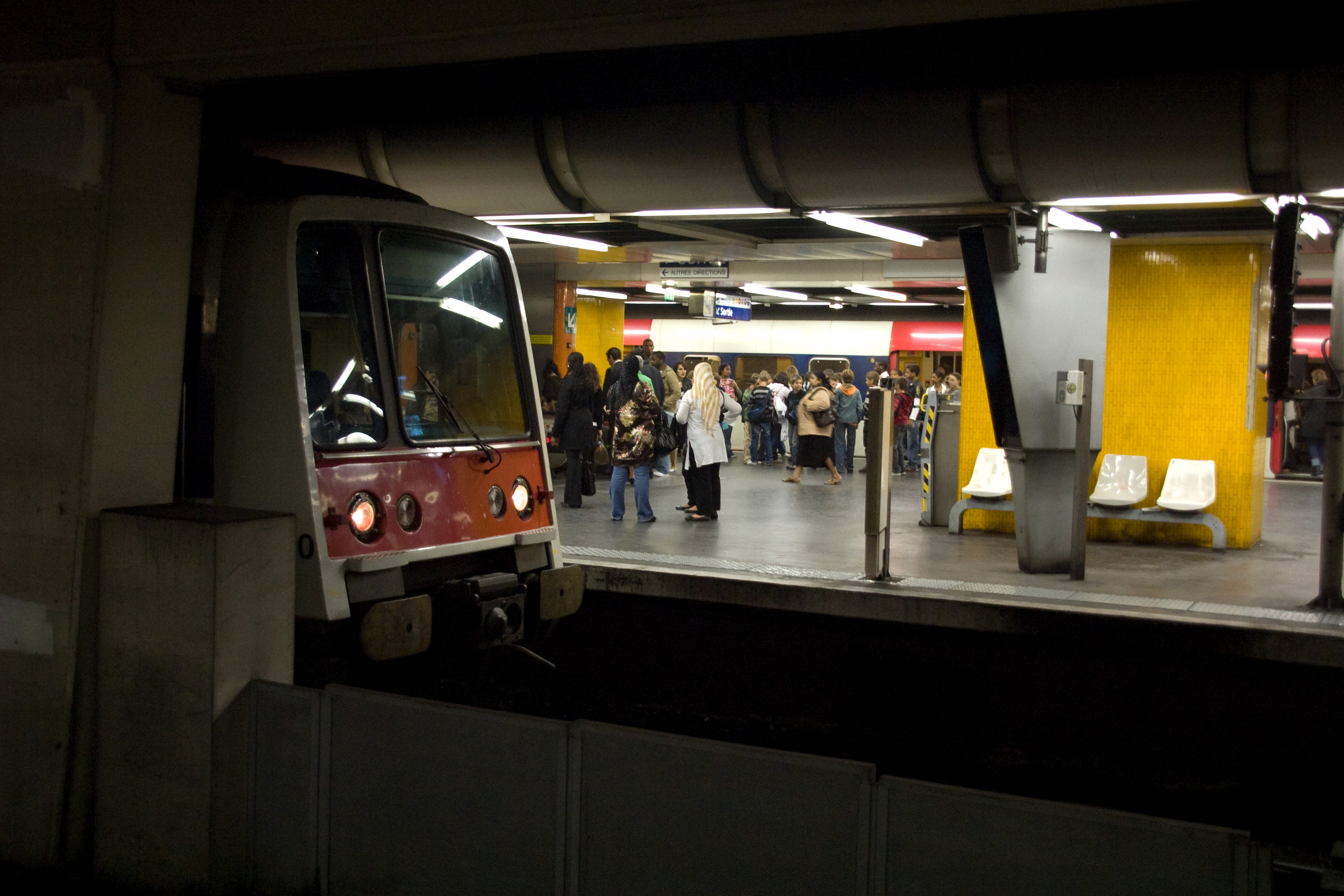
À Châtelet - Les Halles avec au premier plan un MI 79 du RER B et au second plan un MI 84 du RER A, en juin 2008.

Le 8 décembre 1977 naît officiellement la ligne A du réseau express régional à la suite de la mise en service de la jonction entre les gares d'Auber et de Nation. Cette jonction passe par la nouvelle station de correspondance Châtelet - Les Halles, qui reçoit également la nouvelle ligne B. Cette dernière résulte du prolongement de la ligne de Sceaux, depuis Luxembourg sur la rive gauche. Ainsi, c'est dès ce jour qu'est lancé publiquement le nom de baptême par lettres des lignes (A et B), déjà utilisé officieusement en interne par la RATP. L'inauguration du nouveau réseau est faite par le président de la République Valéry Giscard d'Estaing. Cette mise en correspondance constitue donc l'ébauche du métro régional projeté.
Le même jour, tout juste baptisée « RER A », la ligne est également prolongée jusqu'à Noisy-le-Grand-Mont d'Est, sixième gare souterraine et à grand gabarit ouverte au public depuis 1969. Cette nouvelle branche quitte l'ancienne ligne de Vincennes à proximité de la gare de Fontenay-sous-Bois. Elle est longue de 8 553 mètres et dessert trois nouvelles gares intermédiaires. La première, Val de Fontenay, dessert la ZUP de Fontenay-sous-Bois et permet une correspondance avec la ligne de Paris-Est à Gretz-Armainvilliers, les deux autres desservent Neuilly-Plaisance et Bry-sur-Marne.

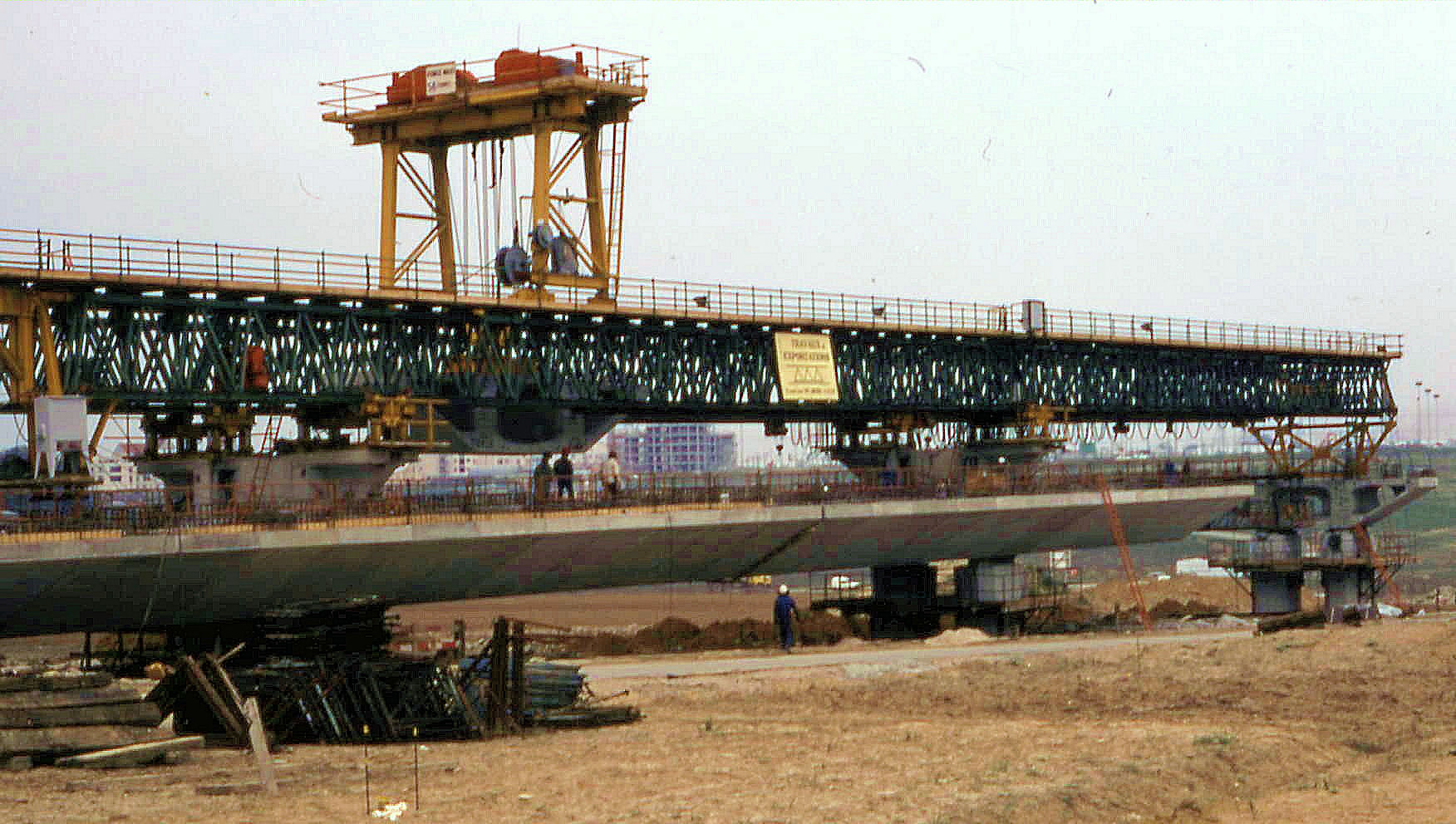
Le viaduc en béton précontraint en cours de construction.

Le 19 décembre 1980, la branche de Noisy-le-Grand est prolongée de 8 764 mètres en direction de l'est jusqu'à Torcy - Marne-la-Vallée. Le tracé dessert l'université de Marne-la-Vallée, à travers la gare de Noisy - Champs, le centre urbain de Noisiel et franchit le ru du Val Maubuée, entre les deux dernières gares de Lognes et Torcy - Marne-la-Vallée, par un viaduc en béton précontraint. Ce prolongement est inauguré par Michel Giraud, président du Conseil régional d'Île-de-France, et il s'accompagne d'une réorganisation du réseau d'autobus afin d'assurer un meilleur rabattement. La section n'est, au départ, exploitée qu'en simple navette dans l'attente de nouveau matériel.
Le 5 mars 1984 est mis en service le premier MI 84, matériel bicourant dérivé du MI 79, conçu par la RATP et la SNCF. Il est destiné à assurer l'interconnexion ouest à partir de 1988. La livraison des rames de ce type se poursuivra jusqu'en 1989. En effet, pour desservir la ville nouvelle de Cergy-Pontoise, il est, depuis 1974, décidé d'utiliser les voies existantes situées en zone SNCF. Or celles-ci sont alimentées en 25 kV monophasé, contrairement aux tronçons RATP qui le sont en 1,5 kV continu. Or les MS 61 ne peuvent circuler que sous 1,5 kV continu, ce qui ne permettait pas leur utilisation pour la future interconnexion.
En avril 1984, l'interconnexion ouest est déclarée d'utilité publique. Elle vise à relier la ville nouvelle de Cergy-Pontoise à La Défense et à favoriser une meilleure diffusion des voyageurs dans Paris.
Le 18 décembre 1985, le gouvernement signe un protocole avec la Walt Disney Company établissant les conditions d'implantation du complexe de loisirs Disneyland Paris. Il est, par conséquent, acté la réalisation d'un nouveau prolongement de la ligne A, long de onze kilomètres, de Torcy - Marne-la-Vallée à Chessy, pour permettre la desserte du nouveau parc d'attractions des Américains de The Walt Disney Company. Celui-ci devant s'implanter au cœur des grandes cultures céréalières de la Brie française, à l'est de la ville nouvelle de Marne-la-Vallée, sur le territoire de Chessy. La solution ferroviaire a été préférée à la solution routière, prudemment avancée par la RATP. Cette dernière souhaitait la création d'une ligne de bus articulés en site propre, souhait non partagé par les Américains qui désiraient une desserte ferroviaire par le RER. C'est finalement l'État qui trancha en faveur des Américains, compte tenu du développement économique probable apporté par la création d'un parc. Il accepte le prolongement, prend à sa charge les travaux, le financement ayant été trouvé hors de l'enveloppe déjà négociée dans le cadre du 9e Contrat de plan État-région>.
Le 24 mars 1987, une convention est finalement signée, entérinant le projet du prolongement de la ligne à Chessy. Ce projet est néanmoins modifié avec l'implantation d'une gare TGV accolée à l'est de la gare terminale du RER. Le 23 décembre 1987, le syndicat des transports parisiens, renommé Île-de-France Mobilités depuis l'été 2017, prend en considération le schéma de principe du prolongement.

### Eole, Meteor et RER D

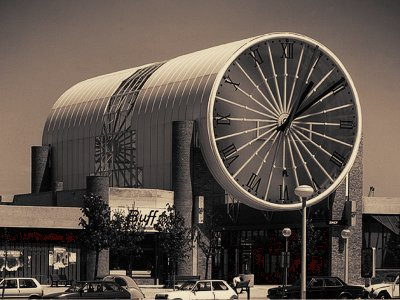
La gare de Cergy-Saint-Christophe, ouverte en 1985, ancien terminus de la ligne de Cergy.

Le 29 mai 1988, l'interconnexion ouest est ouverte au public, afin de desservir la ville nouvelle de Cergy-Pontoise. Elle aboutit à la gare de Cergy-Saint-Christophe. Sa réalisation a nécessité la création d'un nouveau tronçon, pour l'essentiel en viaduc, partant de la gare de Nanterre-Préfecture et se raccordant à la ligne Paris – Le Havre au niveau de Houilles après une traversée de la Seine. À Nanterre-Préfecture, la nouvelle branche utilise les réserves initialement prévues pour une antenne vers Montesson. Il a également fallu augmenter la capacité sur la ligne Paris – Le Havre en posant une quatrième voie entre Sartrouville et Maisons-Laffitte. Parallèlement, un faisceau de remisage pour les rames RATP a été établi sur le triage d'Achères.
En septembre 1988, sont engagés les travaux du prolongement à Chessy. Ils nécessitent de remodeler l'arrière-gare de Torcy, avec création d'un hall d'entretien et la création de voies de garages, réaliser l'infrastructure du prolongement proprement dit, et réaliser une gare terminale à Chessy, à l'entrée du parc d'attractions, dessinée par le cabinet Viguier-Jodry pour s'harmoniser avec le « style Euro Disney ».
Le 7 février 1989, Michel Rocard, Premier ministre et Michel Delebarre, ministre de l'équipement, engagent la réalisation de la première phase du schéma de développement des transports collectifs, dans le cadre du contrat de plan État-Région et du plan d'urgence pour les transports en Île-de-France, afin de désengorger la ligne. En effet, la jonction entre Auber et Nation avait provoqué une augmentation importante du trafic.
Ce schéma comprend la réalisation de l'interconnexion du RER D (SNCF) entre Gare de Lyon et Châtelet - Les Halles, pour un coût de 1,5 milliard de francs ainsi que :
- soit la construction de la ligne Meteor (RATP), ligne de métro automatique permettant de soulager la ligne sur son tronçon central, le plus chargé, entre Auber/Saint-Lazare, Châtelet - Les Halles et Gare de Lyon[40] ;
- soit la réalisation d'Eole (futur RER E) (SNCF), une liaison ferroviaire à grand gabarit devant relier la banlieue Est à la banlieue Ouest via la capitale, d'où son nom de projet, acronyme pour « Est-Ouest Liaison Express »[40]. Eole reliera finalement la gare Saint-Lazare (Paris) à la banlieue Est, la réalisation de la partie ouest ayant été ajournée[48].

Le 29 mai 1989, le RER A arrive à Poissy par le biais d'une nouvelle courte branche, prenant sa source à l'ouest de Maisons-Laffitte, sur la ligne de Cergy et ne desservant qu'un seul arrêt intermédiaire appelé « Achères - Grand-Cormier ».

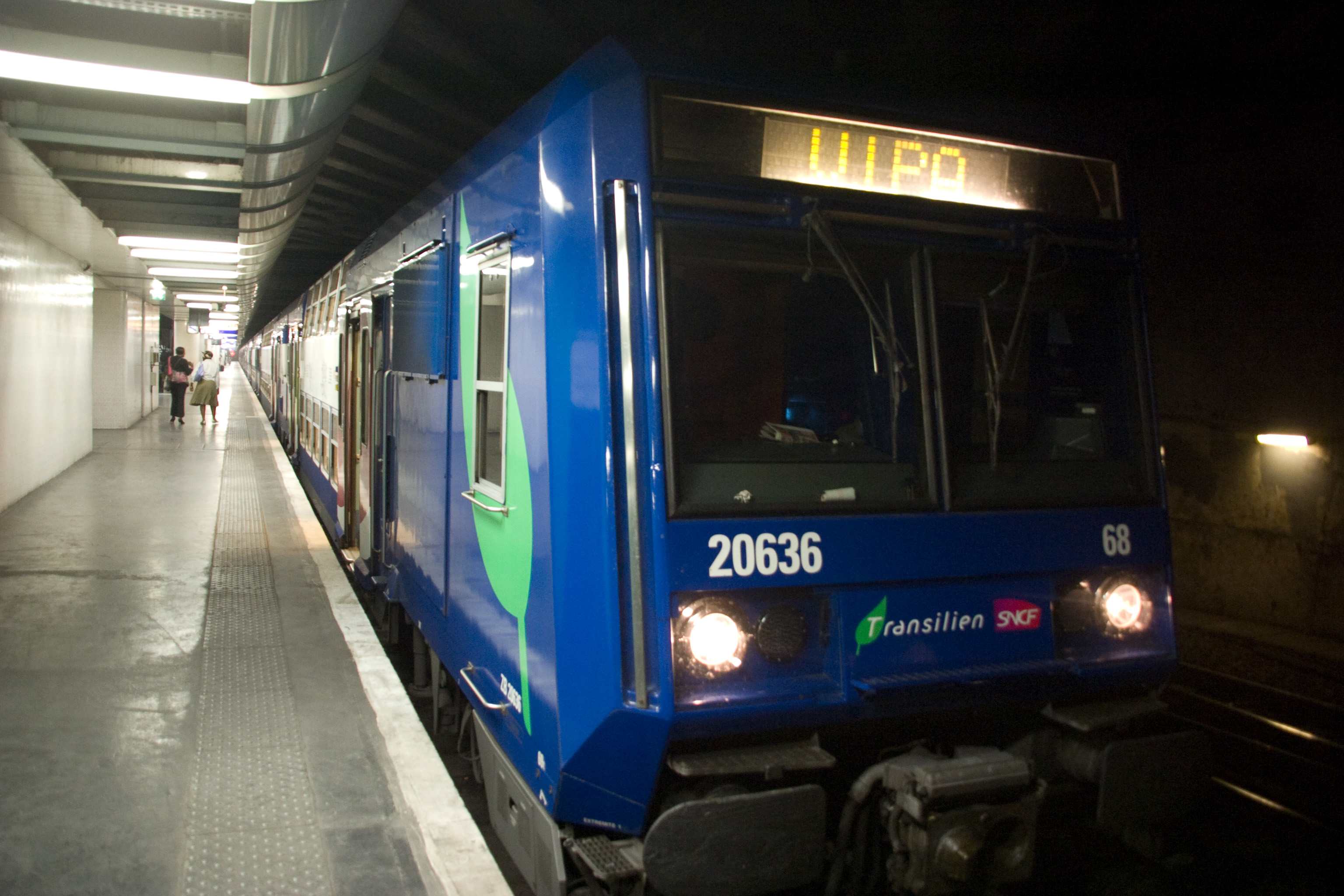
Une rame du RER D en gare de Châtelet - Les Halles, en juin 2008.

Le 13 octobre 1989, Michel Rocard décide, face à l'urgence de la situation du RER A, de réaliser simultanément les deux projets Eole et Meteor en plus du projet d'interconnexion du RER D. La mise en service de ces liaisons est alors programmée en 1995 pour le projet Meteor et l'interconnexion du RER D, et fin 1996 pour la première étape d'Eole.
Le 20 décembre 1989, le conseil d'administration de la SNCF approuve le schéma de principe de l'interconnexion nord-sud du RER D. Les procédures administratives nécessaires à la réalisation des travaux sont lancées, afin de permettre, comme le schéma de principe le prévoyait, une mise en service au 2e semestre 1995.
Enfin, également en 1989, après douze années d'études, est mis en fonctionnement le Système d'aide à la conduite, à l'exploitation et à la maintenance (SACEM), afin de pouvoir augmenter le nombre de trains en circulation simultanée, sur le tronçon central, entre Nanterre-Université, Val de Fontenay et Fontenay-sous-Bois, aux heures de pointe, faisant également face à la saturation de la ligne. La charge maximale par heure était alors de 44 500 voyageurs par heure, soit un train toutes les 2 min 30 s avec un arrêt de 50 secondes en gare. Ainsi, pour remonter cette limite maximale qui serait rapidement dépassée dans les années à venir, la RATP et la SNCF ont élaboré ce système d'exploitation, afin de permettre d'augmenter la charge à plus de 50 000 voyageurs par heure, sans nuire à la sécurité de la ligne. Désormais, avec le SACEM, l'intervalle minimal entre les trains est passé de 2 min 30 s à 2 min, voire 90 s (1 min 30 s) pour les trains courts.
Le 12 janvier 1990, le conseil d'administration de la RATP approuve à son tour le principe de l'interconnexion du RER D. Le 5 avril 1990, le conseil d'administration du Syndicat des transports parisiens (STP) prend en considération le schéma de principe de l'interconnexion du RER D en même temps que celui du Meteor.
Le 1er avril 1992, la ligne est prolongée dans Marne-la-Vallée jusqu'à Marne-la-Vallée - Chessy, onze jours avant l'inauguration du parc Disneyland. À cette occasion, la gare de Torcy - Marne-la-Vallée, ancien terminus de la branche, change de nom pour simplement devenir Torcy. Le RER a ici précédé l'urbanisation des secteurs III et IV de la ville nouvelle.
En décembre 1992, la gare de Bussy-Saint-Georges est ouverte sur la branche de Marne-la-Vallée entre les gares de Torcy et de Marne-la-Vallée - Chessy.
En 1992, également, la construction des deux tunnels réservés à la ligne D est lancée en parallèle des travaux de la ligne 14 du métro, sous maîtrise d'ouvrage de la RATP.

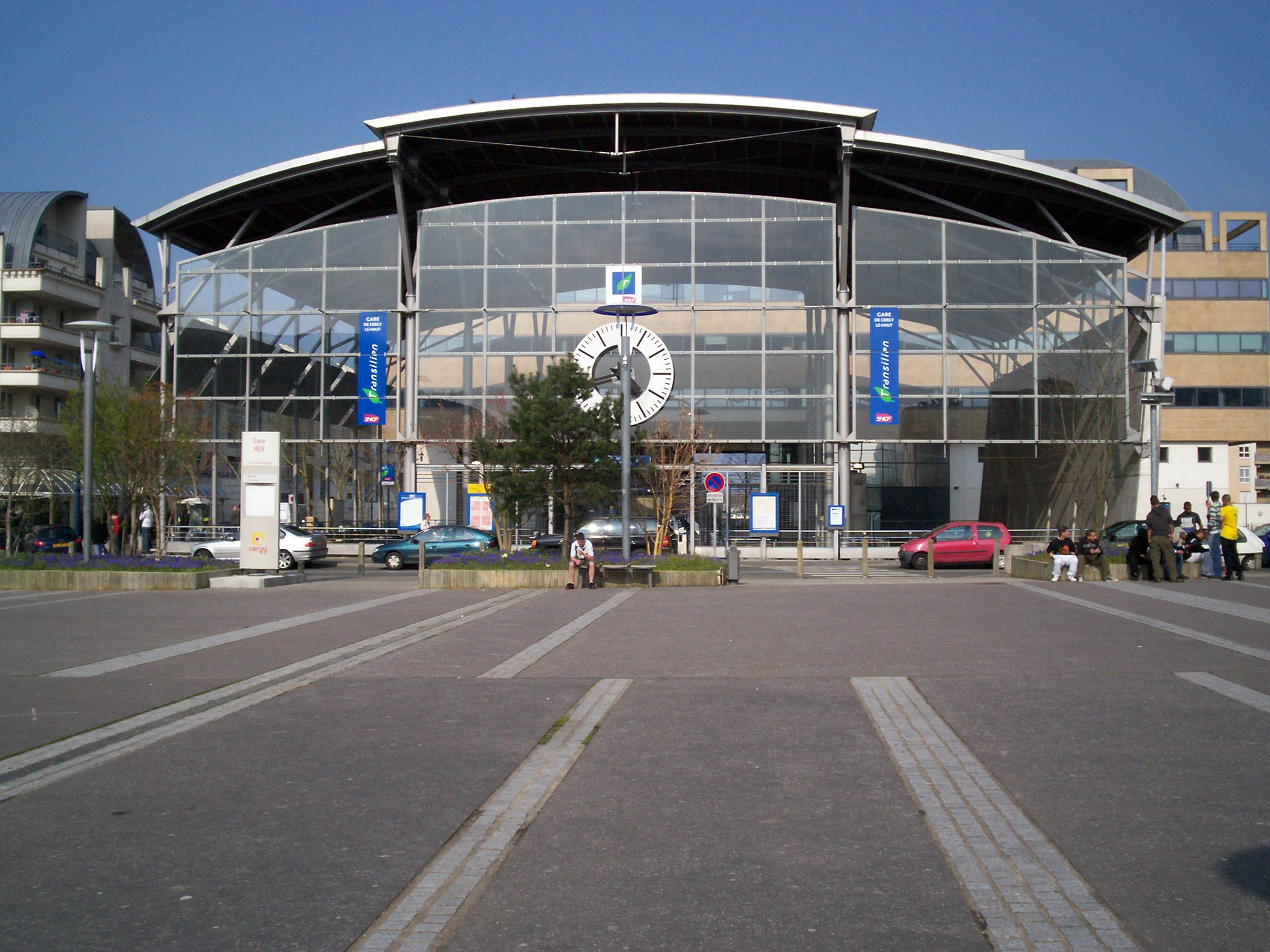
La gare de Cergy-le-Haut, ouverte en 1994, actuel terminus de la ligne de Cergy.

Le 29 août 1994, la branche de Cergy-Pontoise est prolongée de Cergy-Saint-Christophe à Cergy-le-Haut,, afin de faire face à l'urbanisation des quartiers hauts de Cergy, destinés à accueillir à terme 35 000 habitants. Ce prolongement de 2 400 mètres, à double voie, a été établi en tranchée couverte afin de limiter les nuisances sonores pour les riverains. Il est en rampe de 25 mm/m, puis 6 et 9,5 mm/m. À Cergy-le-Haut, un bâtiment voyageurs a été établi sur dalle à l'image de la gare précédente et trois voies à quai ont été aménagées, prolongées par des tiroirs de manœuvre en arrière-gare. En conséquence du prolongement, la jonction croisée située en aval des quais de Cergy-Saint-Christophe, devenue inutile, est déposée. Un nouveau poste d'aiguillage à relais à commande informatique (PRCI), télécommandé depuis Cergy-Saint-Christophe, a été mis en service, le 9 juillet 1994.
Le 24 septembre 1995 est mise en service l'interconnexion Nord/Sud-Est du RER D, dans le cadre de la désaturation du RER A, dans les délais prévus par le schéma de principe du projet, à savoir au courant du 2e semestre 1995. Le RER D rallie Châtelet - Les Halles à Gare de Lyon en empruntant ses propres voies.
Le 6 juin 1997 est mis en service le premier train à deux niveaux. Il est le premier membre de la famille des MI 2N ou Altéo. Il dispose d'un aménagement novateur puisqu'il dispose de trois portes par caisse, le distinguant ainsi des Z 2N (Z 5600, Z 8800, Z 20500 et Z 20900). Cette disposition doit lui permettre d'améliorer les temps de montée et de descente des voyageurs en station. Comme les MI 84, il est bicourant.
Le 14 octobre 1998, Meteor est mise en service sous la dénomination « Métro 14 » entre Madeleine et Bibliothèque François-Mitterrand via Châtelet et Gare de Lyon.
Le 30 août 1999, Eole, mise en service le 14 juillet 1999 sous la dénomination « RER E » entre Haussmann - Saint-Lazare et Chelles - Gournay, atteint la gare de Villiers-sur-Marne - Le Plessis-Trévise,,. De ce fait, Eole crée un itinéraire alternatif entre les gares du Val de Fontenay, également située sur la branche Eole de Villiers, et d'Auber, à travers la gare d'Haussmann - Saint-Lazare, terminus occidental d'Eole, située à proximité.

### Renforcements de l'offre (2000-2008)

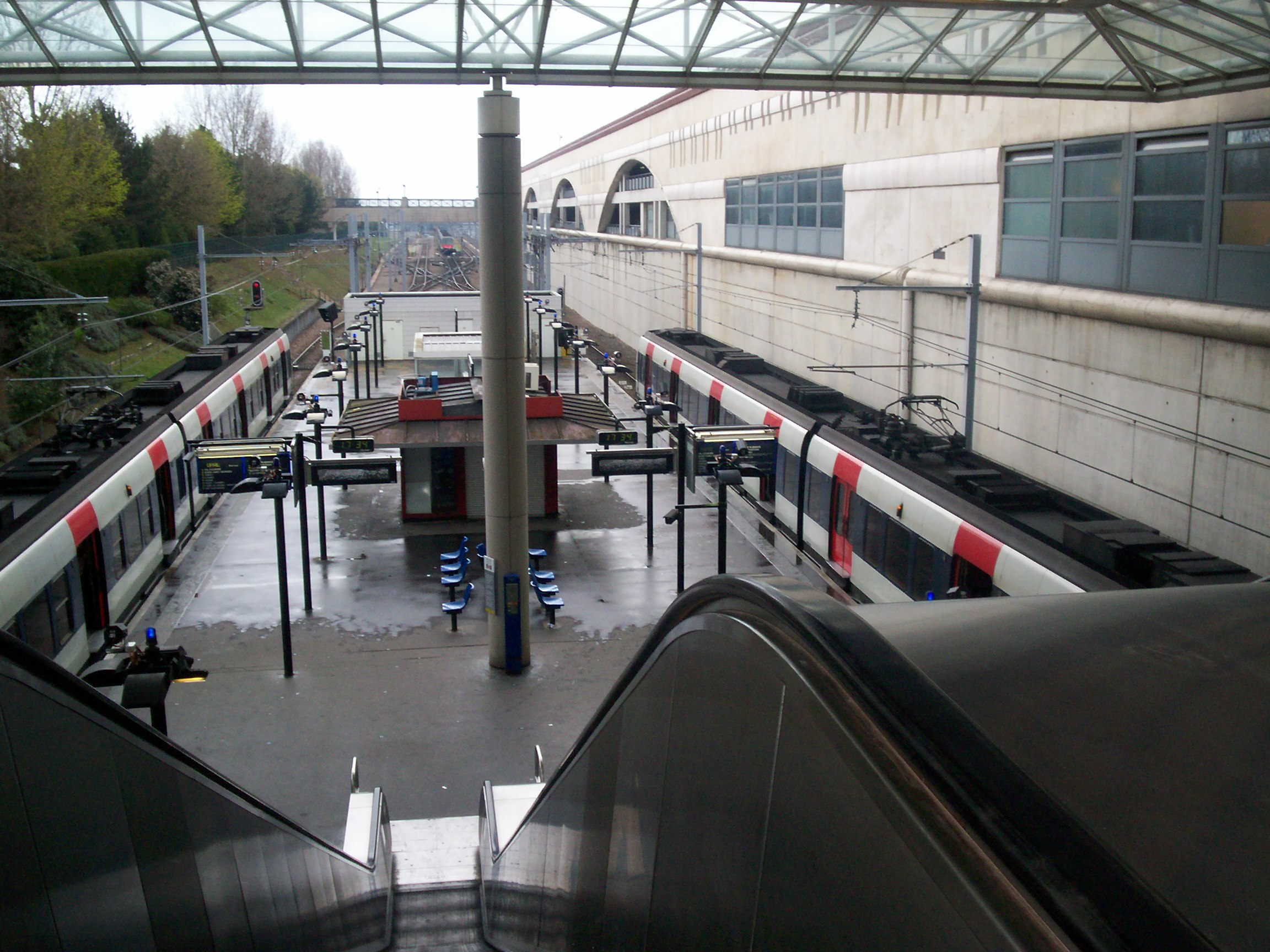
Deux MI 84 au terminus de Marne-la-Vallée - Chessy.

En septembre 2000, une importante modification de la grille horaire est effectuée. Le 14 juin 2001, la gare de Serris-Montévrain - Val d'Europe est mise en service sur la branche de Marne-la-Vallée, entre les gares de Bussy-Saint-Georges et de Marne-la-Vallée - Chessy, afin de desservir un nouveau quartier en plein développement, alors composé d'un centre urbain de 10 000 logements, d'un parc d’activités de 185 ha, d'un centre d’affaires de 700 000 m2 et d'un centre commercial de 90 000 m2. À son ouverture, elle n'attire que 2 000 voyageurs par jour, ce qui en fait alors la moins fréquentée des gares de la ligne A. Néanmoins, elle dispose déjà d'une gare routière jumelée, où aboutissent les bus de rabattement depuis les communes alentour, et d'un parking de 300 places. La construction de ce pôle multimodal aura coûté 78,6 millions de francs, soit 11,9 millions d'euros.
Le 2 septembre 2002, des trains sont prolongés de Torcy à Marne-la-Vallée - Chessy, durant le « flanc de pointe », c'est-à-dire entre 8 h 30 et 10 h, 15 h 30 et 16 h 30 ainsi qu'entre 18 h 30 et 20 h, afin de faire face à l'augmentation du trafic observé durant cette période. Il y a ainsi désormais jusqu'à Chessy, un train toutes les 10 minutes tous les jours ouvrables, jusqu’à 11 heures et à partir de 15 h 30.
De plus, la pointe du matin bénéficie de lourds réaménagements horaires afin de mieux équilibrer la charge entre les trains. Pour ce faire, la desserte de Lognes, jusqu’ici assurée par les missions YPER (Torcy – Rueil, omnibus de Torcy à Noisy-le-Grand), est transférée vers les UNIR (Marne-la-Vallée – Cergy, semi-direct à partir de Torcy). Ainsi, tous les trains deviennent semi-directs, ne desservant chacun qu'une partie des gares. De nouveaux trains « express » sont également créés au départ de Marne-la-Vallée, par prolongement de missions jusqu’ici origine Noisy-le-Grand, afin de créer une liaison rapide depuis Marne-la-Vallée, point important de rabattement en bus ou en voiture, décharger d’autant les trains USSE auxquels on a ajouté un arrêt et améliorer au passage, la desserte de Noisiel, passant à 2 trains toutes les 10 minutes, comme Noisy - Champs. Trois trains « rapides » sont créés vers Torcy ; ils sont appelés TATI ou UCLA et cadencés aux 20 minutes entre 7 h 20 et 8 heures. De plus, plusieurs autres trains sont amorcés à Torcy au lieu de Noisy-le-Grand.
En contre-pointe, à la suite des prolongements de certaines missions dans le sens de la pointe, des trains anciennement terminus Noisy-le-Grand sont prolongés jusqu'à Torcy, voire Chessy, essentiellement pour réacheminer le matériel afin d'assurer les départs de la pointe. Ces trains ne desservent au passage que Noisy - Champs, et Torcy pour les trains pour Chessy. La pointe du soir ne bénéficie que de l'inversion, en amont de Val de Fontenay, des sillons Noisy-le-Grand et Marne-la-Vallée.
Enfin, depuis cette date, les trains du week-end sont systématiquement prolongés à Chessy entre 8 h 15 et 20 h 15, pour faire face à l'important trafic que draine le nouveau quartier du Val d'Europe, à l’extrémité de la ligne, en particulier durant cette période de la semaine. Désormais, il y a en journée, un train toutes les 10 minutes. Auparavant, Chessy n’était desservi par tous les trains qu’entre 8 h 15 et 11 h 15 et 16 h 45 et 20 h 15, c’est-à-dire, en gros, durant les périodes « de pointe » pour l’accès à Disneyland Paris. Entretemps, un train sur deux terminait à Torcy, réduisant les fréquences de passage à 20 minutes au-delà.
Le 12 mai 2005, la ligne reçoit la certification « NF Services » (des lignes RER), venant récompenser trois années d’efforts. Délivrée par Afnor Certification, organisme certificateur indépendant chargé de contrôler ces critères, elle est gage de qualité. Sa délivrance s'est appuyée sur 22 critères classés selon quatre catégories : les services en gare, à bord des trains, en gare et à bord des trains, et à distance.

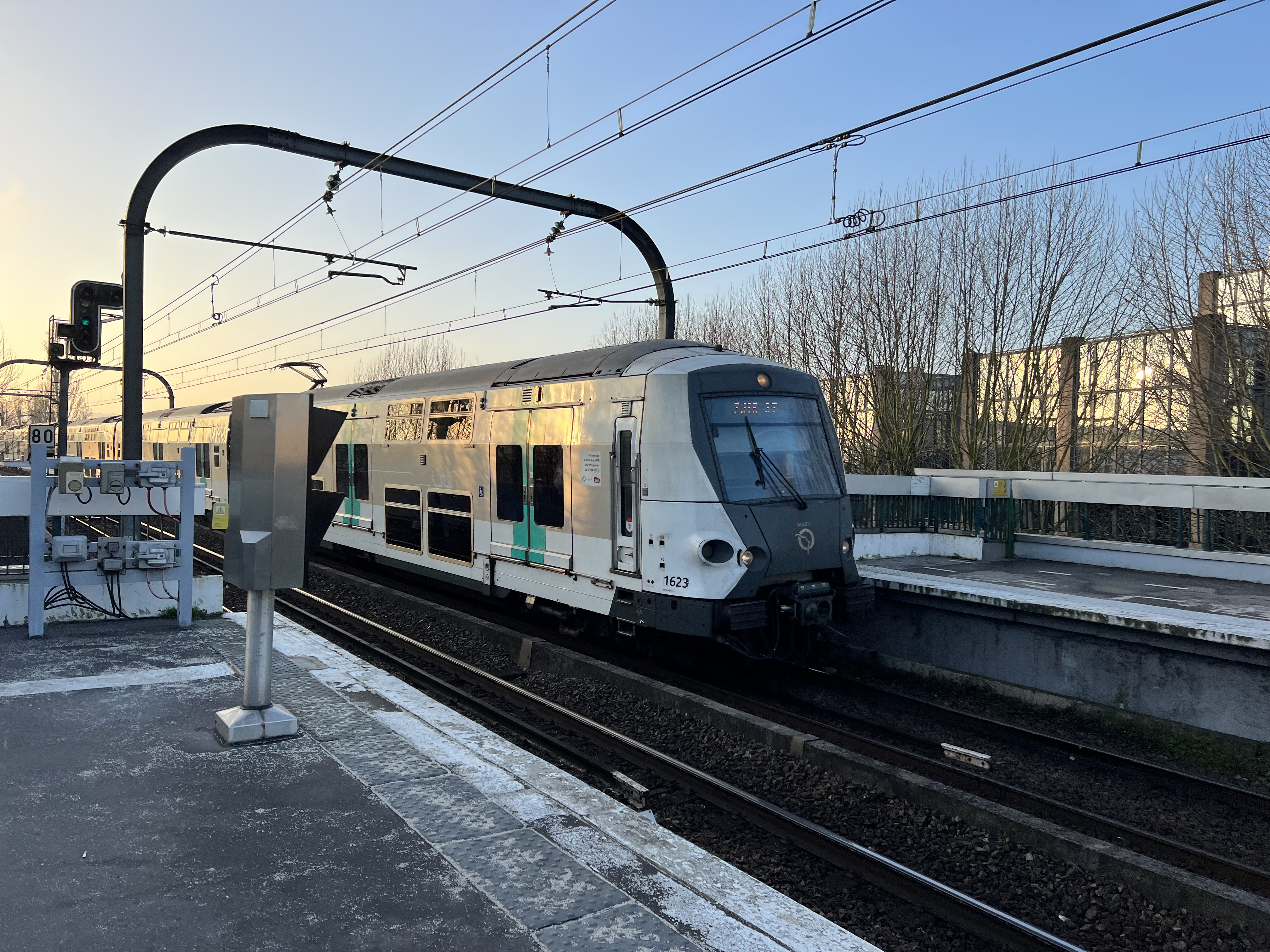
Une rame MI 09 en gare de Neuilly-Plaisance

Le 11 décembre 2005, la desserte des branches Cergy et Poissy évolue, les samedis, dimanches et fêtes. Désormais, il y a un train toutes les 20 minutes, contre toutes les demi-heures jusque-là, entre 9 h et 20 h 30, hors période de service réduit. Cette évolution répond favorablement aux demandes sans cesse réitérées de la ville nouvelle de Cergy-Pontoise de disposer d’une grille horaire plus attractive durant les week-ends, afin de favoriser les déplacements au sein du groupement de communes mais également de et vers le centre de Paris ou vers le complexe de La Défense. Cette évolution met ainsi fin aux missions RATP limitées à La Défense - Grande Arche désormais soumises à l'interconnexion.
Le 26 avril 2006, est mis en service le premier MS 61 rénové, donnant le coup d'envoi[réf. incomplète] à l'ultime rénovation de ce matériel roulant, qui prend fin en 2009. Pour un montant de 72 millions d'euros, elle doit permettre le prolongement de la durée de vie d'une centaine d'exemplaires de quelques années supplémentaires, la RATP ayant préféré cette solution à celle de commander des exemplaires de MI 2N supplémentaires. Avec la même somme, elle n'aurait pu en acheter que sept,.
Le 4 février 2008, à la suite de la demande de la Communauté d'agglomération de Cergy-Pontoise et à son approbation par le STIF, la fréquence des trains sur la branche de Cergy-le-Haut est doublée, cette fois-ci, durant les heures creuses de la journée, du lundi au vendredi. Elle est désormais desservie par un train toutes les dix minutes au lieu d'un train toutes les 20 minutes comme auparavant. À cette occasion, une nouvelle grille horaire a été mise en service afin de permettre cette évolution. Ainsi, il y a désormais, toutes les dix minutes, un train effectuant la liaison Marne-la-Vallée - Chessy – Cergy, sans desservir les gares de Bry-sur-Marne et de Neuilly-Plaisance ainsi qu'un train partant et aboutissant à Noisy-le-Grand-Mont d'Est pour se rendre, en alternance, soit à La Défense soit à Poissy.

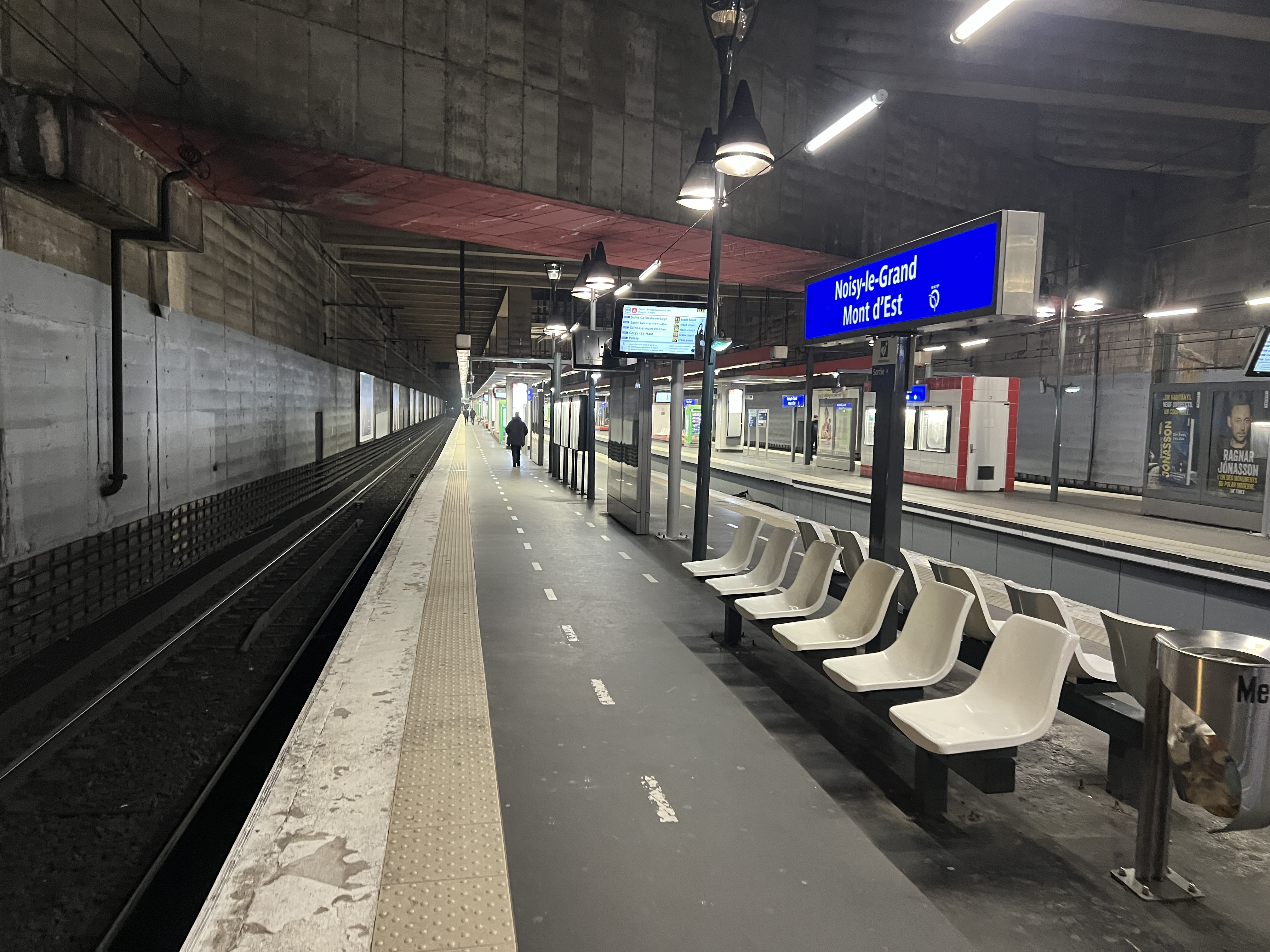
Noisy-le-Grand-Mont d'Est, une des nombreuses gares bénéficiant de ce renforcement.

Ce renforcement a permis une augmentation du nombre de passages dans toutes les gares de la branche de Marne-la-Vallée - Chessy qui sont désormais toutes desservies par six trains par heure, à l'exception de celles de Val de Fontenay et de Noisy-le-Grand qui bénéficient de l'arrêt de 12 trains. Auparavant, il y avait jusqu'à Torcy six trains par heure, et au-delà trois trains par heure. Sur le tronçon central La Défense – Vincennes, il a permis la création de six trains supplémentaires par heure (passage de 12 à 18 trains par heure), donnant ainsi une fréquence d'un train toutes les trois à quatre minutes dans le cœur de Paris. De plus, les gares de Houilles - Carrières-sur-Seine, Sartrouville et Maisons-Laffitte ont vu leur desserte améliorée avec désormais neuf trains par heure. Les branches de Saint-Germain-en-Laye et de Boissy-Saint-Léger n'ont pas été touchées par cette restructuration.
Dans le même temps, il a provoqué la suppression des trains qui circulaient entre Paris-Saint-Lazare et Maisons-Laffitte à partir de Nanterre-Université en direction de Maisons-Laffitte, parce que le tronçon Nanterre – Maisons-Laffitte devait donner priorité aux trains de la ligne A. Par conséquent, depuis cette date, un double changement de train est nécessaire à Nanterre-Préfecture, puis à Nanterre-Université pour les voyageurs venant de Maisons-Laffitte, Sartrouville, Houilles - Carrières-sur-Seine et se rendant dans les gares de la ligne L du Transilien, situées entre Nanterre-Université et Pont-Cardinet.
Le renforcement de l'offre aux heures creuses, mis en application le 4 février 2008 et en vigueur jusqu'au 16 décembre 2013, était valable du lundi au vendredi. Le plan de transport comprenait : 
- un aller-retour Boissy-Saint-Léger – Saint-Germain-en-Laye toutes les dix minutes, omnibus sur la totalité du parcours (codes NEGE/NELY/NEMO vers Boissy, codes ZEBU/ZEUS/ZEMA vers Saint-Germain) ;
- un aller-retour Marne-la-Vallée - Chessy – Cergy-le-Haut toutes les dix minutes en desservant toutes les gares excepté celles de Bry-sur-Marne et de Neuilly-Plaisance (codes QIWI/QIKY vers Chessy, codes UDRE/UDON vers Cergy) ;
- un aller-retour Noisy-le-Grand-Mont d'Est – Poissy toutes les vingt minutes, omnibus sur la totalité du parcours (codes DJIB/DJIN vers Noisy, codes TJAO/TJAC vers Poissy) ;
- un aller-retour Noisy-le-Grand-Mont d'Est – La Défense toutes les vingt minutes, omnibus sur la totalité du parcours (codes DYLA/DYNO vers Noisy, codes BYLL/BYNA vers la Défense).

| Destinations | Codes Missions |
| --- | --- |
| La Défense | BORA, BRIN, BROU, BTON, BYNA, BYLL, BOUL                                                                                                 |
| Noisy-le-Grand-Mont d'Est | DJIB, DJIN, DOMI, DROP, DYLA, DYNO |
| Joinville-le-Pont | ECAR, ECRI, EDUR |
| Nanterre-Préfecture | JONE |
| Boissy-Saint-Léger | NAGA, NEGE, NELY, NEMO, NYON, NFOG, NFAR                                                                                                 |
| Torcy | ODAS, ODET, OFRE, OKEY, OLAF, OPEN, OPPE, OPUS, ORKA, ORLY, OUPS                                                                         |
| Marne-la-Vallée - Chessy | QAHA, QBIK, QENO, QIKY, QIWI, QLOE, QLUB, QMAR, QNOC, QODE, QORU, QPID, QSAR, QTIE, QUDO, QURE, QURI, QVAR, QVAS, QWAD, QYAN, QYEN, QYMI |
| La Varenne - Chennevières | RHIN, RITA, ROBI, ROSY, RUDI |
| Poissy | TBON, TEDY, TERI, TETE, TFIL, THEO, TIKY, TJAC, TJAO, TNOR, TONE, TRAC, TROL, TYPO                                                       |
| Cergy-le-Haut | UBOS, UDON, UDRE, UILE, UITE, UKRA, ULLE, UMID, UPAC, UPAL, UPIR, URAC, URAM, UREC, UVAR, UXOL, UZAL                                     |
| Le Vésinet - Le Pecq | XILO, XANO, XOUD, XUTI |
| Rueil-Malmaison | YCAR, YGOR, YVAN, YVON |
| Saint-Germain-en-Laye | ZARA, ZEBU, ZEMA, ZEUS, ZINC, ZITA, ZONI, ZWIC, ZFAN, ZFIR, ZFOL                                                                         |
| En italique sont indiquées les missions non régulières mises en place en cas de perturbations pour cause de travaux ou à la suite d'une suspension d'interconnexion. | |

### Amélioration de la ligne A

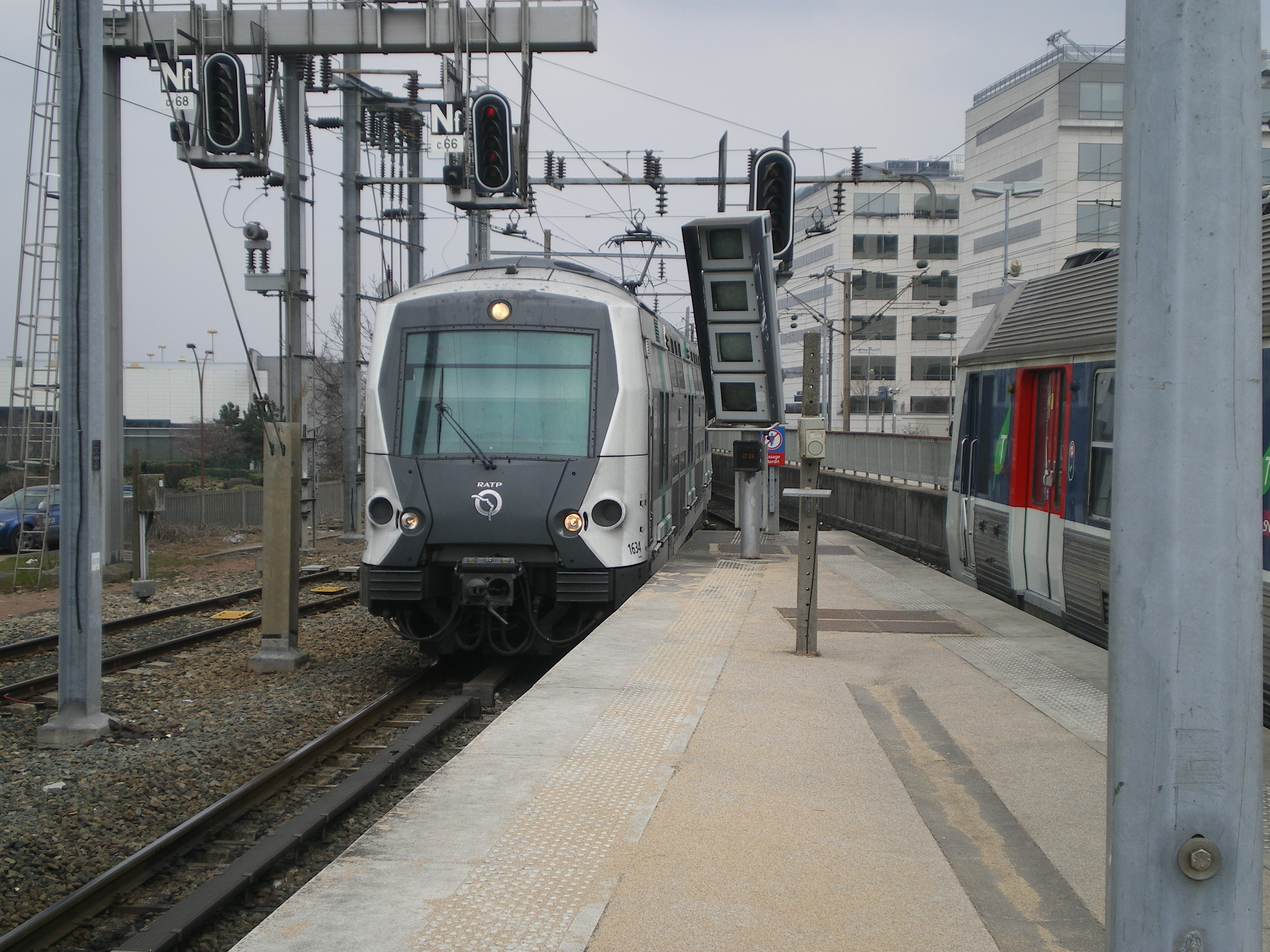
Une rame MI 09, entrant en gare de Poissy, en avril 2013.

Le 27 juin 2008, faisant suite à de nombreux échanges politiques entre le président de la République Nicolas Sarkozy et Jean-Paul Huchon, président du STIF, le conseil d'administration de la RATP a donné mandat à son président Pierre Mongin pour prendre des mesures d'amélioration de la qualité de service de la ligne A. Faisant partie des priorités, tout comme la ligne 13 du métro, plusieurs solutions sont proposées pour cette ligne afin de mieux anticiper les flux de voyageurs et de gagner en régularité. Ainsi, il est demandé, en remplacement des actuels MI 84, la généralisation progressive des matériels roulants à deux niveaux (MI 2N) afin d'accroître la capacité des rames et la régularité du trafic. Pouvant recevoir théoriquement jusqu'à 2 600 personnes (un train long), les MI 2N pourraient transporter plus de voyageurs.
En avril 2009, la RATP a par conséquent commandé 60 exemplaires du MI 09, version modernisée du MI 2N. Ce dernier dispose notamment d'une nouvelle face avant et d'une nouvelle livrée RATP – STIF. Cette commande permet la formation de 30 trains en unités multiples aux heures de pointe, pour un montant total de 917 millions d’euros, dont les deux tiers pris en charge par la RATP et un tiers par le STIF.
Le 8 février 2011 est présenté le premier exemplaire du MI 09. Celui-ci ainsi que les 29 autres sont mis en service à partir de l'automne 2011, à raison d’un train par mois, permettant ainsi d'offrir 50 % de capacité supplémentaire par rapport aux trains à un seul niveau de type MI 84 qu’ils remplaceront. Par ailleurs, une option pour une tranche complémentaire de 70 éléments pourrait être levée permettant leur livraison entre 2014 et 2017, portant l’investissement total à 2,5 milliards d’euros et permettant d'offrir à terme 30 % de capacité supplémentaire.
Le 9 février 2011, le STIF lance l'élaboration du schéma directeur de la ligne qui propose de retenir un scénario global d’amélioration de la ligne à court, moyen et long termes, assemblant plusieurs investissements, et précisant les coûts et les délais. La RATP est chargée de sa rédaction, achevée à la fin du 1er trimestre 2012. Ce schéma directeur présente les adaptations d’organisation, d’infrastructures ou d’équipements divers permettant d’améliorer l’exploitation de la ligne, en situation normale et perturbée, à court, moyen et long termes nécessaires pour permettre de faire progresser la régularité et l’offre de la ligne.
Pour permettre son élaboration, des études ont été menées par la RATP, la SNCF et RFF, avec l’hypothèse d’une infrastructure constante, c'est-à-dire à nombre de voies de circulation équivalentes (y compris les voies d’évitement) et à équipements constants. Elles ont pris en compte la faisabilité technique et l'opportunité de chaque projet et notamment leurs éventuels impacts sur la régularité de la ligne, leurs coûts, les gains qu'ils procureraient ainsi que les éventuels inconvénients qu'ils causeraient. Le 5 décembre 2011, la circulation commerciale du MI 09 débute à La Défense, en présence de Nicolas Sarkozy,.
Le 6 juin 2012, le conseil du STIF approuve le schéma directeur, qui représente 630 millions d’euros d’investissements pour l’infrastructure et 240 millions d’euros pour le matériel roulant. Il vise à l'amélioration du fonctionnement de la ligne (création d'un centre de commandement RFF, SNCF et RATP envisagée à terme, mise en place d'un dispositif de « pilotage automatique », suppression de la relève systématique des conducteurs à Nanterre-Préfecture, accélération du renouvellement et de la modernisation du réseau), de l'information aux voyageurs (remplacement d'écrans dans les gares RATP), de l’offre de transport (début des horaires d'été plus tardif, prolongements de trains notamment sur la branche Marne-la-Vallée), et de la qualité de service (désaturation des accès aux quais et des flux dans certaines gares, rénovation des gares à fort trafic le nécessitant, amélioration de la propreté des trains).
Le 29 juin 2012, le conseil d'administration de la RATP indique par communiqué de presse qu'elle confirme l'acquisition de 70 rames supplémentaires de type MI 09. Ainsi, en 2017, un parc complet de trains MI 09 sera en service permettant une meilleure souplesse de gestion de la ligne.
Cinq ans après la livraison d'un premier équipement réunissant des équipes RATP et SNCF, un nouveau du Centre de commandement unique (CCU) représentant un investissement de 60 millions d’euros est mis en service en février 2024 à Vincennes. Il réunit non seulement les équipes d'exploitation mais tous les services des deux opérateurs (exploitation, maintenance, infrastructure…) mais également l'information-voyageurs qui était précédemment localisée à Asnières-sur-Seine.

### Renforcements de l'offre (depuis 2013)

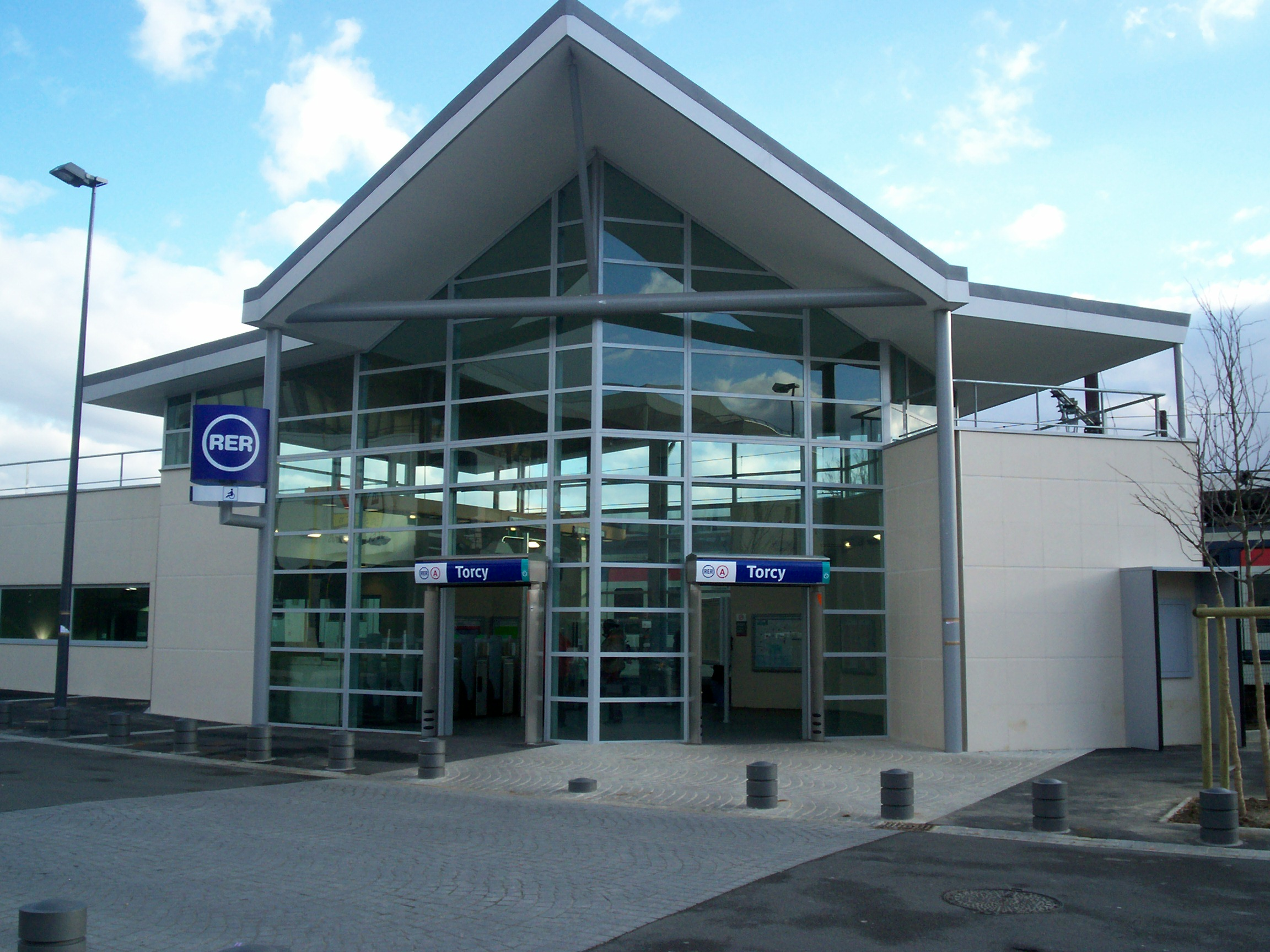
La gare de Torcy, une des bénéficiaires des renforts d'offre de 2013.

Le 27 juin 2013, le conseil du STIF a voté le renforcement de l'offre estivale de la ligne dès l'été 2013, concrétisant deux mesures du schéma directeur, pour un coût de 300 000 euros. Ce renfort d'offre, financé à 100 % par le STIF, doit selon ce dernier, améliorer le confort de tous les voyageurs de la branche Marne-la-Vallée.
Le service dit « réduit » de juillet a été adapté, en l’appliquant à partir de la troisième semaine de juillet au lieu de la seconde semaine, grâce au report d'une semaine d'allègement du trafic durant la semaine comprise entre Noël et le jour de l'an. Elle doit permettre de faire face à l'augmentation de la fréquentation observée au début du mois de juillet. Cette mesure permet d'augmenter l'offre d'environ 30 % sur cette période.
L'offre d'été sur la branche de Marne-la-Vallée durant le service d'été a été renforcée :
- En juillet, aux heures de pointe du matin et du soir, les missions origine/destination Noisy-le-Grand sont désormais prolongées jusqu'à Chessy. Elles desservent en plus pour ce faire les gares de Noisy - Champs, Torcy, Bussy-Saint-Georges et Marne-la-Vallée - Chessy, qui bénéficient désormais de cinq trains en plus par heure (44 trains par jour au total). De plus, en fin de pointe du matin (9 h 30-10 h 30), les cinq missions terminus Torcy sont prolongées jusqu'à Chessy, pour répondre aux besoins de Disneyland Paris[76].
- En août, aux heures de pointe du soir, les missions origine/terminus Noisy-le-Grand sont désormais prolongés jusqu'à Torcy, soit vingt trains par jour au total.

Ces arrêts supplémentaires doivent, d'après le STIF, « permettre une meilleure répartition des voyageurs dans l'ensemble des trains en circulation ».
Le 16 décembre 2013, l'offre de la ligne en période scolaire a été remaniée et renforcée, concrétisant la troisième mesure de court terme (renforcement vers Cergy et Poissy en fin de pointe de soirée). Cette évolution doit, selon le STIF, « permettre une meilleure adaptation de l'offre de transport avec les besoins et les rythmes de déplacements des voyageurs, la poursuite de l'amélioration de la régularité de la ligne et faciliter les conditions d'exploitation de la ligne par plus de souplesse ».
Concrètement, l'offre de transport a été renforcée après les heures de pointe de soirée. Entre 20 heures et 21 heures, au départ de Chessy, deux trains supplémentaires ont été créés, tout comme au départ de Boissy-Saint-Léger, portant la fréquence à douze trains par heure contre huit jusqu'alors sur le tronçon central. En conséquence, sur les branches Cergy et Poissy, cela fait un train supplémentaire, portant la fréquence à trois trains par heure contre deux jusqu'alors ; sur la branche Saint-Germain-en-Laye, cela fait deux trains supplémentaires, portant la fréquence à six trains par heure contre quatre auparavant. Deux autres trains supplémentaires ont été créés au départ de Poissy à 9 h 1 et de Nanterre-Préfecture à 16 h 42. Enfin, entre 19 h 30 et 20 h 30 en direction de l'est, quatre trains supplémentaires ont été créés, portant la fréquence à dix-huit trains par heure, contre quatorze jusqu'alors.
Durant les heures creuses, l'offre de transport a été remaniée sur la branche Chessy, conduisant à l'évolution des fréquences : désormais, il y a un train toutes les quatre minutes sur le tronçon central (3 minutes 20 auparavant) pour un total de quinze trains par heure, contre dix-huit auparavant, afin d'après le STIF de « faciliter la remise à l'heure des trains en cas de perturbation et de retards importants ». Sur la branche Chessy, ce sont désormais neuf trains par heure (un train toutes les six minutes en moyenne) qui desservent les gares de Val de Fontenay, Noisy-le-Grand, Noisy - Champs et Torcy. Ce renfort fait suite au prolongement des missions Poissy – Noisy-le-Grand jusqu'à Torcy, réalisé pour, d'après le STIF, « répondre à la demande croissante des voyageurs vers Torcy ».
En complément, deux trains supplémentaires ont été créés au départ de Poissy. Desservant toutes les gares jusqu'à Paris, elles visent d'après le STIF « à améliorer la transition entre les dessertes d'heures creuses et d'heures de pointe ». Enfin, les trains longs circulent désormais jusqu'à 22 h au lieu de 21 h (heure de passage à Châtelet) jusqu'alors, pour les voyageurs des branches Saint-Germain-en-Laye et Boissy-Saint-Léger.
Le 7 décembre 2017, la SNCF, la RATP et la région Île-de-France annoncent une refonte des horaires à partir du 11 décembre 2017 qui se traduit par une faible diminution des fréquences de passage des trains mais par une plus grande fiabilité de leurs horaires.

## Infrastructure

### Ligne

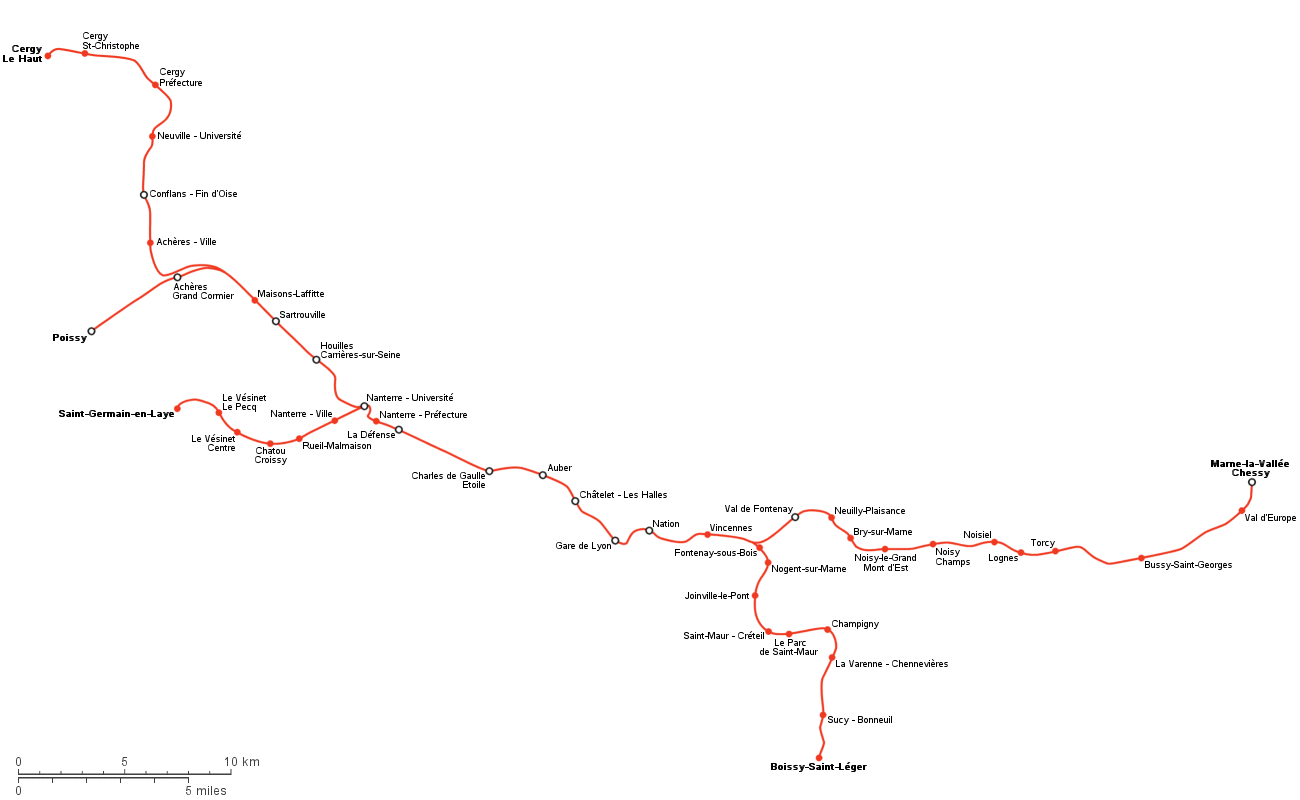
Géographie de la ligne.

Logo du RER A pour Île-de-France Mobilités. (STIF avant 2017)

Sur les tronçons exploités par la SNCF, depuis Nanterre-Préfecture, les trains de la ligne A empruntent une partie de la ligne Paris à Rouen, via les voies du Groupe III du réseau Saint-Lazare entre Houilles - Carrières-sur-Seine et Maisons-Laffitte. Elle partage ses voies avec les trains de la ligne L du Transilien. Au-delà de la gare de Maisons-Laffitte, la ligne se sépare en deux branches à la bifurcation de Dieppe, dans la forêt de Saint-Germain-en-Laye :
- la branche de Poissy sur le groupe V (Paris/Mantes-la-Jolie) ;
- celle de Cergy-le-Haut par un saut-de-mouton.

Sur les tronçons exploités par la RATP, les trains de la ligne circulent sur les branches de :
- Saint-Germain-en-Laye ;
- Boissy-Saint-Léger ;
- Marne-la-Vallée - Chessy
- et le tronçon central de Vincennes à Nanterre-Préfecture.

Ils empruntent des voies qui leur sont totalement affectées.
La bifurcation des branches Est, celles de Boissy-Saint-Léger et Marne-la-Vallée - Chessy, se trouve entre Vincennes et Fontenay-sous-Bois. La gare de Vincennes est la gare de bifurcation des deux branches orientales de la ligne.

### Terminus réguliers

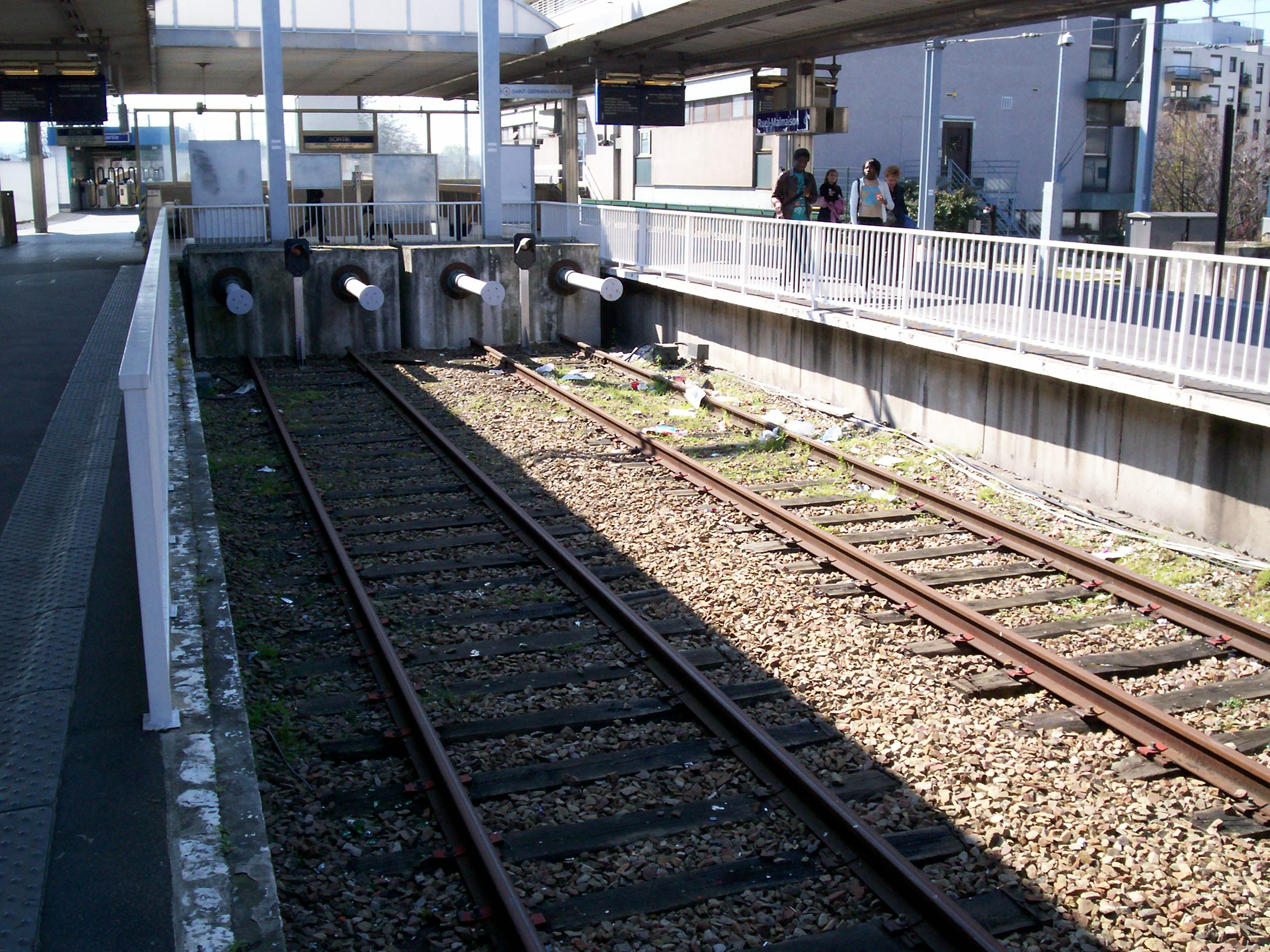
Les butoirs du terminus intermédiaire de Rueil-Malmaison.

En situation normale, la ligne A utilise comme terminus partiels pour ses trains les gares suivantes :
- pour la branche de Marne-la-Vallée - Chessy : Torcy ;
- pour la branche de Boissy-Saint-Léger : La Varenne - Chennevières ;
- pour la branche de Saint-Germain-en-Laye : Rueil-Malmaison, Le Vésinet - Le Pecq ;
- dans le tronçon central : La Défense ;
- les branches SNCF n'en possèdent aucun.

Les gares de retournement sont des points stratégiques de la ligne pour la bonne régularité des circulations en permettant d'assurer le respect de l'ordre des circulations et des horaires prévues.
Le retournement des trains peut s'effectuer soit à quai (comme à La Varenne ou Saint-Germain-en-Laye), soit en passant par un tiroir de retournement équipé d’un trottoir, qui évite au conducteur de descendre sur la voie (comme à La Défense ou Torcy). Dans ces gares s'effectuent également des manœuvres plus ou moins complexes (garages, dégarages, échanges de matériel) et des changements de personnel (glissements ou relèves).

### Sites de remisage

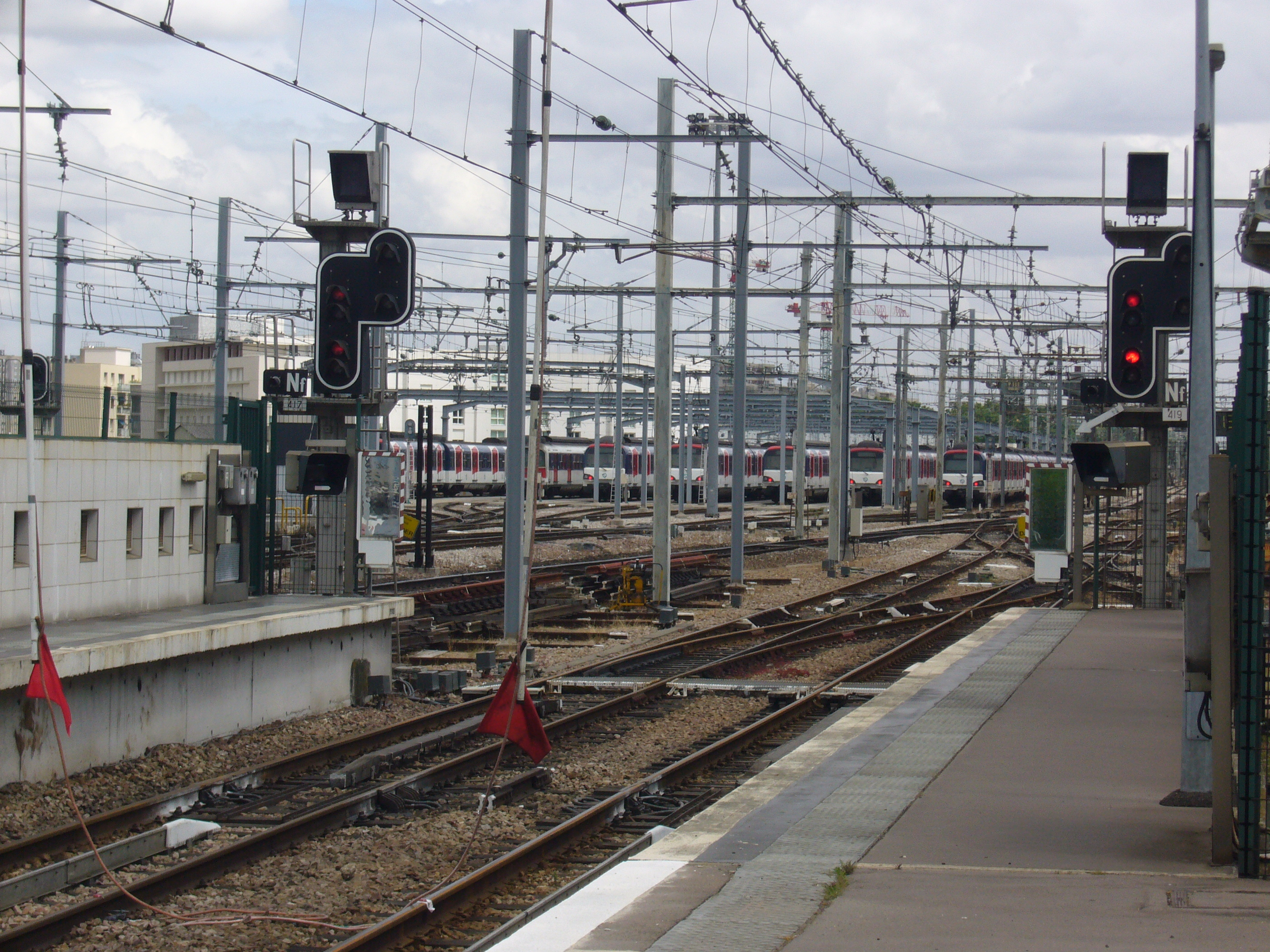
Le site de remisage de Rueil-Malmaison.

La ligne A dispose de neuf sites de garage pour le stockage des trains de la ligne surtout assuré en fin de pointe et de service. Ils sont situés :
- à Chessy, avec 4 voies permettant habituellement le remisage de 5 trains longs ;
- à Torcy, avec 12 voies permettant habituellement le remisage de 19 trains longs ;
- à Boissy-Saint-Léger, avec 10 voies permettant habituellement le remisage de 9 trains longs ;
- à La Varenne - Chennevières, avec 7 voies permettant habituellement le remisage de 7 trains longs ;
- à Fontenay-sous-Bois, avec 2 voies permettant habituellement le remisage de 2 trains longs ;
- à Rueil-Malmaison, avec 19 voies permettant habituellement le remisage de 18 trains longs ;
- à Saint-Germain-en-Laye, avec 6 voies permettant habituellement le remisage de 6 trains longs ;
- à Achères, avec 6 voies permettant habituellement le remisage de 11 trains longs ;
- à Cergy-le-Haut, avec 3 voies permettant habituellement le remisage de 3 trains longs.

### Tensions d'alimentation

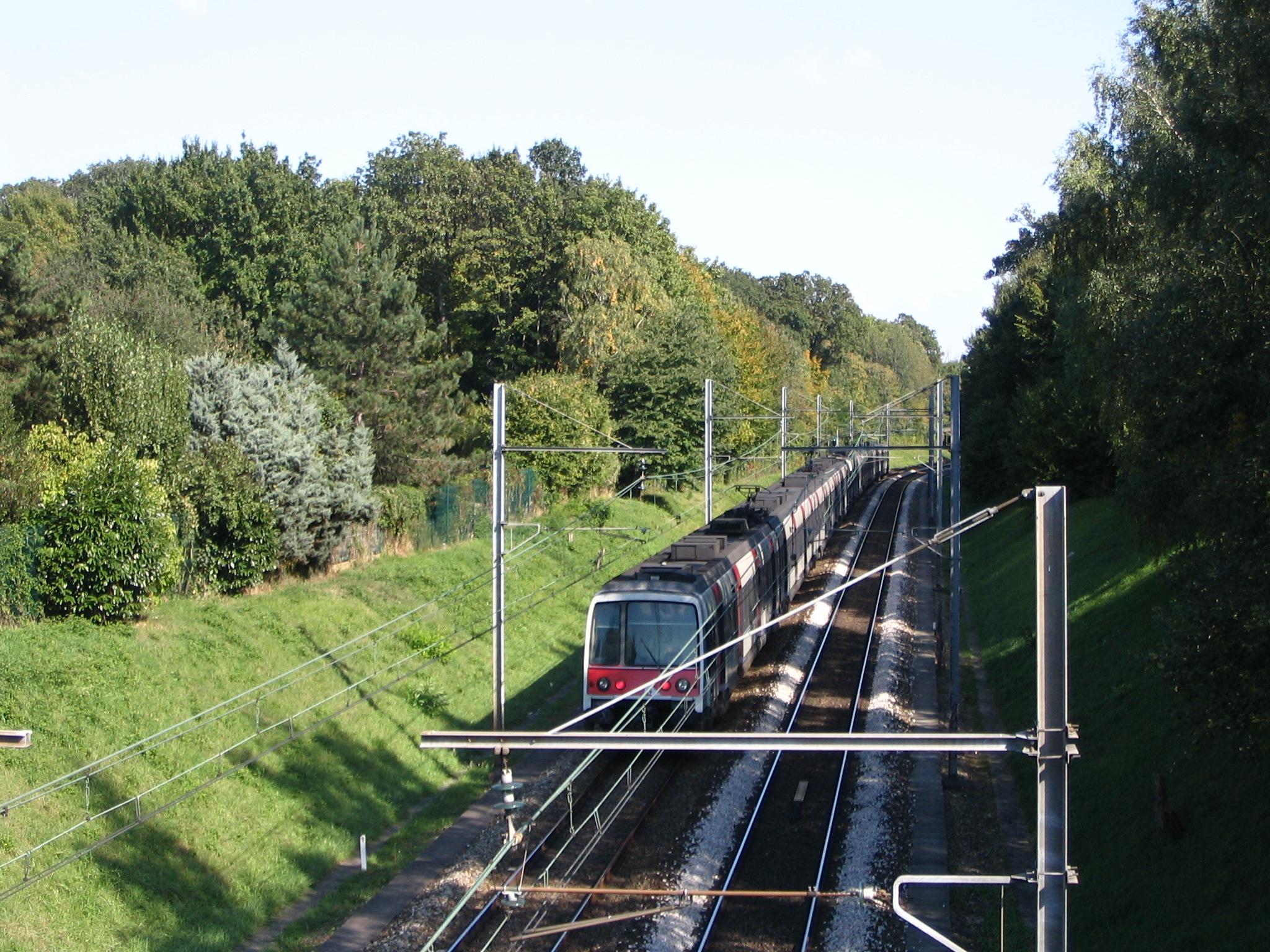
Caténaires 1500 volts continu, vues en gare de Noisy - Champs.

La ligne est découpée en deux parties pour l'alimentation électrique, situation qui découle de l'histoire de l'électrification du réseau ferroviaire national.
Les branches de Cergy et de Poissy, comme tout le réseau Saint-Lazare, de banlieue et grandes lignes, sont électrifiées en 25 000 volts monophasé. Le tronçon central ainsi que les branches de Saint-Germain-en-Laye, Marne-la-Vallée et Boissy-Saint-Léger, appartiennent à la RATP et sont électrifiées en 1 500 volts continu, avec section de séparation et obligation de baisser les pantographes à l'ouest de Nanterre-Préfecture.
La présence de deux tensions différentes impose l'utilisation de matériel roulant dit bicourant, apte aux deux systèmes d'électrification, tout comme sur les autres lignes du RER (à l'exception de la ligne E électrifiée entièrement en 25 kV).

### Vitesses limites
La vitesse maximale de circulation des trains est en général de 100 km/h, avec des tronçons à 120 km/h. Les rames MI 09 et MI 2N Altéo peuvent rouler jusqu'à une vitesse de 120 km/h.

#### Zone RATP
En zone RATP, la vitesse maximale autorisée par défaut sur l'ensemble de la ligne est de 100 km/h. Il existe cependant de nombreuses exceptions, décrites ci-dessous.
Sur la branche de Saint-Germain-en-Laye, la vitesse est limitée à 50 km/h entre Nanterre-Préfecture et Nanterre-Université, en raison de la courbe très prononcée du « raccordement provisoire », seul point difficile de la ligne. Sur le reste de la branche, des restrictions moins sévères sont observées (80 ou 90 km/h) sur la majorité du trajet. La vitesse de 100 km/h n'est pratiquée qu'entre Le Vésinet-Centre et Nanterre-Ville dans un sens, entre Nanterre-Ville et Rueil-Malmaison et entre Le Vésinet - Le Pecq et Saint-Germain-en-Laye dans l'autre sens.

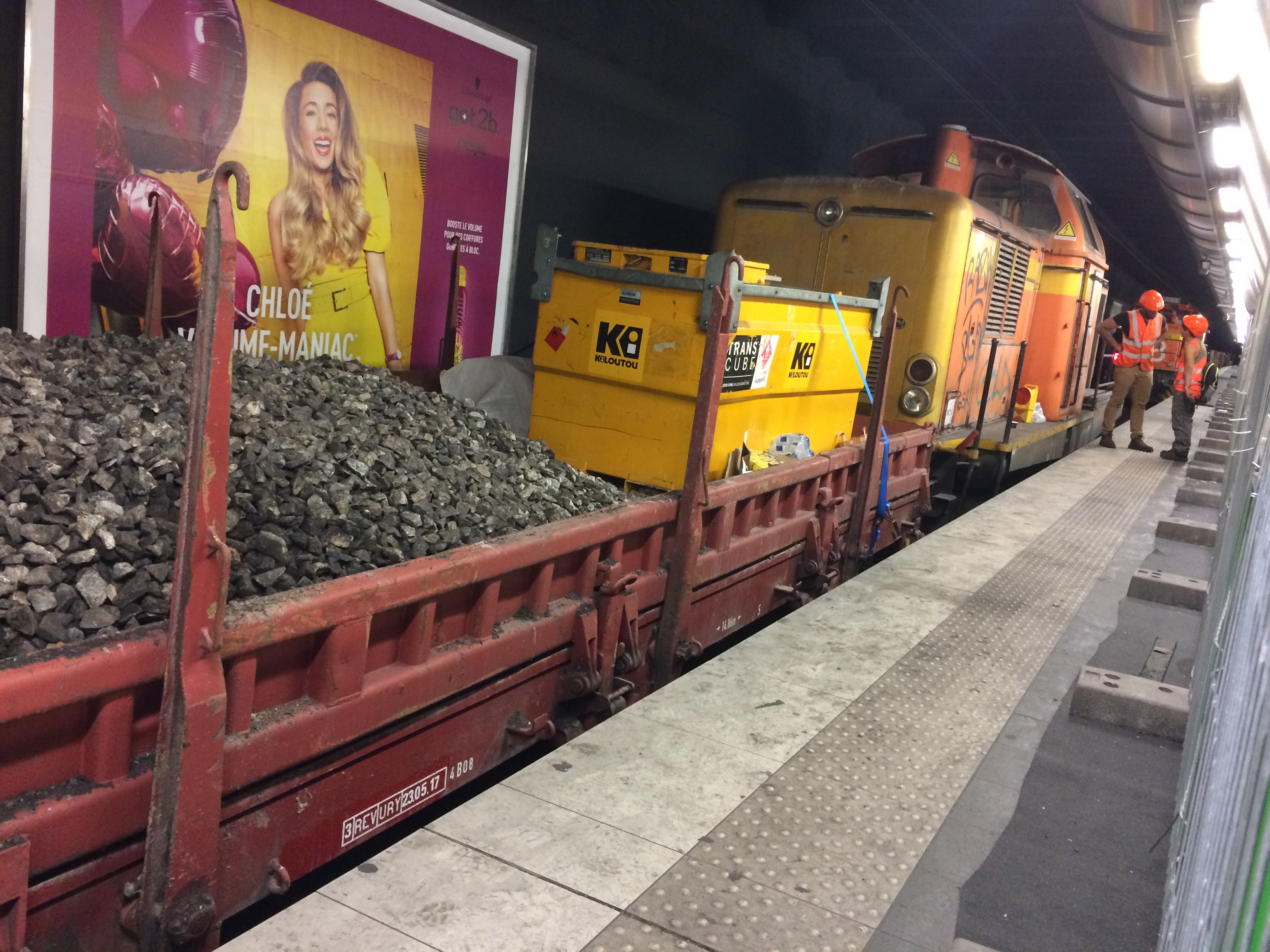
Train de chantier du renouvellement des voies et du ballast du tronçon central (photo en gare de Châtelet - Les Halles).

Sur le tronçon central, entre La Défense et Charles-de-Gaulle - Étoile, et entre Châtelet - Les Halles et Gare de Lyon, la vitesse autorisée est de 100 km/h. Entre Auber et Châtelet - Les Halles, la vitesse limite est de 90 km/h. Entre Gare de Lyon et Fontenay-sous-Bois (vers Boissy-Saint-Léger) ou Val de Fontenay (vers Marne-la-Vallée - Chessy), la vitesse limite est de 90 à 100 km/h.
Entre 2015 et 2021, la RATP modernise les voies sur le tronçon central en y interrompant le trafic pendant l'été.
Sur la branche de Marne-la-Vallée, la vitesse maximale autorisée est de 100 km/h jusqu'à Torcy, avec des restrictions à 90 km/h en amont de la gare de Bry-sur-Marne dans chaque sens et à 80 km/h au franchissement de cette même gare. Entre Torcy et Marne-la-Vallée - Chessy, la vitesse maximale autorisée est de 120 km/h, avec palier intermédiaire à 110 km/h à chaque extrémité de ce tronçon).
Sur la branche de Boissy-Saint-Léger, la vitesse est limitée à 90 km/h entre Nogent-sur-Marne et Joinville-le-Pont, entre Saint-Maur - Créteil et le Parc de Saint-Maur dans un seul sens uniquement, entre Champigny et La Varenne - Chennevières et sur le pont franchissant les voies de la grande ceinture SNCF à Sucy.

#### Zone SNCF
En zone SNCF, la limitation se situe entre 80 km/h et 90 km/h entre Nanterre-Préfecture et Sartrouville, puis passe à 120 km/h au-delà de Sartrouville. Entre Cergy-le-Haut et Cergy-Saint-Christophe, la vitesse limite est de 90 km/h. Au-delà, sur la ligne de Cergy, les trains circulent à 100 km/h jusqu'à Achères-Ville. Entre Maisons-Laffitte et Poissy, la vitesse autorisée est de 120 km/h jusqu'à Achères - Grand-Cormier dans un sens, puis de 100 km/h au-delà.

## Liste des gares

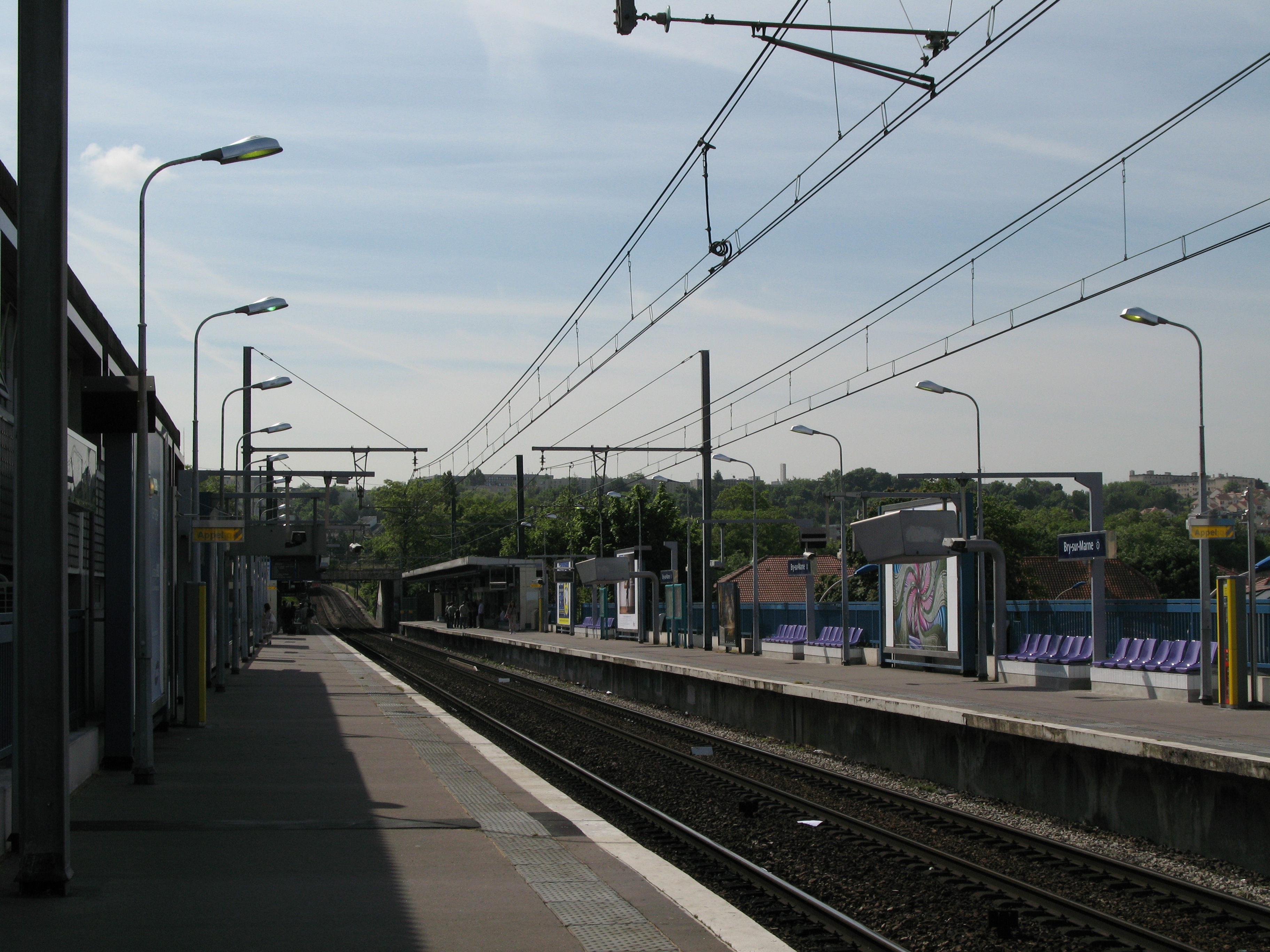
Les quais de la gare de Bry-sur-Marne vus en direction du terminus à Marne-la-Vallée - Chessy.

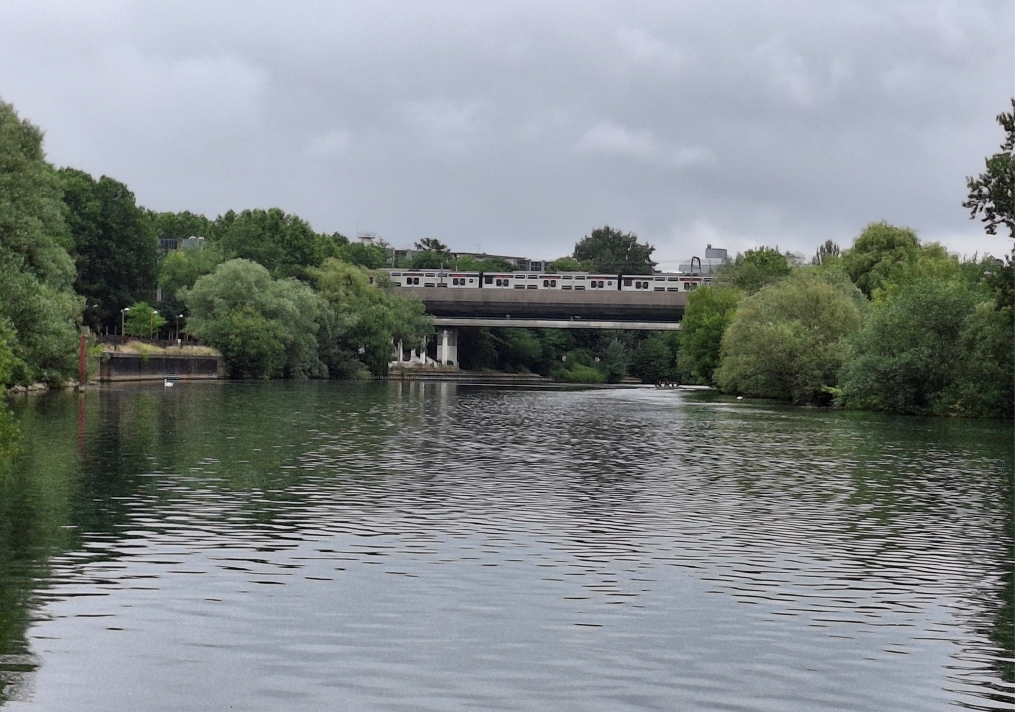
RER A traversant la Marne entre les gares de Bry-sur-Marne et Neuilly-Plaisance.

La ligne A dessert au total 46 gares dont 5 dans Paris intra-muros.
|  |   |   |   |  | Gare                                      | Zone | Communes                         | Correspondances                                                                                                |
|  | - | - | - |  | ----------------------------------------- | ---- | -------------------------------- | --- |
|  |   |   | ■ |  | Cergy-le-Haut                             | 5    | Cergy                            | Transilien · Ligne L du Transilien                                                                             |
|  |   |   | • |  | Cergy-Saint-Christophe                    | 5    | Cergy                            | Transilien · Ligne L du Transilien                                                                             |
|  |   |   | • |  | Cergy-Préfecture                          | 5    | Cergy                            | Transilien · Ligne L du Transilien                                                                             |
|  |   |   | • |  | Neuville-Université                       | 5    | Neuville-sur-Oise                | Transilien · Ligne L du Transilien                                                                             |
|  |   |   | • |  | Conflans-Fin-d'Oise                       | 5    | Conflans-Sainte-Honorine         | Transilien · Ligne J du Transilien · Ligne L du Transilien                                                     |
|  |   |   | • |  | Achères-Ville                             | 5    | Achères                          | Transilien · Ligne L du Transilien                                                                             |
|  | ■ |   |   |  | Poissy                                    | 5    | Poissy                           | Transilien · Ligne J du Transilien                                                                             |
|  | • |   |   |  | Achères - Grand-Cormier                   | 5    | Saint-Germain-en-Laye            | |
|  |   |   | • |  | Maisons-Laffitte                          | 4    | Maisons-Laffitte                 | Transilien · Ligne L du Transilien                                                                             |
|  |   |   | • |  | Sartrouville                              | 4    | Sartrouville                     | Transilien · Ligne L du Transilien                                                                             |
|  |   |   | • |  | Houilles - Carrières-sur-Seine            | 4    | Houilles                         | Transilien · Ligne J du Transilien · Ligne L du Transilien                                                     |
|  | ■ |   |   |  | Saint-Germain-en-Laye                     | 4    | Saint-Germain-en-Laye            | (T) · (13) |
|  | • |   |   |  | Le Vésinet - Le Pecq                      | 4    | Le Vésinet                       | |
|  | • |   |   |  | Le Vésinet-Centre                         | 4    | Le Vésinet                       | |
|  | • |   |   |  | Chatou - Croissy                          | 4    | Chatou                           | |
|  | • |   |   |  | Rueil-Malmaison                           | 3    | Rueil-Malmaison                  | |
|  | • |   |   |  | Nanterre-Ville                            | 3    | Nanterre                         | |
|  | • |   |   |  | Nanterre-Université                       | 3    | Nanterre                         | Transilien · Ligne L du Transilien                                                                             |
|  |   | • |   |  | Nanterre-Préfecture                       | 3    | Nanterre                         | (Nanterre-La Folie, par la voie publique)                                                                      |
|  |   | • |   |  | La Défense Grande Arche                   | 3    | Puteaux                          | (RER) · (E) · Transilien · Ligne L du Transilien · Ligne U du Transilien · (M) · (1) · (T) · (2)               |
|  |   | • |   |  | Charles-de-Gaulle - Étoile                | 1    | Paris 8e/16e/17e                 | (M) · (1) · (2) · (6)                                                                                          |
|  |   | • |   |  | Auber                                     | 1    | Paris 9e                         | (Haussmann - Saint-Lazare) (Paris-Saint-Lazare) (Havre - Caumartin) (Opéra) TER Normandie (Paris-Saint-Lazare) |
|  |   | • |   |  | Châtelet - Les Halles                     | 1    | Paris 1er                        | (Châtelet) (Les Halles)                                                                                        |
|  |   | • |   |  | Gare de Lyon                              | 1    | Paris 12e                        | Grandes lignes                                                                                                 |
|  |   | • |   |  | Nation                                    | 1    | Paris 11e/12e                    | (M) · (1) · (2) · (6) · (9)                                                                                    |
|  |   | • |   |  | Vincennes                                 | 2    | Vincennes                        | (Château de Vincennes, à distance)                                                                             |
|  | • |   |   |  | Fontenay-sous-Bois                        | 3    | Fontenay-sous-Bois               | |
|  | • |   |   |  | Nogent-sur-Marne                          | 3    | Nogent-sur-Marne                 | |
|  | • |   |   |  | Joinville-le-Pont                         | 3    | Joinville-le-Pont                | |
|  | • |   |   |  | Saint-Maur - Créteil                      | 3    | Saint-Maur-des-Fossés            | Tvm |
|  | • |   |   |  | Le Parc de Saint-Maur                     | 3    | Saint-Maur-des-Fossés            | |
|  | • |   |   |  | Champigny Saint-Maur                      | 3    | Saint-Maur-des-Fossés            | |
|  | • |   |   |  | La Varenne - Chennevières                 | 3    | Saint-Maur-des-Fossés            | |
|  | • |   |   |  | Sucy - Bonneuil                           | 4    | Sucy-en-Brie                     | 393 |
|  | ■ |   |   |  | Boissy-Saint-Léger                        | 4    | Boissy-Saint-Léger               | |
|  |   |   | • |  | Val de Fontenay                           | 3    | Fontenay-sous-Bois               | (RER) · (E) |
|  |   |   | • |  | Neuilly-Plaisance                         | 3    | Neuilly-Plaisance                | |
|  |   |   | • |  | Bry-sur-Marne                             | 4    | Bry-sur-Marne                    | |
|  |   |   | • |  | Noisy-le-Grand-Mont d'Est                 | 4    | Noisy-le-Grand                   | |
|  |   |   | • |  | Noisy - Champs Champy - Nesles            | 4    | Noisy-le-Grand, Champs-sur-Marne | |
|  |   |   | • |  | Noisiel Le Luzard                         | 5    | Noisiel                          | |
|  |   |   | • |  | Lognes Le Mandinet                        | 5    | Lognes                           | |
|  |   |   | • |  | Torcy                                     | 5    | Torcy                            | |
|  |   |   | • |  | Bussy-Saint-Georges                       | 5    | Bussy-Saint-Georges              | |
|  |   |   | • |  | Serris - Montévrain Val d'Europe          | 5    | Serris, Montévrain, Chessy       | |
|  |   |   | ■ |  | Marne-la-Vallée - Chessy Parcs Disneyland | 5    | Chessy                           | Grandes lignes                                                                                                 |

(Les gares en gras servent de départ ou de terminus à certaines missions)

### Intermodalité
Le RER A offre de nombreuses correspondances avec les autres lignes de transport en commun, essentiellement dans Paris intra-muros. Toutes les lignes de métro sont desservies (en tenant compte des liaisons indirectes avec les lignes 12 et 13 entre Auber et Saint-Lazare, ainsi que les lignes 5 et 10 entre les gares de Lyon et d'Austerlitz), excepté les lignes bis. Le RER A croise le RER B à la gare de Châtelet - Les Halles, le RER D à cette même gare ainsi qu'à Paris-Gare-de-Lyon et le RER E à La Défense, à Auber et à Val de Fontenay. Il croise également le tunnel du RER C au niveau de la porte Maillot, sans donner correspondance. Toutefois, une liaison existe entre les deux lignes, s'agissant de celle avec les lignes 5 et 10 du métro mentionnée ci-dessus. La ligne 2 du tramway passe à La Défense tandis que la ligne 13 passe à Saint-Germain-en-Laye. Le RER A dessert de nombreuses gares Transilien sur sa partie ouest, traversées par les lignes J, L et U. Il existe d'autres correspondances, notamment avec les lignes TGV et TER aux gares de Lyon, Saint-Lazare et Marne-la-Vallée - Chessy, le TVM à Saint-Maur - Créteil, le bus 393 à Sucy - Bonneuil et enfin le RoissyBus à Auber.

## Exploitation
La ligne A est une ligne exploitée par la SNCF, de Nanterre-Préfecture à Cergy-le-Haut et Poissy et par la RATP, de Saint-Germain-en-Laye à Boissy-Saint-Léger et Marne-la-Vallée - Chessy, qui fonctionne de 5 h 00 à 1 h 00 du matin environ, tous les jours de l'année, à l'aide de rames de type MI 2N et MI 09.
La ligne était équipée au départ avec la signalisation classique de type bloc automatique lumineux. Pour faire face à la hausse du trafic, la RATP a délégué à la société allemande Siemens la réalisation d'un système de signalisation embarqué, le Système d'aide à la conduite, à l'exploitation et à la maintenance, (SACEM). Ce dernier, effectif depuis 1989, a ainsi permis d'augmenter sensiblement le débit moyen aux heures de pointe (une rame entre chaque station passe ainsi de 2 minutes 30 à 2 minutes en tunnel, soit 90 secondes en station). La mise en service des rames MI 2N « Altéo » (type Z20K) à deux étages a permis une nouvelle augmentation de la capacité.
Exceptionnellement, le service peut devenir continu, c'est-à-dire effectué 24 h/24, à l'occasion d'évènements importants comme la Fête de la musique et la nuit du Nouvel An. À cette occasion, le service spécial est assuré sur la totalité de la ligne, entre 1 h et 5 h du matin, à raison d'un train toutes les demi-heures vers Chessy, Boissy-Saint-Léger et Saint-Germain-en-Laye, et d'un train par heure vers Cergy et Poissy. Ces trains desservent alors toutes les gares du parcours.

### Interconnexion à Nanterre-Préfecture

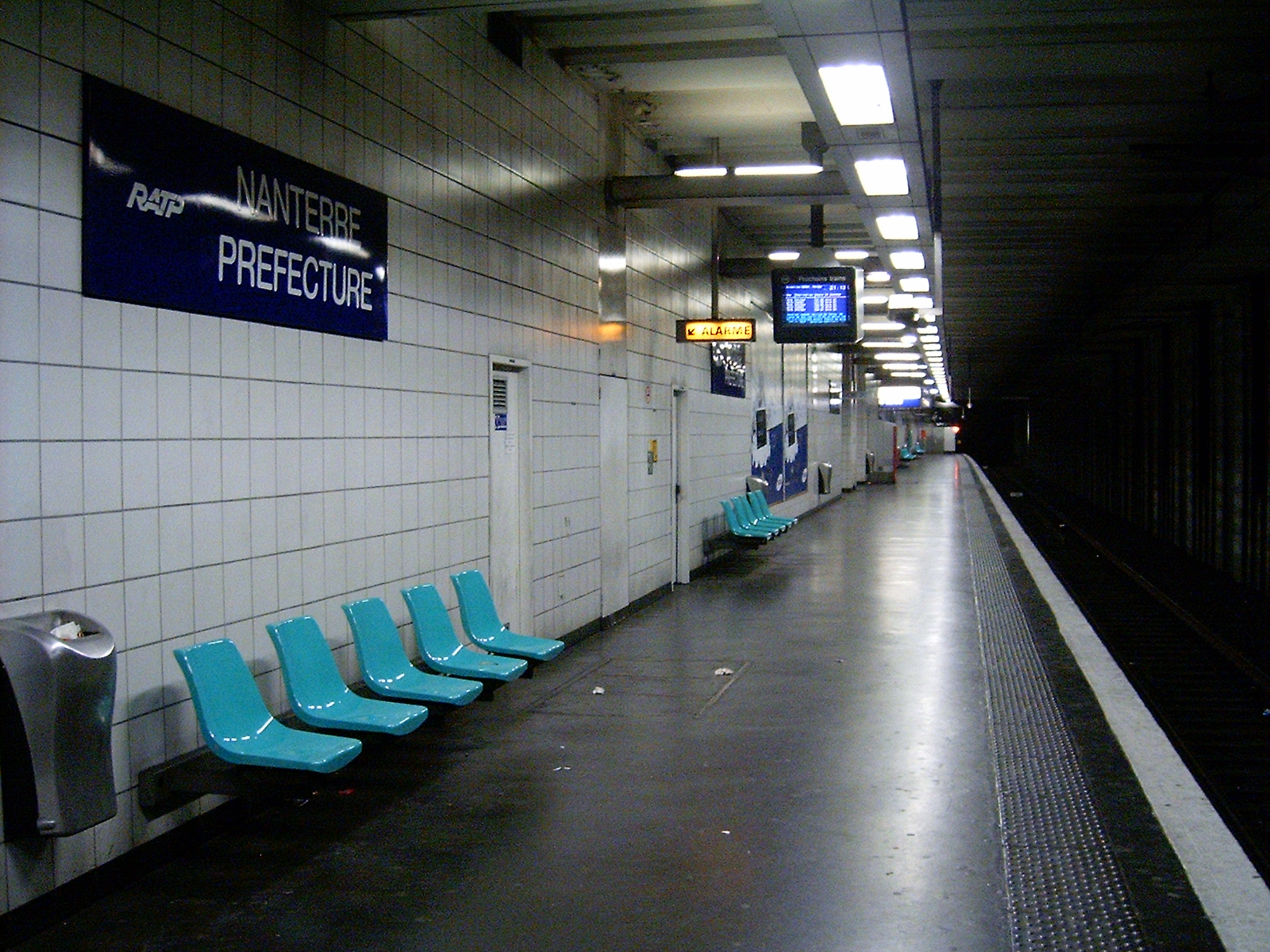
La gare de Nanterre-Préfecture vue du quai desservi par les trains allant à Cergy et Poissy.

La branche de Saint-Germain-en-Laye, ainsi que toutes les voies situées à l'est de la gare de Nanterre-Préfecture, sont exploitées par la RATP sur un réseau électrifié en 1 500 volts continu. Les branches de Poissy et de Cergy-Pontoise sont, à partir de Nanterre-Préfecture, exploitées par la SNCF sous une tension de 25 000 volts courant alternatif.
La présence de ces deux tensions a obligé la RATP à faire construire du matériel roulant bitension lors de l'ouverture de la branche SNCF (appelé aussi matériel d'interconnexion, MI), par opposition au matériel plus ancien, monotension (ou matériel suburbain, MS). De plus, un changement de conducteur (appelé « relève ») a été institué puisque les réglementations de la RATP et de la SNCF diffèrent ; il s'effectue en gare de Nanterre-Préfecture pour les trains en provenance ou en direction de Cergy-le-Haut et de Poissy.
Un incident d'exploitation ou un mouvement social sur un des réseaux peut induire la rupture de l'interconnexion dans cette gare et dans ce cas :
- les trains RER côté RATP en direction de Cergy et de Poissy sont, aux heures creuses, rendus terminus à La Défense. Aux heures de pointe, ils sont prolongés jusqu'à la gare de Rueil-Malmaison, située sur la branche de Saint-Germain-en-Laye. De ce fait, la desserte de la gare de Nanterre-Préfecture est, durant les heures creuses, réduite de moitié[SD 5] ;

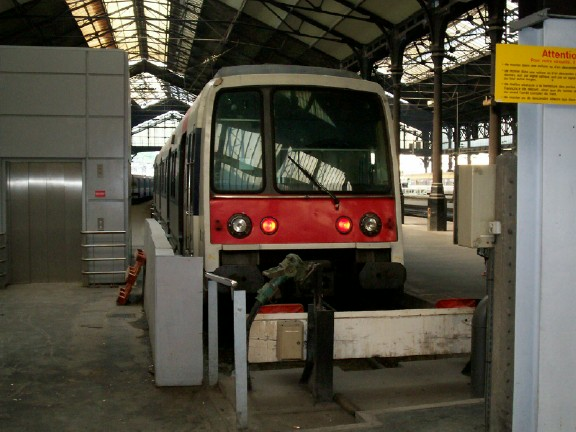
Une rame MI 84 en gare de Paris-Saint-Lazare lors d'une rupture d'interconnexion, en avril 2007.

- les trains RER côté SNCF provenant de Cergy étaient redirigés vers la gare Saint-Lazare. Ces missions étaient uniquement assurés par des MI 84 pour des raisons techniques: si leur longueur (208 mètres contre 224 pour les MI2N/MI09) les rendaient accessibles aux mêmes voies que les matériels à deux niveaux (les voies 16 à 19 et 22 à 27[85])[note 5], l'absence de marchepied mobile rendait impossible l'accès à ces derniers. En effet, les quais de ces voies sont à une hauteur de 55 centimètres[86] quand les plateformes sont à 120 centimètres[87]. Compte tenu de l'insuffisante capacité d'accueil de la gare, 42 des 93 allers-retours sont supprimés.
- Depuis la fin des MI84 en zone SNCF, cette disposition est supprimée et les trains sont soit rendus terminus Nanterre-Préfecture, soit supprimés. Dans ce dernier cas les voyageurs sont invités à se reporter sur les trains de la ligne L  effectuant le trajet Cergy – Paris-Saint-Lazare ;
- les trains RER côté SNCF provenant de Poissy sont supprimés et les voyageurs sont alors invités à emprunter les trains Transilien reliant Paris à Mantes-la-Jolie via Poissy, ainsi que ceux normalement limités à Nanterre-Université voire à Maisons-Laffitte s'ils sont exceptionnellement prolongés jusqu'à Poissy. Des navettes peuvent circuler entre Poissy et Nanterre-Préfecture[SD 5].

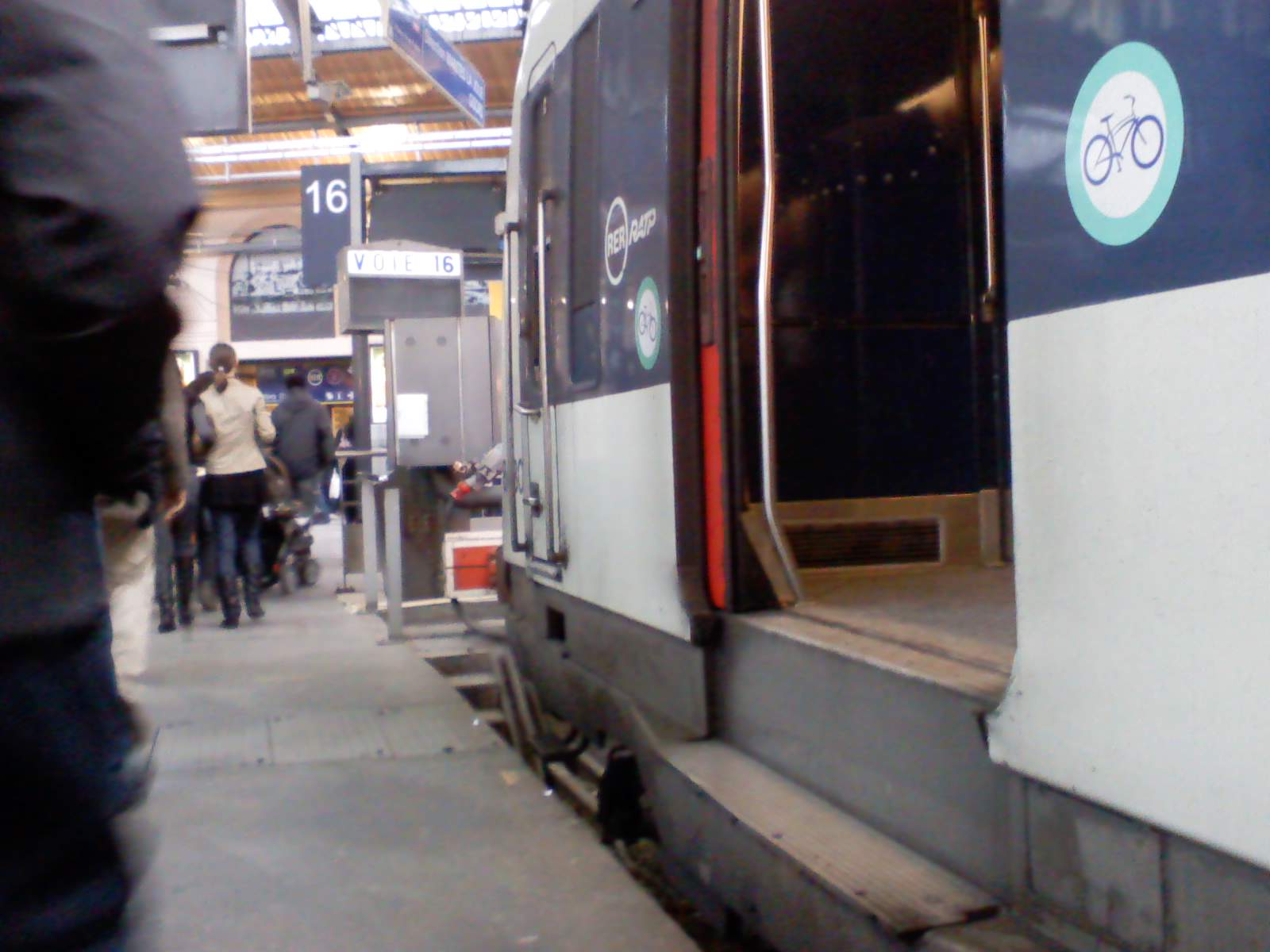
Une rame MI84 à Saint-Lazare. La difference de hauteur entre le quai et la plateforme est compensée par le marchepied, dont ne disposent pas les MI2N Altéo et les MI09.

Toutefois, pour améliorer l'interconnexion des trains, depuis 2010, la RATP s'est engagée auprès de la SNCF à prendre en charge jusqu'à la gare de La Défense les trains provenant de la zone SNCF, sauf en cas d'interruption matérielle (travaux, panne concernant les installations, etc.). Ainsi, en cas de retournement à La Défense, la RATP prend en charge 6 trains provenant de Cergy ou de Poissy, par heure, ce qui représente la capacité maximale de la gare à accueillir des trains terminus/origine.
Par conséquent, en zone RATP, aux heures de pointe, la circulation des trains est modifiée sur certaines branches : le matin et le soir, douze trains par heure dans chaque sens circulent sur les branches de Boissy-Saint-Léger et de Marne-la-Vallée - Chessy ; de douze à dix-huit trains par heure dans chaque sens circulent sur la branche de Saint-Germain-en-Laye. Les trains initialement prévus pour les branches de Cergy-le-Haut et Poissy, en provenance de la branche de Marne-la-Vallée - Chessy vont jusqu'à La Défense et Rueil-Malmaison. L'offre sur la branche de Boissy-Saint-Léger ne change pas avec toujours 12 trains par heure.
En zone SNCF, aux heures de pointe, la branche de Cergy-le-Haut voit circuler de 4 à 5 trains par heure. Ces derniers sont assurés par la ligne L au départ de la gare Saint-Lazare et doivent dévier par le groupe V du réseau Saint-Lazare (Paris – Mantes-la-Jolie). La branche de Poissy voit ses trains remplacés soit par les trains Paris – Mantes-la-Jolie par Poissy, soit par des navettes circulant entre Poissy et Nanterre-Préfecture, ou par les trains Paris – Maisons-Laffitte prolongés jusqu'à Poissy[réf. nécessaire].

### Noms des missions

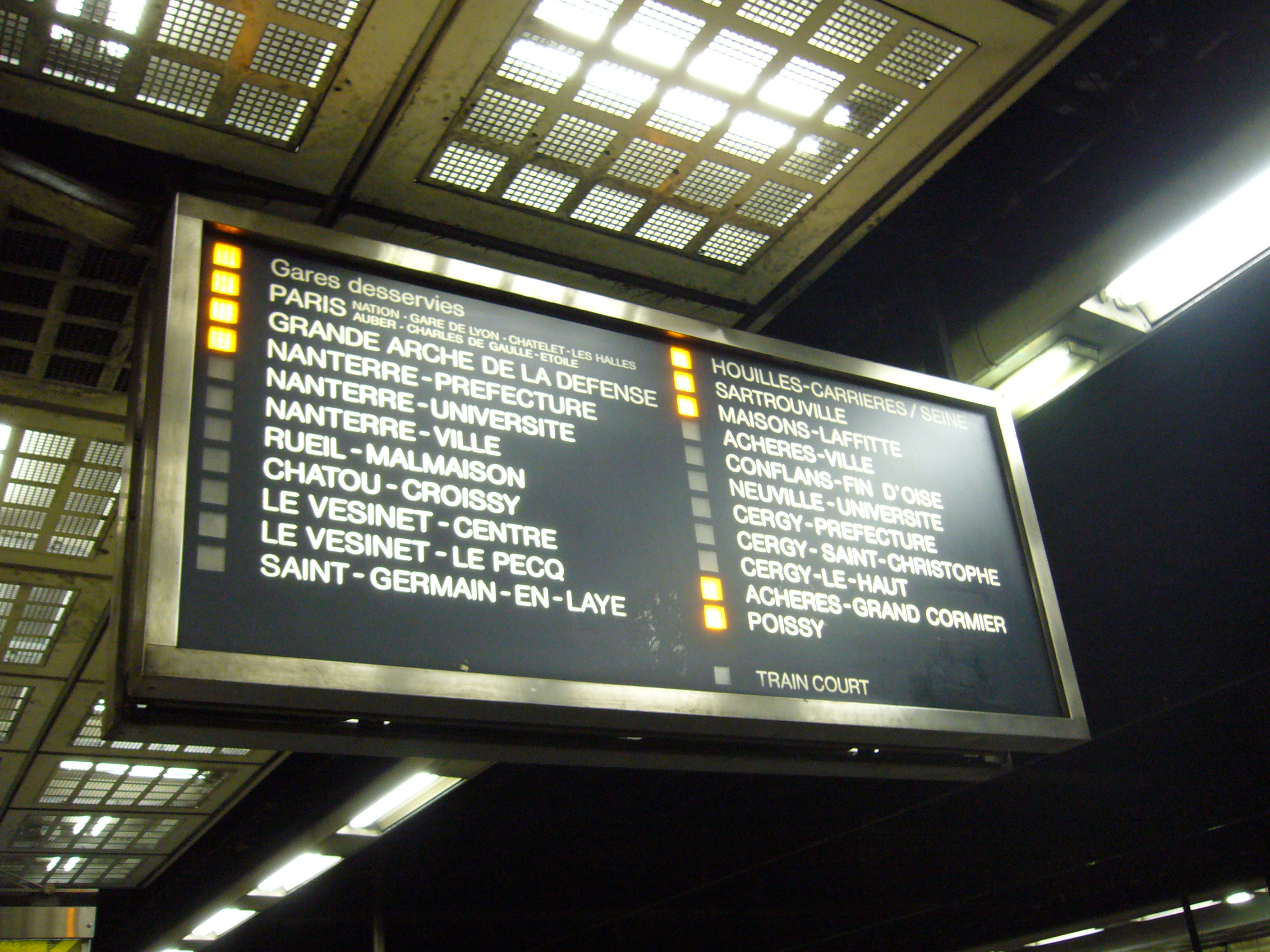
Un panneau indicateur de direction (PID) en gare de Vincennes.

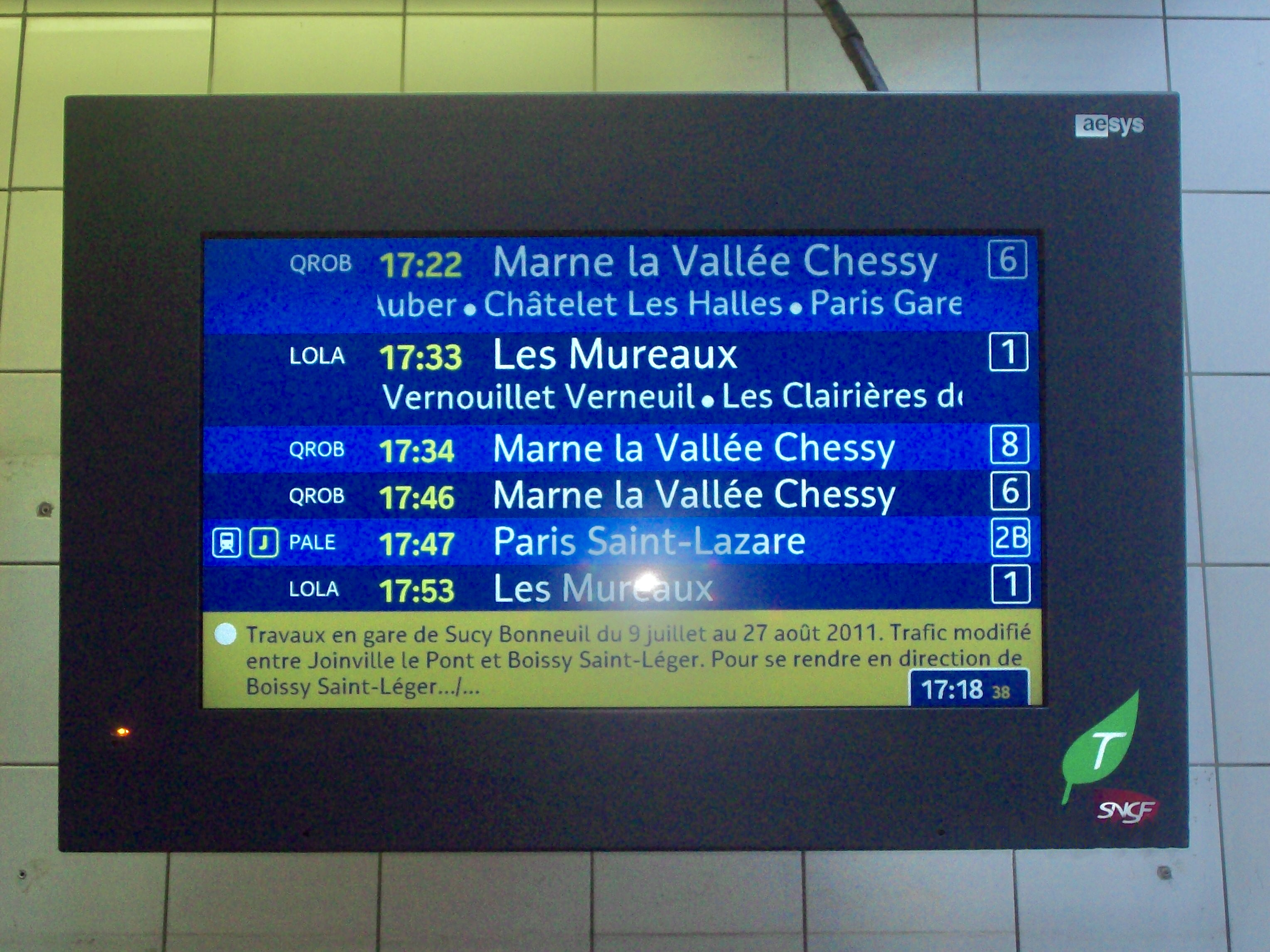
Un écran LCD Infogare en gare de Poissy, en août 2011.

Les codes missions de la ligne A du RER sont composés de quatre lettres suivies de deux chiffres.
| Lettre | Gare                     |
| ------ | ------------------------ |
| B      | La Défense               |
| N      | Boissy-Saint-Léger       |
| O      | Torcy                    |
| Q      | Marne-la-Vallée - Chessy |
| T      | Poissy                   |
| U      | Cergy-le-Haut            |
| X      | Le Vésinet - Le Pecq     |
| Y      | Rueil-Malmaison          |
| Z      | Saint-Germain-en-Laye    |

| Lettre | Gare                                                   |
| ------ | ------------------------------------------------------ |
| A      | Triage d'Achères (voies de garage)                     |
| C      | Auber                                                  |
| D      | Noisy-le-Grand-Mont d'Est                              |
| E      | Joinville-le-Pont                                      |
| F      | Nanterre-Préfecture                                    |
| G      | Val de Fontenay                                        |
| H      | Nation                                                 |
| I      | Achères-Ville Dépôt de Sucy-Bonneuil                   |
| J      | Cergy-Saint-Christophe Conflans – Fin d'Oise           |
| K      | Vincennes Triage d'Achères (voies de garage)           |
| L      | Maisons-Laffitte                                       |
| M      | Châtelet - Les Halles                                  |
| P      | Nation                                                 |
| R      | La Varenne - Chennevières                              |
| S      | Vincennes (gare ou voies de garage) Fontenay-sous-Bois |
| V      | Sartrouville                                           |
| W      | Vide Voyageurs                                         |

La première lettre renseigne sur la destination finale du train, selon les deux tableaux ci-dessus.
La deuxième lettre correspond aux gares desservies par le train.
Les troisième et quatrième lettres permettent de former un nom prononçable. Ces lettres sont modifiées lorsque le compteur suivant le nom de la mission (de 01 à 99 vers l'ouest, de 02 à 98 vers l'est) arrive au maximum : par exemple, des trains successifs vers Saint-Germain-en-Laye sont identifiés respectivement ZEUS97, ZEUS99, ZEMA01, puis ZEMA03. Les missions dont les deux premières lettres sont les mêmes que celles d'une autre mission (comme ZEBU, ZEUS et ZEMA, ou UZAR, UZIN et UZEL) ont le même trajet et la même desserte.
Les chiffres déterminent la direction du train. Avec un nombre pair, le train se dirige vers l’est, autrement dit vers Marne-la-Vallée - Chessy ou Boissy-Saint-Léger. S’il est impair, alors le train se dirige vers Saint-Germain-en-Laye, Cergy ou Poissy. La règle s'applique de la même manière pour tous les trains du réseau SNCF, en Île-de-France ou en province : les trains impairs (ayant un numéro de mission impair) parcourent une voie dans le sens croissant du chaînage (par exemple de Paris vers la province) tandis que les trains pairs circulent dans le sens opposé (en particulier de la province vers Paris).
Lorsque les deux dernières lettres sont ZZ, cela signifie que la desserte du train a été changée pour une raison quelconque, le plus souvent un problème technique qui a perturbé le trafic ou une circulation précédente ou suivante supprimée; et que le train concerné est alors omnibus jusqu'au terminus indiqué par la première lettre. Ainsi, par exemple, une mission YQZZ est partie de Marne-la-Vallée, puis a été rendue omnibus jusqu'à Rueil-Malmaison, la première lettre indiquant alors la destination et la seconde l'origine.
Toutes les combinaisons sont possibles avec les lettres des deux tableaux ci-dessus, comme OYZZ ou OBZZ, à l'exception des lettres ne désignant que des voies de garages. La seule exception est que les trains en provenance de la zone SNCF, peu importe la gare, auront toujours pour deuxième lettre T.
Les trains circulant à vide portent un code de la forme WxWy où les deuxième et quatrième lettres indiquent respectivement le terminus et l'origine de la circulation sans voyageurs.

### Plan de transport de la ligne

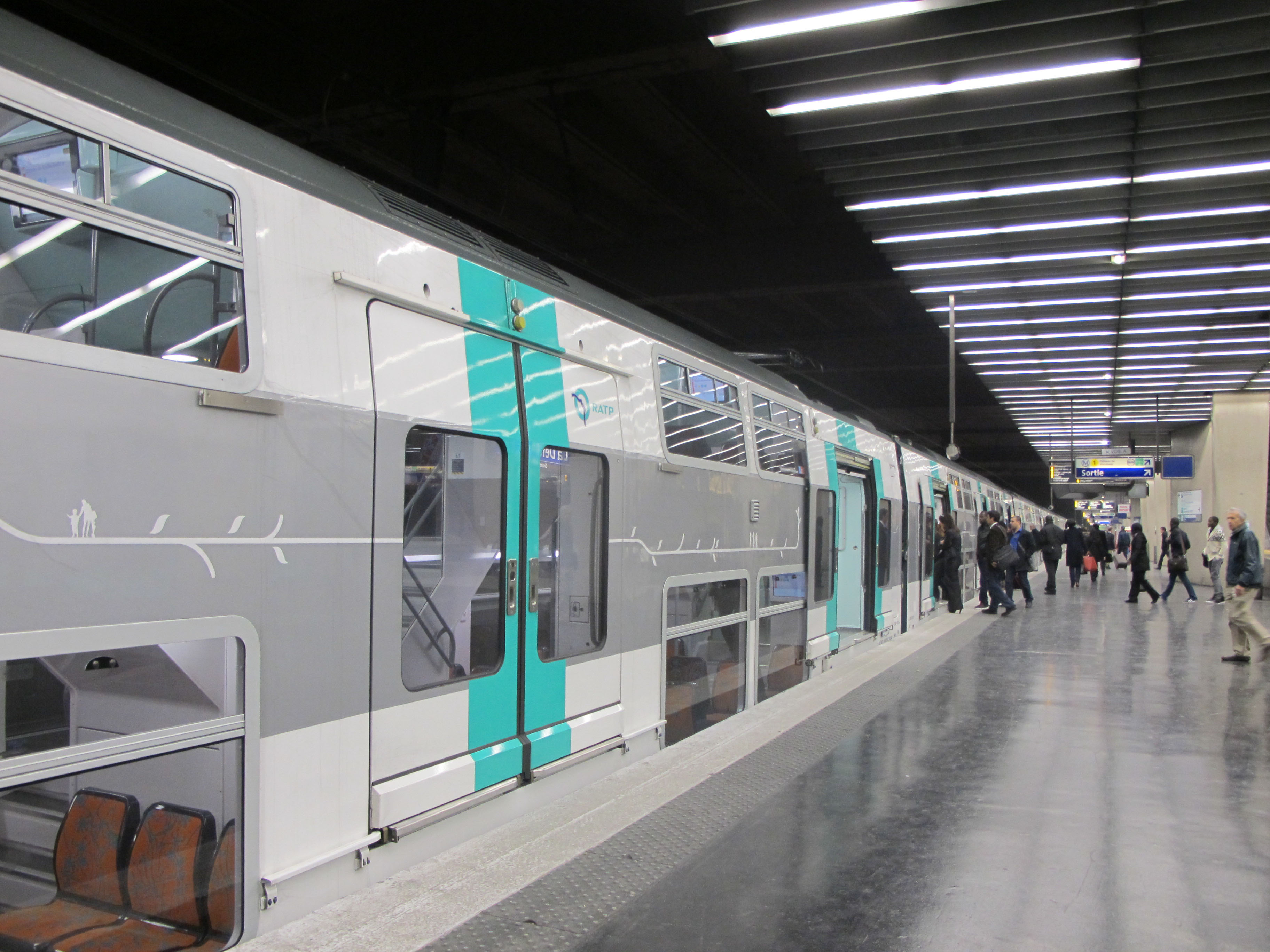
Une rame MI 09, successeur du MI 84 et du MS 61, en gare de la Défense.

Le plan de transport de la ligne A varie selon le type de jour (jour ouvrable, week-end ou jour férié, jour de vacance de juillet ou d’août) et de la période dans la journée (heures de pointe du matin ou du soir, heures creuses de journée, début de soirée, nuit). Pour un jour ouvrable, on compte pour la ligne A, 661 départs de trains, deux sens de circulation confondus. De ce fait, le tronçon central de la ligne est, à nombre de voies égales, la ligne la plus chargée de France, loin devant la LGV Sud-Est avec 240 trains.

#### Situation normale

##### Heures de pointe
Aux heures de pointe, 66 trains circulent sur l’ensemble de la ligne. Sur le tronçon central, il existe une symétrie entre pointes du matin et du soir selon le sens de circulation. En effet, le sens le plus chargé, dans le sens est-ouest le matin et ouest-est le soir, bénéficie en théorie, d’une desserte de 26 trains par heure, soit un toutes les 2 minutes 20, une fréquence comparable à la plupart des lignes de métro aux heures de pointe. Le sens opposé, à travers la contre-pointe, bénéficie, quant à lui, en théorie, d’une desserte de 24 trains par heure, soit un toutes les 2 minutes 30. Sur les branches, les gares sont desservies par des trains toutes les 2 minutes 20, 4 minutes 40 ou 7 minutes.

##### Heure de Pointe du Matin
De l’est vers l’ouest :

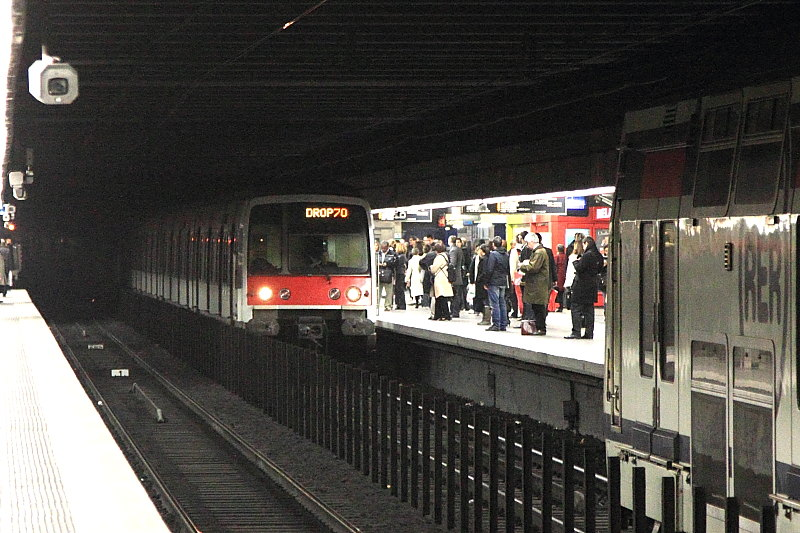
Une rame MI 84 suit une rame MI 2N de très près grâce au SACEM, durant les heures de pointe, en gare d'Auber (octobre 2011).

- Des trains de Torcy à Rueil-Malmaison Toutes les 23 minutes (Codé YROC) alternent avec des trains de Torcy à Le Vésinet-le-Pecq toutes les 23 minutes (Codé XTAZ). Les trains qui ont pour destination Rueil-Malmaison ne desservent pas Nanterre-Prefecture ;
- Des trains de Marne-la-Vallée-Chessy à La Défense Toutes les 23 minutes (Codé BORA) alternent avec des trains de Marne-la-Vallée-Chessy à Saint-Germain-en-Laye toutes les 23 minutes (Codé ZJIR). Les trains ne desservent pas Noisiel et Neuilly-Plaisance ;
- Des trains de Marne-la-Vallée-Chessy à Saint-Germain-en-Laye Toutes les 11 à 12 minutes (Codé ZTOR) desservant toutes les gares sauf Lognes et Bry-sur-Marne. Certains trains desservent pas aussi Val d'Europe (Codés ZVAL) ;
- Des trains de Boissy-Saint-Leger à Poissy Omnibus toutes les 12 minutes (Codé TAXE) ;
- Des trains de Boissy-Saint-Leger à Cergy-le-Haut Omnibus toutes les 12 minutes (Codé UZAR).

De l'ouest vers l'est :
- Des trains de Rueil-Malmaison à Marne-la-Vallée-Chessy toutes les 23 minutes (Codé QTIL) alternent avec des trains de Saint-Germain-en-Laye à Marne-la-Vallée-Chessy toutes les 23 minutes (Codé QAVE). Ces trains ne desservent pas Noisiel et Bussy-Saint-Georges, les trains qu'ils sont au départ de Rueil-Malmaison ne desservent pas aussi Nanterre Prefecture ;
- Des trains de Saint-Germain-en-Laye à Marne-la-Vallée-Chessy toutes les 23 minutes (Codé QLAS) alternent avec des trains de Vésinet-le-Pecq à Marne-la-Vallée-Chessy toutes les 23 minutes (Codé QJON). Ces trains ne desservent pas Bry-sur-Marne ;
- Des trains de La Défense à Torcy toutes les 23 minutes (Codé OMAX) alternent avec des trains de Saint-Germain-en-Laye à Torcy toutes les 23 minutes (Codé OURS). Ces trains ne desservent pas Neuilly-Plaisance et Lognes ;
- Des trains de Poissy à Boissy-Saint-Leger omnibus toutes les 12 minutes (Codé NOTE) ;
- Des trains de Cergy-le-Haut à Boissy-Saint-Leger omnibus toutes les 12 minutes (Codé NATO).

##### Heure de Pointe du Soir
De l'est vers l'ouest :
- Des trains de Marne-la-Vallée-Chessy à Rueil-Malmaison toutes les 23 minutes (Codé YSTO) alternent avec des trains de Marne-la-Vallée-Chessy à Saint-Germain-en-Laye toutes les 23 minutes (Codé ZBRA). Ces trains ne desservent pas Bussy-Saint-Georges et Noisiel, les trains qui ont pour Rueil-Malmaison ne desservent pas aussi Nanterre Prefecture ;
- Des trains de Marne-la-Vallée-Chessy à Saint-Germain-en-Laye toutes les 23 minutes (Codé ZCAR) alternent avec des trains de Marne-la-Vallée-Chessy à Vésinet-le-Pecq toutes les 23 minutes (Codé XANO). Ces trains ne desservent pas Bry-sur-Marne ;
- Des trains de Torcy à Saint-Germain-en-Laye toutes les 23 minutes (Codé ZITA) alternent avec des trains de Torcy à La Défense toutes les 23 minutes (Codé BLOK). Ces trains ne desservent pas Lognes et Neuilly-Plaisance ;
- Des trains de Boissy-Saint-Leger à Poissy Omnibus toutes les 12 minutes (Codé TAXE) ;
- Des trains de Boissy-Saint-Leger à Cergy-le-Haut Omnibus toutes les 12 minutes (Codé UZEL) ;

De l'ouest vers l'est :
- Des trains de La Défense à Torcy toutes les 23 minutes (Codé ORKA) alternent avec des trains de Saint-Germain-en-Laye à Torcy toutes les 23 minutes (Codé ONIX). Les trains qu'ils sont au départ de Saint-Germain-en-Laye ne desservent pas Nanterre-Prefecture ;
- Des trains de Saint-Germain-en-Laye à Marne-la-Vallée-Chessy toutes les 23 minutes (Codé QNOR) alternent avec des trains de Rueil-Malmaison à Marne-la-Vallée-Chessy toutes les 23 minutes (Codé QPID). Ces trains ne desservent pas Bry-sur-Marne et Noisiel ;
- Des trains de Saint-Germain-en-Laye à Marne-la-Vallée-Chessy toutes les 23 minutes (Codé QBIK) alternent avec des trains de Vésinet-le-Pecq à Marne-la-Vallée-Chessy toutes les 23 minutes (Codé QCOQ). Ces trains ne desservent pas Lognes ;
- Des trains de Poissy à Boissy-Saint-Leger omnibus toutes les 12 minutes (Codé NOTE) ;
- Des trains de Cergy-le-Haut à Boissy-Saint-Leger omnibus toutes les 12 minutes (Codé NANI)[95].

##### Heures creuses
Du lundi au vendredi, aux heures creuses de la journée, l’offre théorique reste importante dans le tronçon central avec, depuis le 10 décembre 2017, quinze trains par heure et par sens, soit un intervalle de 4 minutes. À ces mêmes heures, le niveau de desserte des branches Boissy-Saint-Léger, Saint-Germain-en-Laye et Cergy-le-Haut est de six trains par heure, soit un intervalle moyen de 10 minutes ; celui de la branche de Poissy est de trois trains par heure, soit un intervalle de 20 minutes, et celui de la branche de Marne-la-Vallée varie entre 4 et 8 minutes et certains trains limités à une partie de la branche.

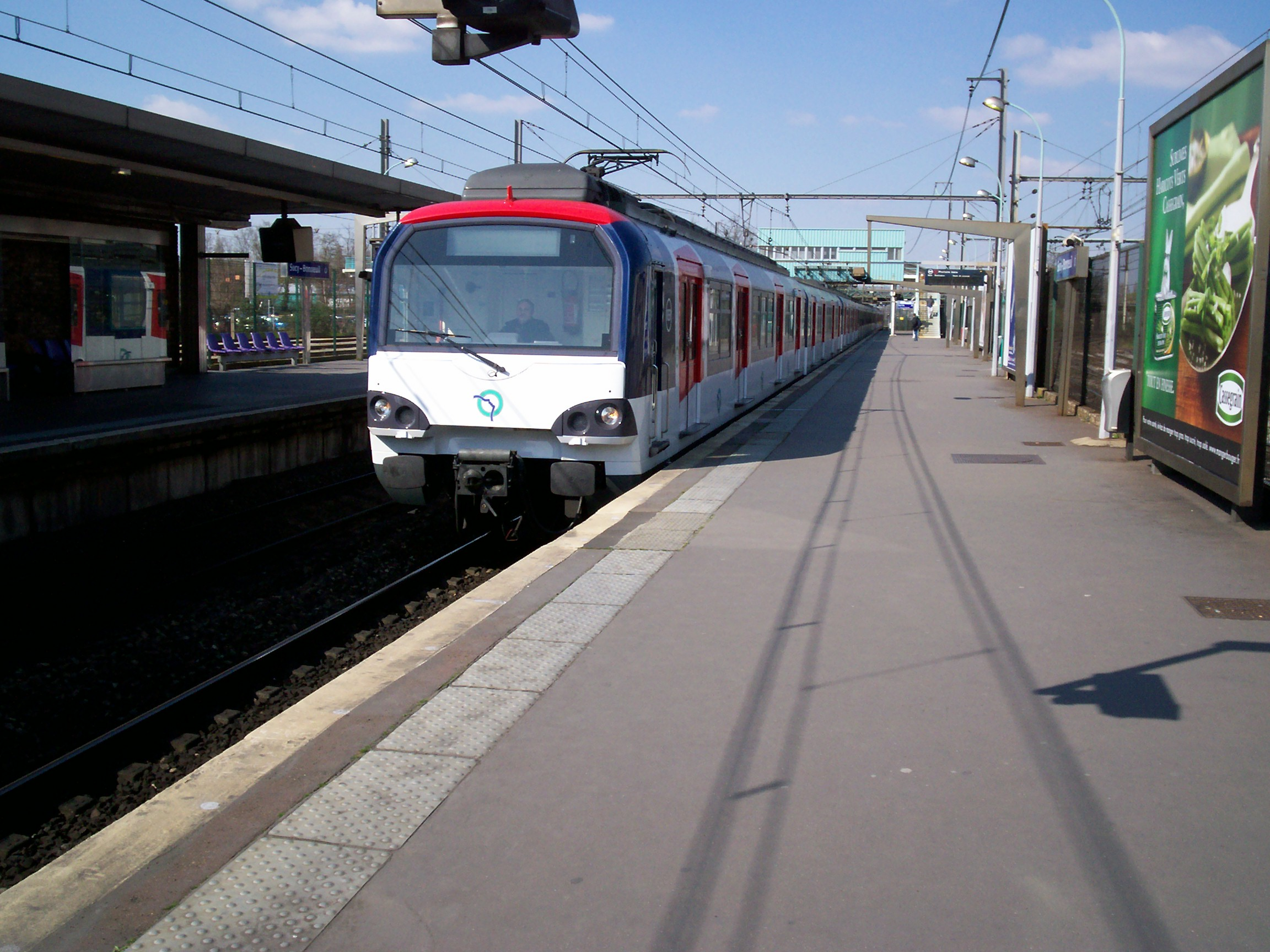
Jusqu'à leur retrait, les MS 61 circulent en situation normale, uniquement sur les branches de Saint-Germain-en-Laye et de Boissy-Saint-Léger, ici en gare de Sucy - Bonneuil.

L'offre de transport comprend, toutes les vingt minutes,
 :
- deux allers-retours entre Boissy-Saint-Léger et Cergy-le-Haut (espacés de huit ou douze minutes) ;
- deux allers-retours entre Marne-la-Vallée - Chessy et Saint-Germain-en-Laye (espacés de huit ou douze minutes) ;
- un aller-retour entre Torcy et Poissy toutes les vingt minutes.

Les samedis, dimanches et fêtes, l'offre de transport comprend, toutes les dix minutes de 8h à 20h, :
- un aller-retour entre Boissy-Saint-Léger et Saint-Germain-en-Laye ;
- un aller-retour entre Marne-la-Vallée - Chessy et Cergy-le-Haut ou Poissy alternativement .

Tous les trains sont omnibus sur la totalité du parcours en heures creuses et les week-ends.

##### Soirée
Tous les soirs, à partir de 21 heures environ, l'offre de transport passe à 8 trains par heure et par sens sur le tronçon central, soit un train toutes les 7 minutes 30. Sur les branches, y compris le tronc commun des branches de Cergy et Poissy, la desserte est de quatre trains par heure, soit un train toutes les 15 minutes. Sur chacune des branches de Cergy et de Poissy, la desserte est de deux trains par heure, soit un train toutes les demi-heures.
L'offre de transport comprend :
- un aller-retour entre Boissy-Saint-Léger et Saint-Germain-en-Laye toutes les quinze minutes ;
- un aller-retour entre Marne-la-Vallée et Poissy toutes les 30 minutes, alternant avec un aller entre Marne-la-Vallée et Cergy et un retour entre Cergy et Torcy toutes les 30 minutes.

Tous les trains sont omnibus sur la totalité du parcours. Entre Torcy et Chessy, il y a donc un déséquilibre avec deux fois plus de trains au départ de Chessy (un train toutes les 15 minutes) qu'à l'arrivée (un train toutes les 30 minutes).

#### Situation perturbée

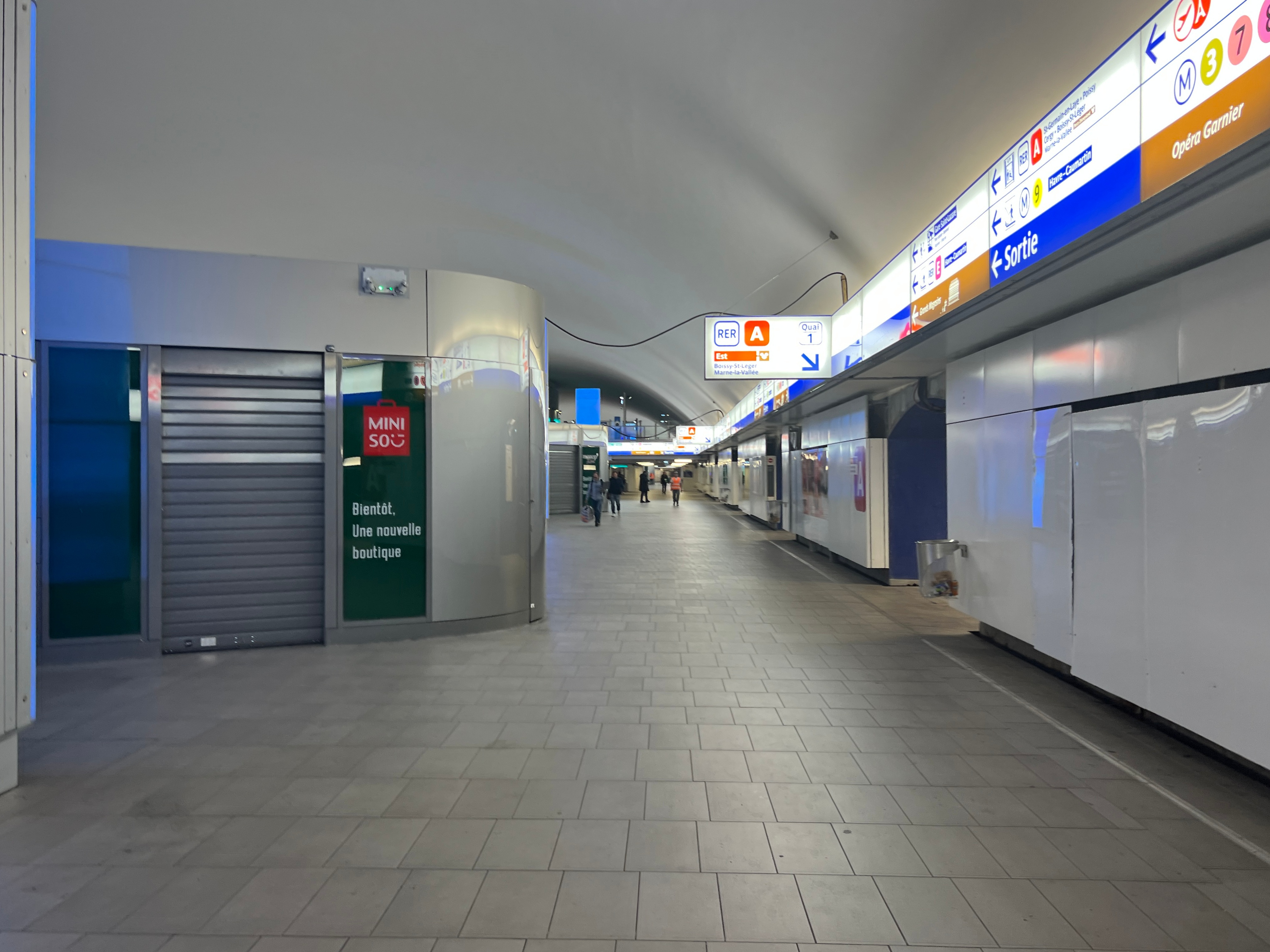
La gare d'Auber en septembre 2022, après sa rénovation.

Une situation dite « perturbée » est une situation qui modifie le plan de transport. Elle peut être programmée, permettant par exemple des opérations de maintenance de la voie, ou inopinée, à la suite de divers incidents d'exploitation.
Pour y faire face, la RATP développe, depuis 2010, des scénarios de repli, efficaces en matière de service rendu en cas d'interruption partielle de trafic, profitant au maximum des infrastructures existantes. Ces scénarios existent principalement pour des incidents affectant le tronçon central et sont repérés en fonction de la localisation de l’incident. Par exemple, le scénario no 2 est mis en place en cas d'incidents interrompant la circulation à Châtelet – Les Halles ou à Gare de Lyon. Les détails de ces différents scénarios sont à la disposition du personnel assurant l’information des voyageurs pour, le cas échéant, éviter les ambiguïtés, améliorer la réactivité du personnel concerné et accélérer la chaîne d’information, notamment entre les deux entreprises exploitantes de la ligne.
Les scénarios permettent ainsi l'utilisation de points de retournement des trains, supplémentaires, complétant ceux utilisés en service normal. Ces points de retournement sont, entre autres, situés à Charles-de-Gaulle - Étoile, Auber, Nation, Vincennes et Joinville-le-Pont, mais il n'y en a aucun entre Auber et Nation, sur le tronçon central. Ils permettent d'effectuer des retournements prématurés de trains afin de pouvoir rattraper d'importants retards ou de faire face à des incidents nécessitant la neutralisation d'une partie de la ligne. De ce fait, le plus souvent, en cas de circulation interrompue dans le tronçon central :
- les trains de la branche Saint-Germain-en-Laye sont retournés à Auber voire à Charles-de-Gaulle - Étoile ;
- les trains des branches Cergy et Poissy sont retournés à La Défense, s'il n'y a pas de rupture d'interconnexion ;
- les trains des branches Marne-la-Vallée et Boissy-Saint-Léger sont retournés à Nation.

Néanmoins, de par leur configuration plus « délicate », ils ne permettent ni de rattraper de petits retards, ni d'effectuer le retournement de la totalité des trains en circulation, particulièrement aux heures de pointe. En effet, seuls cinq à huit trains par heure peuvent être retournés, au moment où 24 à 30 trains circulent par heure et par sens.
Les scénarios permettent également l'utilisation des voies d'évitement, afin de pouvoir provisoirement retenir un train présentant un problème sans, pour autant, interrompre l’exploitation. Ces voies sont situées à Noisy-le-Grand-Mont d'Est, Joinville-le-Pont, Vincennes, Nation, La Défense, Conflans-Fin d’Oise ainsi qu'à Cergy-Saint-Christophe. Il n'en existe pas encore sur le tronçon central entre Nation et La Défense.

### Information voyageurs

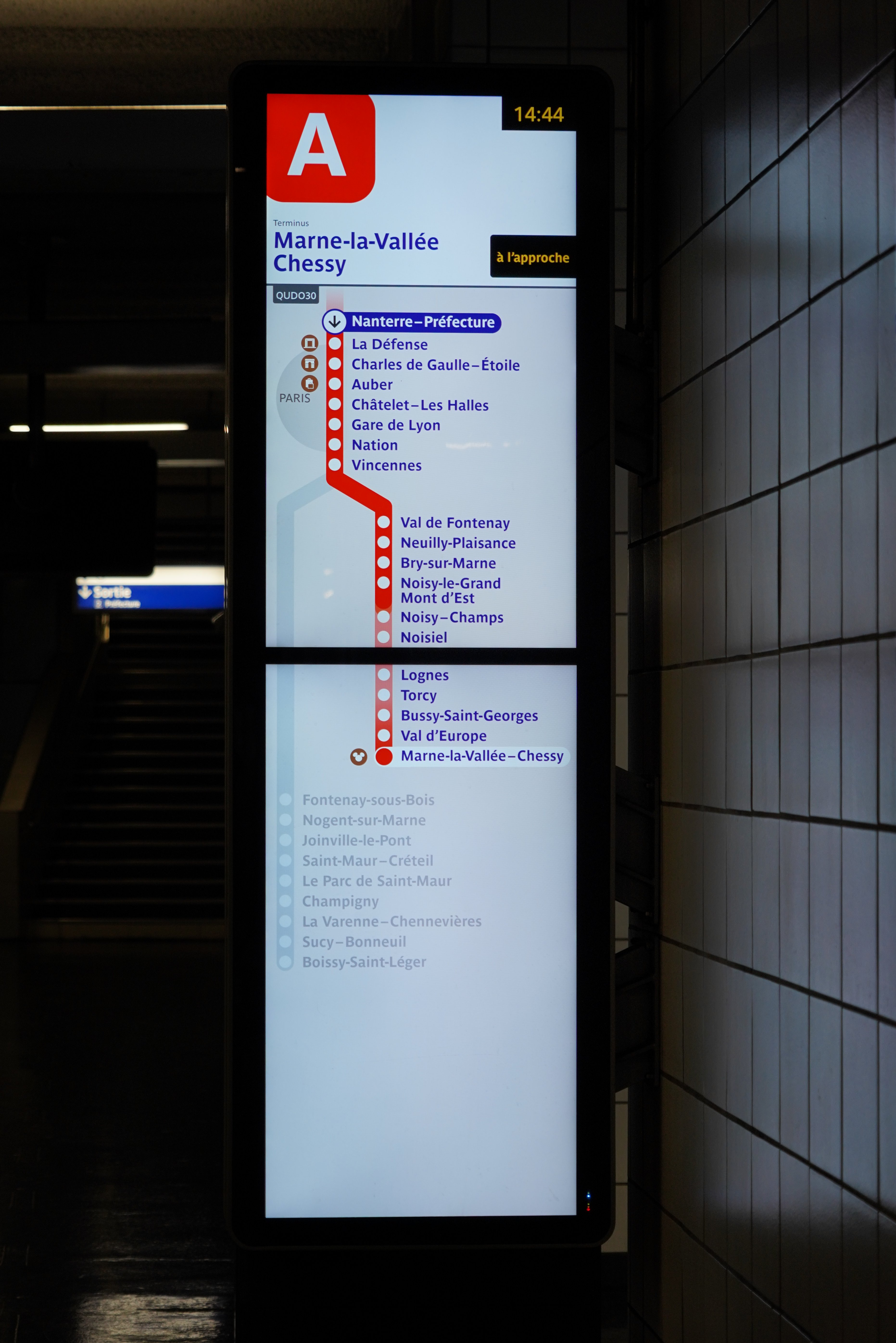
SYSPAD « Zénith » (vertical) en gare de Nanterre-Préfecture.

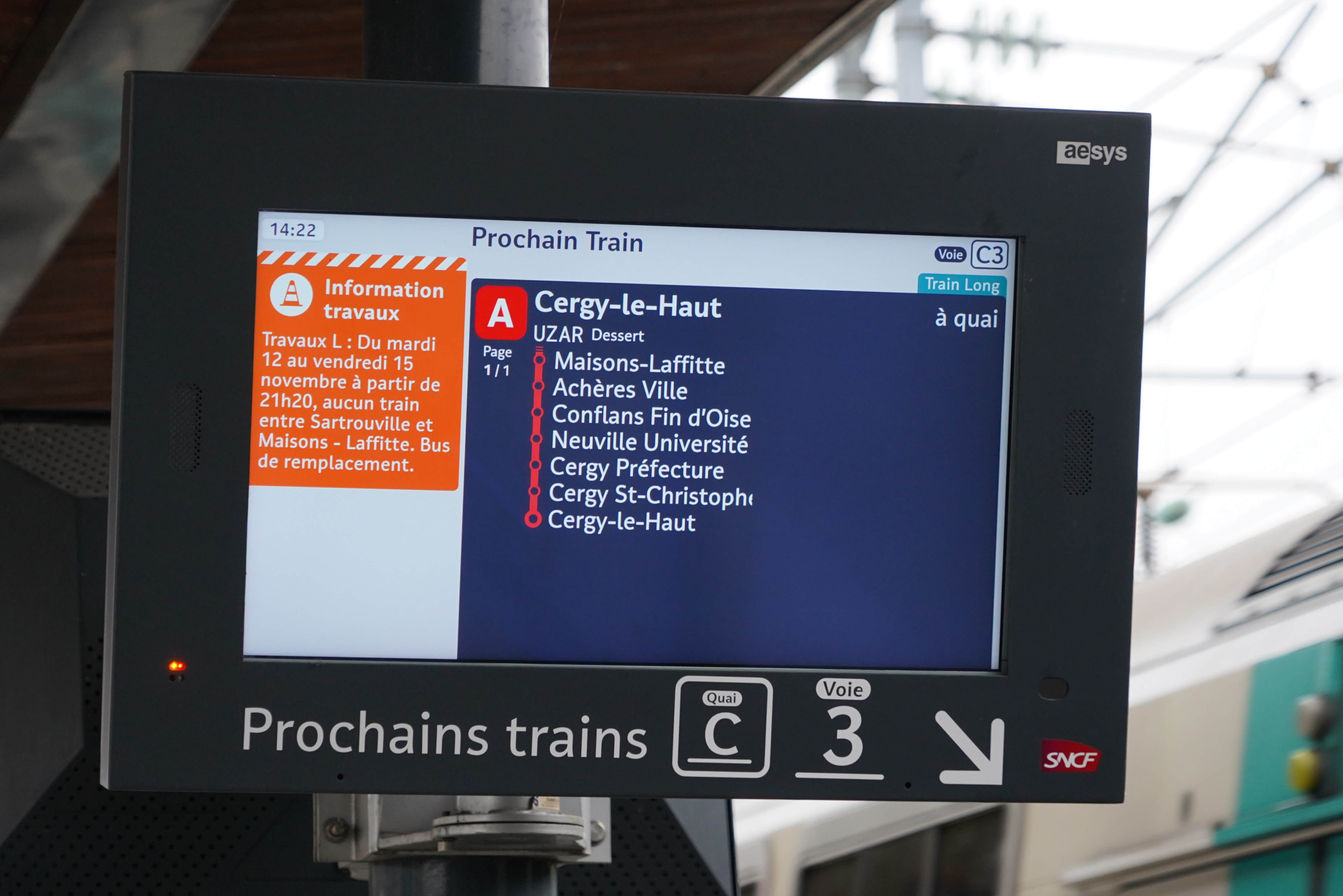
Un écran IENA en gare de Sartrouville.

L'information voyageur sur la ligne A du RER est assurée par plusieurs systèmes :
- l'information voyageurs dite « dynamique » : écrans IMAGE, Syspad (gérés par la RATP) et IENA (gérés par la SNCF) sur les quais, et SIVE à bord des trains et annonces sonores ;
- l'information voyageurs dite « statique » : affiches en gares et dans les trains, renseignant par exemple sur les horaires ou une interruption prévue (pour travaux notamment) ;
- l'information voyageurs à distance : tous les moyens d'information en dehors des emprises des deux transporteurs. Sont compris dans cette catégorie :
  - les applications « Bonjour RATP », « SNCF Connect » et Île-de-France Mobilités, ainsi que les sites web rattachés,
  - les services de SMS et de courriels,
  - le compte X de la ligne.

En parallèle, un blog, commun aux deux transporteurs, informe les voyageurs sur les perturbations à venir et revient sur celles majeures passées. Celui-ci succède à un blog, géré uniquement par la SNCF, qui avait été lancé le 7 juin 2011
L'information voyageur est parfois critiquée pour son manque de clarté ou d'efficacité, et fait l'objet de nombreux investissements à partir des années 2010,.

### Matériel roulant

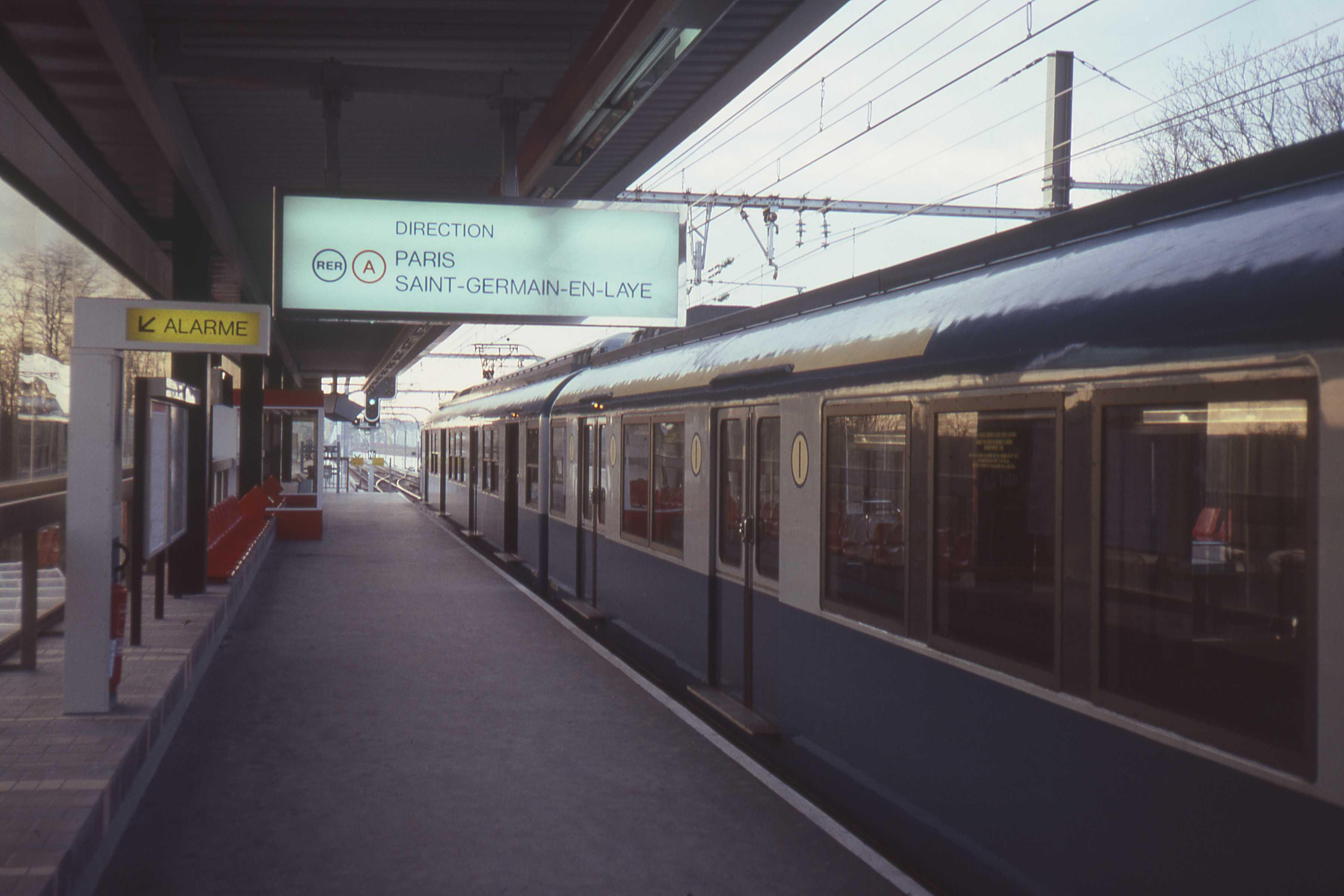
MS 61 en livrée d'origine à Torcy.

Le 14 décembre 1969, à la suite de la création de la ligne, la RATP mit en service les MS 61, matériel mono-courant 1 500 Volts, à l'issue d'une commande effectuée du Conseil d'Administration du 29 mars 1963, permettant alors la préparation à la modernisation et la jonction des lignes de Vincennes et de Saint-Germain-en-Laye. À leur mise en service, ils contrastaient fortement par leur modernité avec les anciens trains à vapeur de la ligne de Vincennes qu'ils remplaçaient. Ces automotrices furent construites par différents constructeurs, notamment Brissonneau et Lotz, ANF et CIMT. Les MS 61, livrées en 1969, disposaient à leur livraison d'une face avant dotée d'une baie vitrée en trois parties. Ensuite, entre 1970 et 1972, en prévision de la mise en service du tronçon Étoile-La Défense (puis Auber-La Défense) et de l'intégration de la ligne de Saint-Germain, des exemplaires supplémentaires furent livrés comme caractéristique principale de présenter une face avant dotée cette fois-ci, d'une baie vitrée occupant de façon unie, la largeur de la caisse. Puis, pour permettre la mise en service du tronc commun intégral et de la branche de Marne-la-Vallée, une dernière série de MS 61 fut livrée en 1980, mais le succès, au-delà de toutes les espérances, de la ligne obligea la RATP à muter les exemplaires présents sur la ligne B, profitant alors de la livraison des MI 79 en vue de l'interconnexion avec le réseau de Paris-Nord.

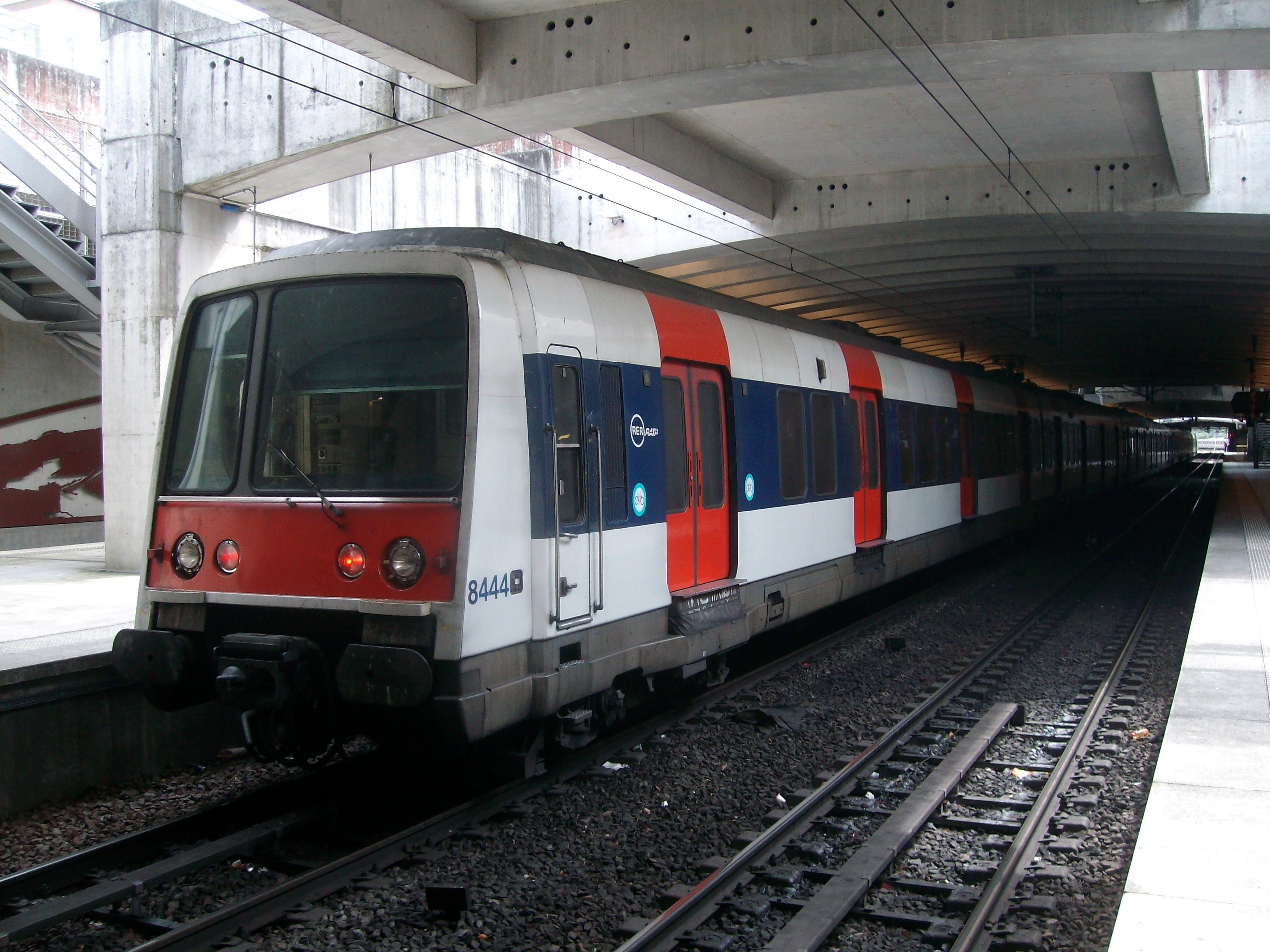
MI 84 à Cergy-le-Haut.

Afin de permettre l'interconnexion des réseaux RATP et SNCF, nécessaire pour pouvoir desservir la ville nouvelle de Cergy-Pontoise, les deux exploitants durent mettre au point le MI 84, pour « matériel d'interconnexion 84 », un matériel roulant pouvant être alimenté aussi bien en 1,5 kV continu, nécessaire pour circuler en zone RATP, qu'en 25 kV monophasé 50 Hz, nécessaire pour circuler en zone SNCF, étant capables de desservir des quais à hauteur variable et de n'être exploité que par un seul agent qui n'avait pas à se soucier du changement de tension grâce à une commutation automatique. Dérivé du MI 79 livré à partir de 1980, le MI 84 fut mis en service à partir du 5 mars 1984 jusqu'en 1989. Au nombre total de 73, ils permettront la mise en service de l'interconnexion ouest en 1988. En effet, les MS 61 étant mono-courants, leurs circulations en zone SNCF étaient impossibles. Depuis lors, ces derniers assurent les missions Saint-Germain-en-Laye ↔ Boissy-Saint-Léger et en cas de rupture d’interconnexion: La Défense ↔ Marne-la-Vallée - Chessy.
Entre 1985 et 1987, les MS 61 connurent une première rénovation lourde pour faire face à d'importants dysfonctionnements dus à leur utilisation trop intensive, profitant de la livraison des MI 84. En effet, pour pallier les défaillances de plus en plus nombreuses, la RATP dut prélever, dans un premier temps, dix éléments MI 79 de la ligne B, mais les défaillances augmentant, ce furent vingt-quatre MI 79 qui furent engagés au total sur la ligne.

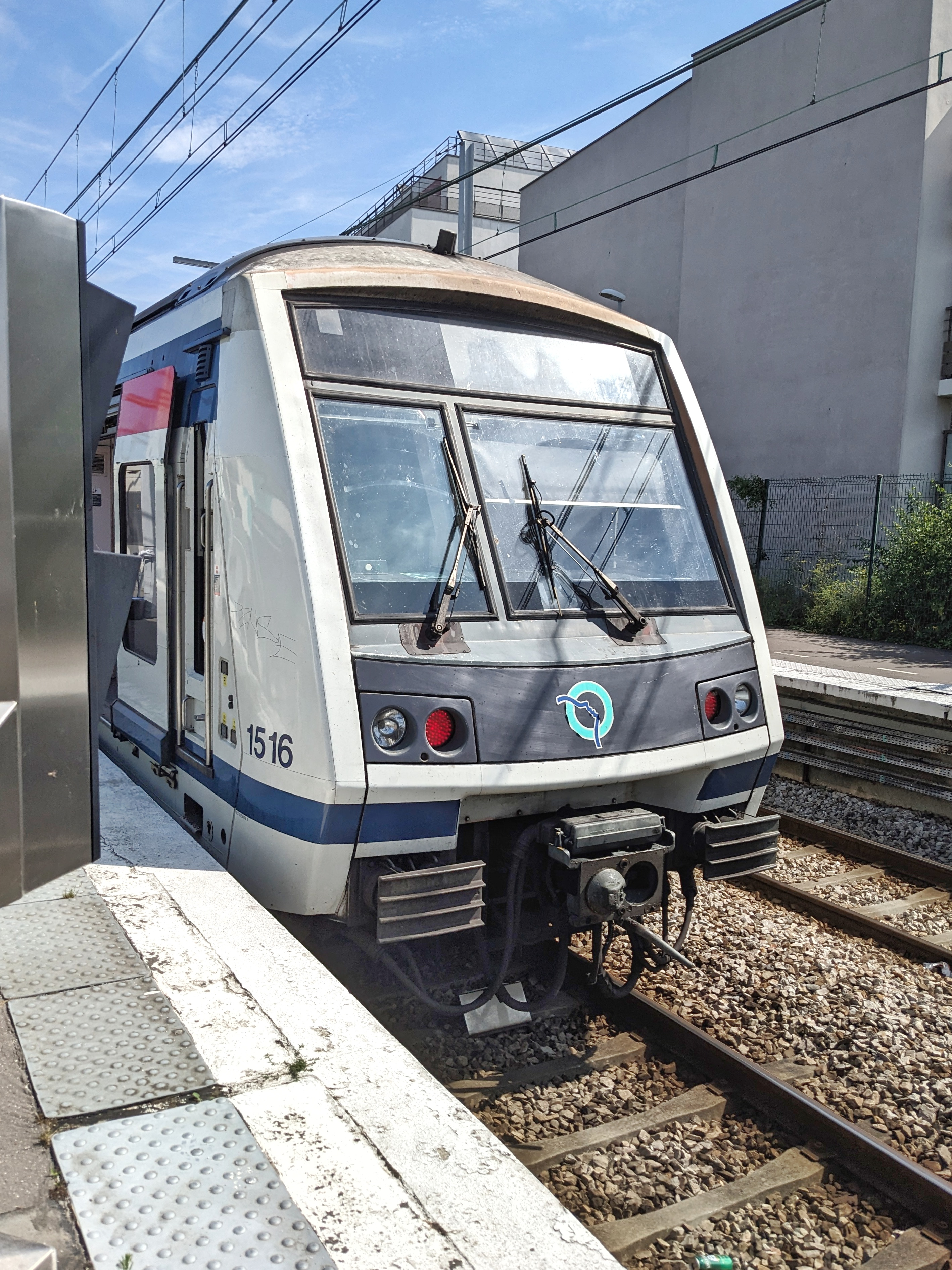
MI 2N à Boissy-Saint-Léger.

Toujours, dans les années 1980, la croissance rapide du trafic sur la ligne A du RER (+ 9 % par an en moyenne) obligea la RATP à investir d'abord dans un système de signalisation permettant d'augmenter les fréquences et d'éviter une saturation de la ligne, le SACEM, mais ne répondant pas complètement au problème d'absorption des flux voyageurs, elle envisagea alors l'acquisition de nouvelles rames, cette fois-ci à deux étages, s'inspirant de ce qu'avait déjà fait la SNCF. Pour ce faire, en 1989, les deux entreprises s'associèrent, la SNCF anticipant l'achat de trains pour sa future ligne RER dont la construction était décidée la même année, afin de réduire les risques industriels et de permettre une réduction des coûts d’achat du matériel par des économies d'échelle. Ils commandèrent, dans un premier temps, deux prototypes, de ce qui deviendra le MI 2N, pour « matériel d'interconnexion à 2 niveaux », à un consortium composé de GEC-Alsthom CIMT, devenu Alstom, et d'ANF-Industrie, devenu Bombardier France, pour permettre des essais en ligne dès 1991, le prototype de la RATP étant testé dans un convoi avec des éléments de train MS 61.
En 1992, la RATP s'associa à l'appel d'offres de la SNCF, et commanda 17 rames, dont une rame de présérie, qui fut livrée en 1996 pour commencer une campagne d'essai conjointe entre la SNCF et la RATP. La plupart des essais fut effectuée par une des deux entreprises, l'ensemble des données et des résultats étant mis en commun, réduisant ainsi de façon significative la charge de test pour chaque entreprise. Ensuite, les essais eurent lieu la nuit entre La Défense et Charles-de-Gaulle - Étoile, ainsi qu'entre Torcy et Marne-la-Vallée - Chessy et entre La Varenne - Chennevières et Boissy-Saint-Léger permettant la mise en service commerciale de la première rame le 6 juin 1997.
La livraison des MI 2N surnommés « Altéo » dura jusqu'au 31 mai 2005 grâce à la levée des deux tranches optionnelles prévues au contrat en 2001 puis 2003, permettant la livraison d'exemplaires supplémentaires dotés dès l'origine de la ventilation réfrigérée (la première tranche n’en étant pas équipée, elle le fut par la suite). Les 14 premiers éléments de la première tranche (qui en comporte 17) ont été livrés à 5 places de front et avec un intérieur à dominante rose qui n'ont pas donné satisfaction (confort trop spartiate et ton trop agressif). Les rames suivantes ont été livrées avec 4 places de front, et un intérieur à dominante blanche (les 14 premiers éléments n’ont pas été remis au même type que les autres). Les rames de la troisième tranche ont été équipées dès l'origine de plans du système SISVE. Les autres rames non équipées de ce système l'ont reçu par la suite, en même temps que la ventilation réfrigérée. Dans un premier temps, les Altéo ne desservaient que les branches de Cergy-le-Haut et de Poissy jusqu'à Marne-la-Vallée - Chessy. Il fallut attendre 2008 pour qu'ils puissent se rendre jusqu'à la gare de Saint-Germain-en-Laye après des travaux d'adaptation. Lors des ruptures d'interconnexion à Nanterre-Préfecture, ces trains ne peuvent pas circuler entre Cergy ou Poissy et la gare de Paris-Saint-Lazare en raison des quais courts de cette dernière. Ils sont alors soit limités à Sartrouville ou font demi-tour à Nanterre-Préfecture.
Entre mai 2006 et 2009, les MS 61 subirent une seconde rénovation pour un montant de 72 millions d'euros, pour permettre de prolonger leur durée de vie de quelques années supplémentaires, la RATP ayant préféré cette solution à celle de commander des exemplaires de MI 2N supplémentaires. Avec la même somme, elle n'aurait pu en acheter que sept. Cette rénovation permit l'installation du SISVE, de nouvelles girouettes indiquant alternativement le code mission et la destination, de nouvelles lumières, ainsi que le changement des sièges, coques comprises, des vitres et fenêtres, des haut-parleurs vieillissants, des barres de maintien, du pupitre de la cabine de conduite. Néanmoins, la climatisation n'y fut pas installée car elle fut jugée trop coûteuse pour un matériel qui ne devait durer encore qu'une dizaine d'années. Cependant, dans le cadre du programme RER B Nord+, le STIF décida en juillet 2007 du transfert de six MI 84 supplémentaires vers le RER B. Pour compenser, il fut décidé de rénover dix MS 61 supplémentaires pour un montant de 12,25 millions d'euros portant par conséquent le nombre de rames rénovées à 101. Les vingt-quatre autres rames, soit 72 caisses, doivent être radiées.

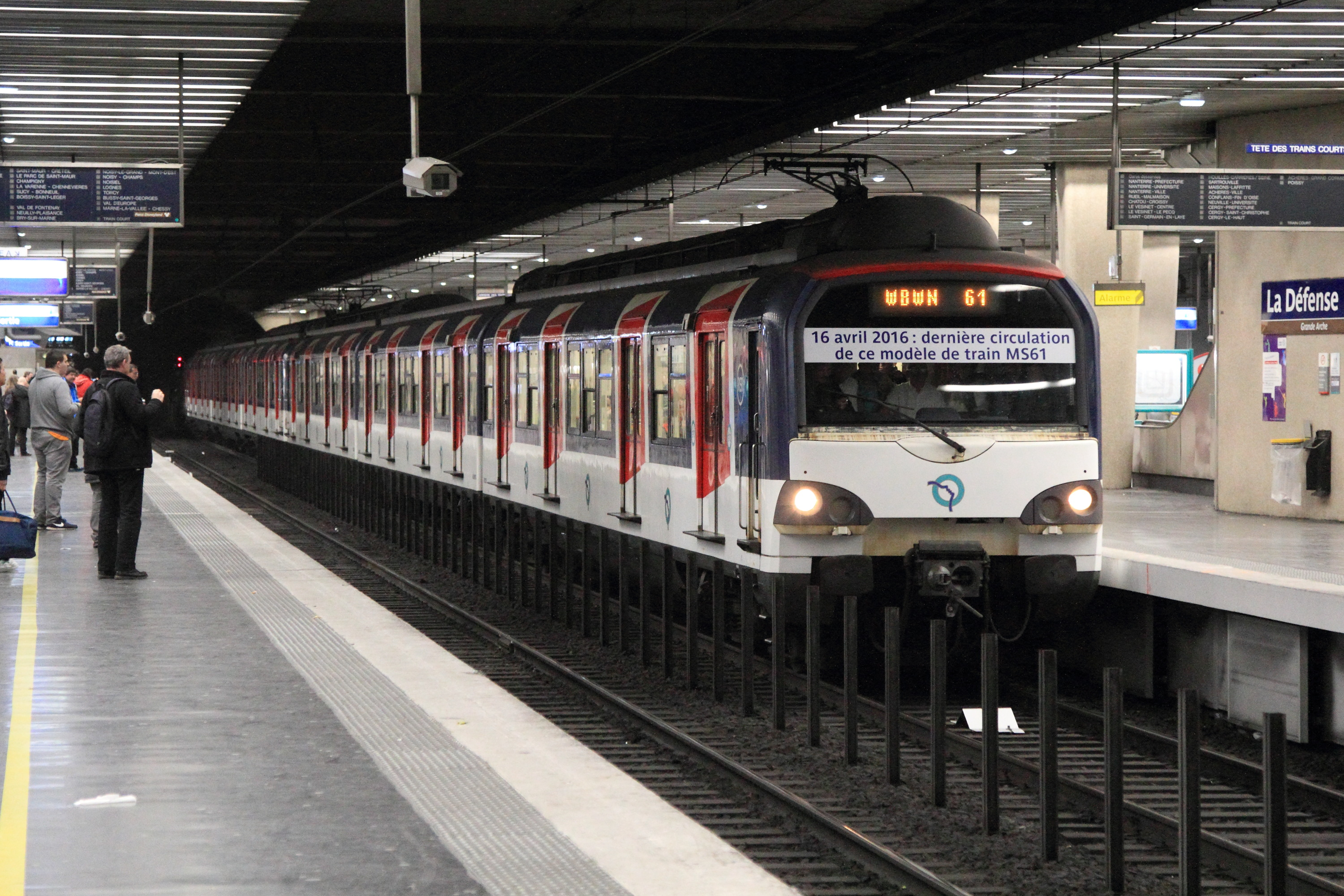
La dernière UM3 de MS 61, le 16 avril 2016. Cette rame assurait une mission NBZZ, origine La Défense et terminus Boissy.

En 2009, la ligne était équipée de rames MS 61, MI 84 et MI 2N, mais étant soumise à une croissance toujours importante du trafic, le 8 avril 2009, la RATP passe commande, auprès du même consortium, de rames MI 09, version modernisée du MI 2N, pour à terme généraliser les trains à deux niveaux sur la ligne. Dans un premier temps, leur livraison provoque le transfert des MI 84, moins capacitaires que les MS 61, sur la ligne B.
Par la suite, ce matériel se retrouvant insuffisamment capacitaire au regard des besoins sur les missions les plus chargées, (entre Marne-la-Vallée d'une part, et la zone SNCF d'autre part), les trains de cette se voient cantonnés aux missions des branches Saint-Germain-en-Laye et Boissy-Saint-Léger à partir du 10 avril 2014, puis sont définitivement radiés le 24 février 2017. Cette date marque la fin définitive du matériel à un niveau sur la ligne.
En parallèle, les MS 61, n'étant pas capables d'assurer les missions interconnectées, et étant restreints de plus aux missions entre les deux terminus méridionaux pour les mêmes raisons que les MI 84, sont radiés le 16 avril 2016.

### Ateliers
Le matériel roulant de la ligne A est entretenu dans différents ateliers situés pour la plupart en zone RATP.
En effet, la maintenance quotidienne des rames de la RATP est assurée par les ateliers de Sucy-en-Brie, Rueil-Malmaison et Torcy. Cependant, la révision périodique du matériel roulant n'est assurée que par les ateliers de Sucy et de Rueil. À ces quatre ateliers, s'ajoute quatre centres de dépannage des rames s'occupant de la maintenance de proximité pour les interventions correctives de courte durée. Ces centres sont situés à Achères (sur le domaine SNCF), Torcy, La Varenne - Chennevières et Boissy-Saint-Léger,.

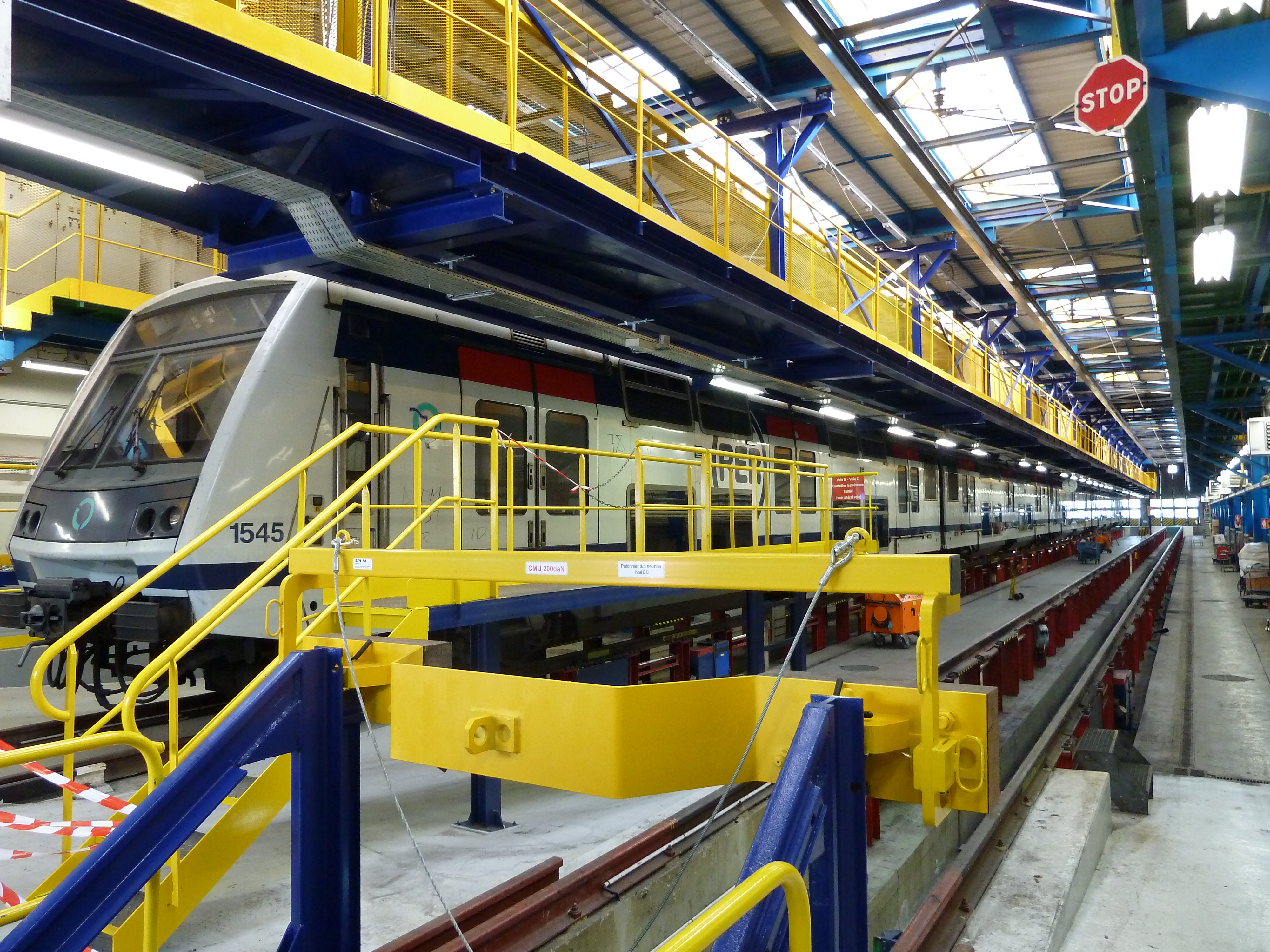
MI 2N en visite fosse/toit à l'atelier de Sucy-en-Brie.

L'atelier de Sucy-en-Brie se situe entre les gares de Sucy - Bonneuil et de Boissy-Saint-Léger. Avec une surface de 36 000 m2 à l'origine, 128 400 m2 en 2010, il est le plus grand atelier de la RATP. Il assure l'entretien de la moitié du parc des MS 61 et des MI 84, et exécute toutes les révisions et rénovations du matériel de la ligne ainsi que celle de la ligne B, en particulier dans le domaine des caisses, de la traction et des équipements électriques, des roulements ainsi que des approvisionnements et de la logistique,.
L'atelier de Rueil-Malmaison a une surface de 37 000 m2. Il a été mis en service en 1970 à l'emplacement d'un ancien atelier SNCF, afin d'effectuer la maintenance des rames de la navette Étoile - La Défense. Il assure, depuis la réalisation complète de la ligne en 1977, l'entretien quotidien de l'autre moitié du parc des MS 61. Il procède également, avec celui de Sucy, à la révision des matériels, avec une spécialisation vers les attelages, les appareillages pneumatiques et les équipements de traction. Il assure par ailleurs l'entretien des véhicules de maintenance des infrastructures,.
L'atelier de Torcy, plus modeste par sa surface de 3 600 m2, se limite à la maintenance des MI 84 et de la totalité des MI 2N Altéo, ainsi que la maintenance préventive (visite de sécurité) d'une partie des rames MI 84. L'atelier dispose de trois voies de maintenance pour l'ensemble de ces opérations. Il traite également le reprofilage des roues de l'ensemble des matériels de la ligne.

### Personnel d'exploitation

#### Gestion de la ligne

Répartition des agents RATP (en vert) et SNCF (en carmillon) au sein du CCU

La ligne A est aujourd'hui principalement gérée depuis le Centre de Commandement Unique ou CCU, situé à Vincennes. Cette salle, la troisième de l'histoire de la ligne, conçue dans un nouveau bâtiment dédié, comprend en son sein:
- Le Superviseur Principal d'Exploitation ou SPE, chef d'orchestre de la salle[116],
- Les agents chargés de l'information voyageurs, à savoir dans le détail:
  - Les agents RATP ASIMUT[117] et le GIPV SNCF, pour la rédaction des messages sur les écrans IMAGE et IENA,
  - Les agents RATP du CDSMG[note 7] (entre autres missions) et les R'LIV SNCF pour les annonces sonores dans les gares de banlieue,
- Le Community Manager du compte X (ex-Twitter),
- Deux correspondants RATP de la direction du Materiel Roulant Ferroviaire (MRF) chargé de l'interface avec les ateliers et postes de visite,
- Un CREG Informateur, qui informe l'ensemble des conducteurs en cas de perturbation[118],
- Un agent SNCF (le Gestionnaire de Moyens ou GM) chargé de l'organisation des ressources humaines et matérielles[119],
- Les régulateurs RATP dits "CREG" et le régulateur SNCF de la ligne,
- Un agent SNCF (le Gestionnaire du plan de Transport et de l'Information voyageurs ou GTI) qui agit sur le plan de transport en amont de la circulation des trains[120],
- Les aiguilleurs RATP et les Agents Circulations (ou AC) SNCF, ces derniers contrôlant directement les 3 gares de Cergy,

Les seules fonctions qui ne soient pas rassemblées au sein du CCU sont:
- La gestion de l'énergie électrique côté SNCF, qui dépend d'un central à Pont Cardinet,
- La surveillance et la sonorisation de certaines gares:
  - Pour les gares de Nation à La Défense, elles dépendent d'un centre de surveillance local dans chacune d'entre elles[121]
  - Pour les gares en zone SNCF[122], elles dépendent d'un centre de surveillance commun au réseau Transilien implanté rue du Commandant Mouchotte à Paris[123],[124]
- La commande des circulations côté SNCF hors Cergy, qui dépendent du PA de Sartrouville et du CCU de la ligne E à Pantin[125]
- Les écrans "météo du trafic" (SNCF) et les messages d'info trafic sur les écrans IMAGE (RATP), qui dépendent respectivement du PC Info Transilien[note 8],[126],[127] et de la Permanence Générale[note 9],[117]

##### Historique de la gestion de la ligne
Côté RATP
Vincennes a toujours été un point névralgique de l'exploitation du RER A. Dès 1969, un premier Poste de Commandement Centralisé (PCC) voyait le jour, dans un bâtiment jouxtant l'actuel CCU. Ce premier PCC avait en charge les deux tronçons du futur RER, à savoir la ligne du métro régional de Nation à Boissy-Saint-Léger, ainsi que la partie de Charles-de-Gaulle - Étoile à Saint-Germain-en-Laye, puis dès 1977 la nouvelle ligne RER A fraîchement interconnectée et prolongée à l'est. Devenu obsolète à la faveur des progrès technologiques rapides durant cette période, il sera remplacé en 1993 par un nouveau, à l'immédiate proximité et situé sur la même parcelle.
Le 21 octobre 2008, la RATP inaugure le Centre de Surveillance Multi-Gares (CDSMG),, à Val d'Europe. Ce centre répond à trois objectifs :
- assurer une supervision des équipements des gares (escaliers mécaniques, ascenseurs, interphones...) et passer les dépêches (demandes d'intervention) au maximum à la place des agents sur place ;
- être l'interlocuteur unique du PCC en cas de perturbation et diffuser des annonces sonores partout où cela est nécessaire, en étant garant d'une cohérence de l'information entre les gares ;
- assister les agents dans les phases les plus sensibles (ouverture, fermeture), le voyageur dans son quotidien, par la vidéosurveillance et le suivi des alarmes de toutes natures.

Dans le cadre d'un plan d'amélioration de la ligne A, le centre déménage à Vincennes et rejoint le PCC dans le courant de l'année 2013
Le compte Twitter de la ligne, à l'origine purement RATP, est depuis le 2 novembre 2016 "unifié": bien que géré toujours géré par la RATP, il renseigne désormais aussi sur ce qu'il se passe en zone SNCF. Il est géré de 6 h à 20 h par le PCC/CCU, et le reste du temps par la Permanence Générale (PG) située à la Maison de la RATP près de Gare de Lyon,
À partir de 2018, des travaux sont entrepris au sein du poste afin d'accueillir les agents SNCF responsables de la ligne. Le 2 mars 2019, ce sont quatre agents SNCF (un régulateur, un GIPV, un GTI et un GM), en provenance directe du COT qui rejoignent le nouvellement modernisé PCC devenu pour l'occasion le premier Centre de Commandement Unique de l'histoire de la ligne, le second derrière celui de la ligne B. À l'issue des travaux de la 4e voie de Cergy-le-Haut, fin août 2019, c'est un agent circulation (le seul de la zone SNCF dont le travail concerne exclusivement les lignes A et L) qui entre au CCU.
Côté SNCF
Du côté de la SNCF, l'exploitation a toujours été plus décentralisée :

Schéma de l'information voyageurs avant la mise en place du CCU.

Depuis son ouverture, le 26 mai 2005, le Centre Opérationnel Transilien (COT) de Paris-Saint-Lazare avait en charge les mêmes fonctions que le PCC de Vincennes (régulation, pilotage des écrans d'information voyageurs, gestion du plan de transport...) mais pour la partie SNCF de la ligne.
Dans le cadre d'un "plan d'action" L nord / A, un nouveau COT réorganisé par ligne (le précédent était organisé par métier) pour une meilleure efficacité a ouvert ses portes le 1er septembre 2014. C'est à la même date qu'ont été créé le poste de Correspondant RER A et le PIVIF (voir infra) d'Asnières.
La sonorisation des gares était gérée:
- Jusqu'au 1er octobre 2014:
  - Par le Poste d'Information Voyageurs (PIV) de Sartrouville pour les gares de Houilles à Maisons-Laffitte
  - Par les Postes d'Aiguillage (PA) pour les autres gares, incluant celle de Nanterre-Université
- Du 1er octobre 2014 au 1er octobre 2023 à 14 h: depuis le Poste d'Information Voyageurs d'Île-de-France (PIVIF), contigüe à la gare d'Asnières-sur-Seine[142].
- Depuis lors, par le CCU de Vincennes[143]

Le Poste de Coordination de l'information Transilien (PC Info),, , structure transverse et commune à l'ensemble du réseau SNCF Transilien, gérait quant à lui les médias d'information à distance:
- Le site internet Transilien, son pendant mobile Transilien.mobi et l'application éponyme
- Le serveur vocal 36 58 et celui SMS 4 10 20
- Le service Mon Alerte

La commande des itinéraires se faisait localement, via les postes de Sartrouville, Achères, Cergy-Saint-Christophe et Poissy
Enfin, de 2014 à 2018, l'interface entre les deux centres de commandement (PCC RATP et COT SNCF) se faisait via deux agents appelés Correspondants RER A ou CREA :
- le CREA RATP prend son service le matin au PCC. Il s'informe de l'état des moyens en materiel roulant et fait un point sur les circulations, avant de se rendre au COT. Tout en préparant les pointes de l'après-midi, il aura pour tâche d'anticiper les problèmes en fonction des informations communiquées par Vincennes et d'être le relais entre les deux entités ;
- le CREA SNCF prend son service au COT l'après-midi et effectue les mêmes tâches que son homologue de la RATP, mais prépare lui la pointe matinale du prochain jour ouvré.

Ce poste, rendu obsolète par le concept même du CCU, est supprimé à sa mise en service officielle le 2 mars 2019.

#### Conduite des trains
En zone RATP, la conduite des trains est assurée par environ 500 conducteurs encadrés par une cinquantaine d’agents de maîtrise regroupés au sein de l’unité opérationnelle « Transport ligne A », unité dont dépendent d'ailleurs les 120 agents d’assistance à la fermeture des portes. Ces personnels sont exclusivement affectés à la conduite sur la ligne A et sont répartis dans quatre « attachements conduite » situés à Torcy, La Varenne, Nanterre-Préfecture et Rueil-Malmaison ; la direction de cette entité est installée à Vincennes.
En zone SNCF, elle est assurée par les 220 conducteurs de l’unité de production d’Achères. Ces derniers peuvent, d'ailleurs, également conduire les trains des lignes Transilien L et J.
Le passage des trains de la zone SNCF à la zone RATP, et inversement, nécessite un changement de conducteurs, qui est assuré en gare de Nanterre-Préfecture pour les trains allant et arrivant de Poissy et de Cergy-le-Haut, gares situées en zone SNCF.

### Trafic

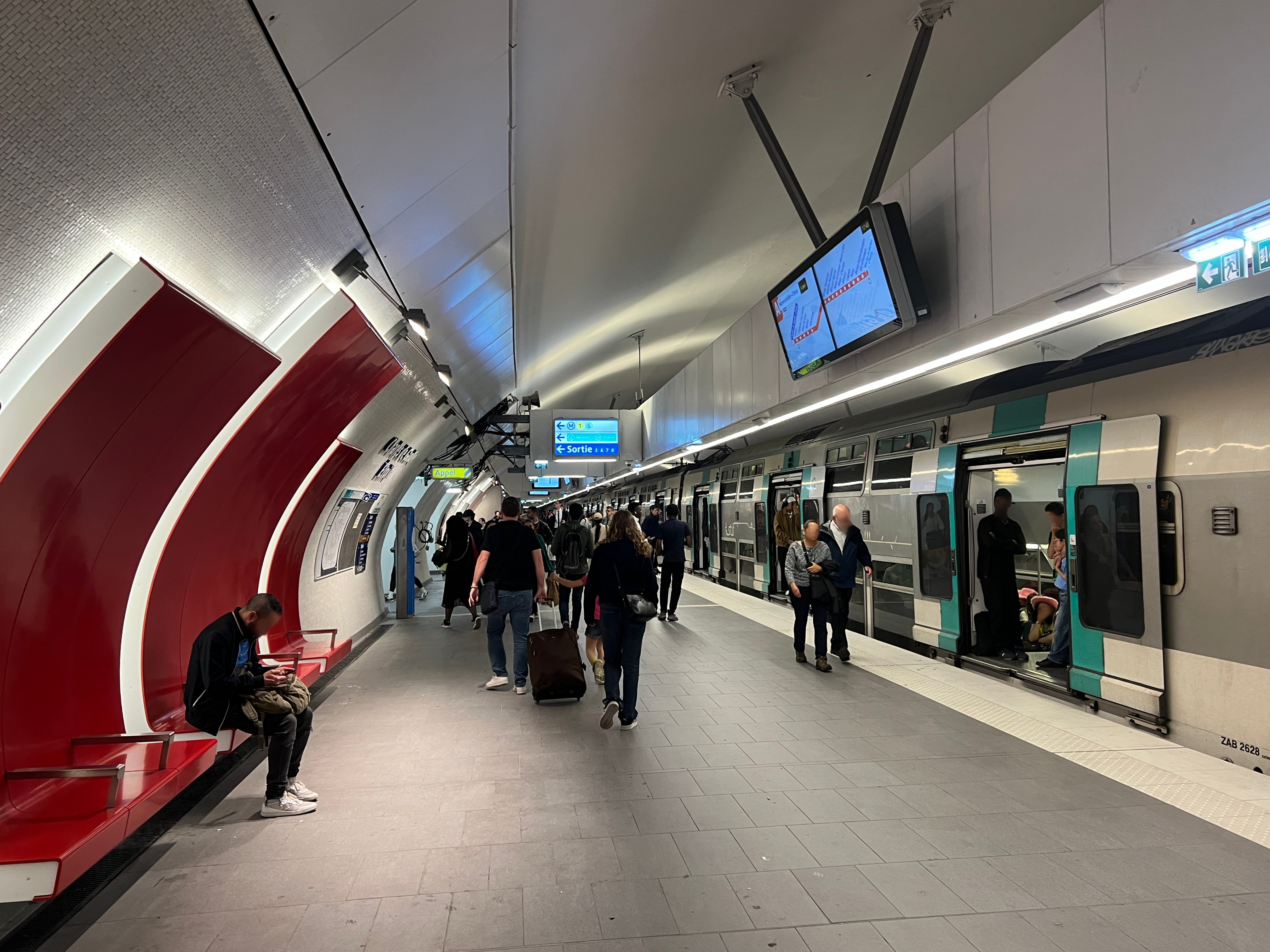
À Charles-de-Gaulle - Étoile.

La ligne A est la ligne de transport urbain qui connaît l'un des plus forts trafics au monde (en nombre moyen de voyageurs par jour).
Entre 1997 et 2006, le trafic a progressé de manière considérable : +54 % sur Paris-Centre, +36 % sur Est-Marne-la-Vallée, +33 % sur Seine-Arche, +29 % sur Paris-Est, +17 % sur Secteur Ouest, +16 % sur Est-Boissy, avec le seul -3 % du secteur Paris-Ouest (gare CDG-Étoile). De ce fait, depuis quelque temps, le trafic journalier moyen, pour un jour ouvrable, est supérieur au million de voyageurs, avec un maximum observé à 1,14 million.
Entre 2001 et 2011, la branche de Marne-la-Vallée a vu son trafic augmenter d’environ 6 millions de voyageurs. En effet, le trafic de la gare du Val d'Europe est passé de 0 à plus de 3 millions de voyageurs entrants et les gares de Chessy, Bussy-Saint-Georges et Torcy ont gagné chacune environ 1 million de voyageurs.
En 2011, la ligne représente environ 25 % du trafic de l’ensemble RER + Transilien, soit plus de 309,36 millions de voyages, ce qui est un peu plus que les lignes RER C et D réunies. La répartition du trafic est inégale entre tronçon central et branches, le tronçon central représentant à lui seul près de 60 % de l’ensemble. Ceci prouve que la ligne est utilisée par certains voyageurs comme un « métro rapide », pour des trajets effectués au sein du tronçon central. Par secteur, le trafic annuel a été :
- sur le tronçon central, de 174,94 millions de voyages dont 56,5 % aux heures de pointe de soirée ;
- sur la branche Marne-la-Vallée, de 47,78 millions de voyages dont 15,4 % aux heures de pointe de soirée ;
- sur les branches de Cergy et de Poissy, de 32,08 millions de voyages soit 10,4 % aux heures de pointe de soirée ;
- sur la branche de Saint-Germain-en-Laye, de 30,91 millions de voyages soit 10 % aux heures de pointe de soirée ;
- sur la branche de Boissy-Saint-Léger, de 23,65 millions de voyages soit 7,7 % aux heures de pointe de soirée[SD 2].

Les gares RATP dont le trafic est supérieur à 5 millions de voyageurs entrants par an sont celles de Gare de Lyon (avec 39,05 millions), Châtelet – Les Halles (avec 34,60 millions), La Défense (34,04 millions), Auber (24,55 millions), Charles-de-Gaulle – Étoile (22,49 millions), Nation (20,20 millions), Val de Fontenay (11,37 millions), Noisy-le-Grand-Mont d’Est (6,84 millions), Rueil-Malmaison (6,62 millions), Nanterre-Préfecture (avec 5,93 millions de voyageurs entrants), Vincennes (5,87 millions) et Nanterre-Université (5,21 millions). Ces gares sont, pour la plupart, situées sur le tronçon central.
Entre 2007 et 2017, le trafic voyageurs a beaucoup évolué : il a augmenté de 20 % en moyenne sur toute la ligne, a diminué de 20 % dans le tronçon central et a augmenté de 50 % sur la branche de Marne-la-Vallée.

### Tarification et financement
La tarification de la ligne est identique à celle en vigueur sur les réseaux RER et Transilien. Un ticket « métro-train-RER », qui remplace les ticket t+ et le billet origine-destination au 1er janvier 2025, permet un trajet simple quelle que soit la distance, avec une ou plusieurs correspondances possibles avec les autres lignes de métro, de Transilien ou de RER pendant une durée maximale de 2 h entre la première et dernière validation. En revanche, un ticket « métro-train-RER » ne permet pas d'emprunter les bus et les tramways, à l'exception des lignes « Tram Express » à titre temporaire.
Cependant, les tarifs fixés par Île-de-France Mobilités se limitent à l'Île-de-France et ne s'appliquent pas aux relations avec les gares situées dans les régions voisines, les voyageurs devant ainsi s'acquitter d'un titre de transport TER pour accéder aux gares « hors zones » situées dans les régions Centre-Val de Loire, Hauts-de-France et Normandie.
Le financement du fonctionnement de la ligne (entretien, matériel et charges de personnel) est assuré par l'exploitant, RATP ou SNCF selon les lignes. Cependant, les tarifs des billets et abonnements dont le montant est limité par décision politique ne couvrent pas les frais réels de transport. Le manque à gagner est compensé par l'autorité organisatrice, Île-de-France Mobilités, présidée depuis 2005 par le président du conseil régional d'Île-de-France et composé d'élus locaux. Elle définit les conditions générales d'exploitation ainsi que la durée et la fréquence des services. L'équilibre financier du fonctionnement est assuré par une dotation globale annuelle aux transporteurs de la région grâce au versement mobilité payé par les entreprises et aux contributions des collectivités locales.

## Projets

### Plan d'action de la RATP

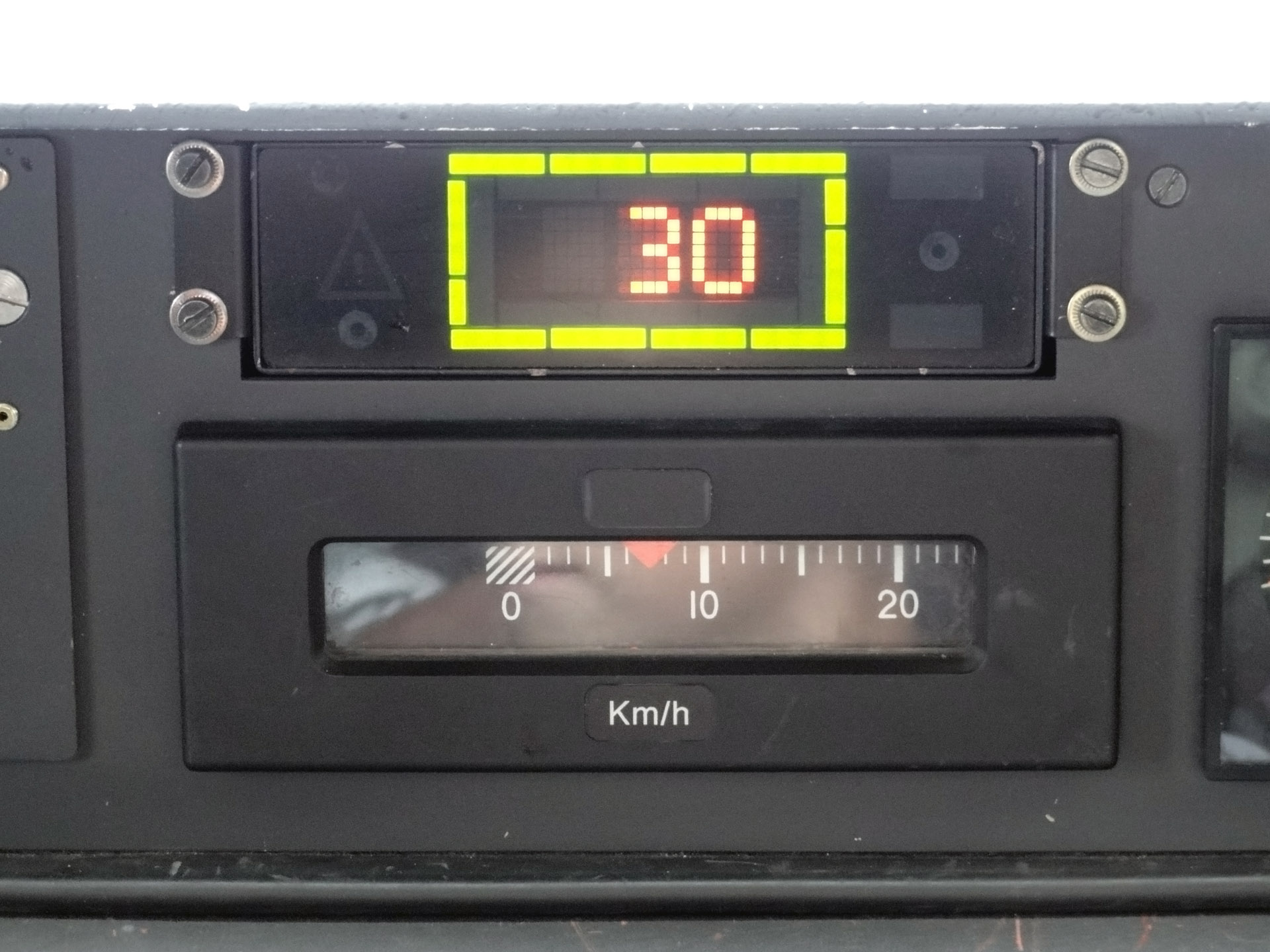
Indicateur SACEM sur le pupitre de conduite d'un élément MI 2N Altéo : la vitesse limite autorisée est de 30 km/h.

En juillet 2008, pour remédier à l'irrégularité en hausse de cette ligne, Pierre Mongin, président de la RATP, présente un plan d'action pour améliorer la qualité de service de la ligne A. Il propose une généralisation progressive du matériel roulant à deux niveaux (MI 2N), afin de permettre une amélioration de la capacité et de la régularité de la ligne A du RER, en remplacement des MI 84.
Le plan d'action de la RATP prévoit également un renouvellement du système SACEM et une extension de ce dernier jusqu'à Neuilly-Plaisance et éventuellement jusqu'à Noisy-le-Grand-Mont d'Est, afin de pouvoir fluidifier le trafic et bénéficier d'une fréquence de type métro, c'est-à-dire un train toutes les deux minutes, sur une plus grande étendue. Néanmoins, la volonté de la SNCF d'adopter un système similaire pour les lignes Transilien, particulièrement pour le prolongement vers l'ouest de la ligne E du RER d'Île-de-France, ainsi que l'obsolescence du système actuel, ont poussé la RATP à se joindre au projet NExT (« Nouveau système d'exploitation Transilien », renommé pour l'occasion « Nouveau système d'exploitation des trains »), devant être mis en service en 2020, rendu du coup compatible aussi bien avec la partie RATP qu'avec la partie SNCF. Ces projets ont été repris dans le schéma directeur de la ligne.

### Schéma directeur de la région Île-de-France
En septembre 2008, un nouveau Schéma directeur de la région Île-de-France (SDRIF), le document d'urbanisme et d'aménagement du territoire qui définit une politique à l'échelle de la région Île-de-France, est approuvé par le conseil régional francilien.
La création d'une gare de correspondance à Fontenay-sous-Bois est évoquée. Il s'agit de faire de cette dernière une véritable gare de bifurcation des branches Est de la ligne, celles de Marne-la-Vallée - Chessy et de Boissy-Saint-Léger, par la création de nouveaux quais sur la branche de Marne-la-Vallée : la gare de Fontenay-sous-Bois ne ferait plus partie de la branche de Boissy-Saint-Léger mais serait intégrée au tronçon central de la ligne ; la gare de Vincennes ne jouerait alors plus le rôle de gare de bifurcation des deux branches orientales.
Le SDRIF prévoit la réalisation de cette gare de bifurcation pour la période 2014 - 2020. Néanmoins, il n'a pas été repris dans le schéma directeur du RER A.
Il a été prévu de prolonger la branche de Marne-la-Vallée jusqu'à Meaux dont la gare deviendrait le terminus de la branche de Chelles - Gournay du RER E, ce qui permettrait une nouvelle correspondance entre les lignes A et E. Mais compte tenu de la saturation du RER A, ce prolongement n'est pas prioritaire mais une liaison par TCSP entre Meaux et Val d'Europe est envisagée.
Un autre prolongement a également été envisagé, cette fois avec la branche de Boissy-Saint-Léger jusqu'à Brie-Comte-Robert afin de désenclaver et mieux desservir le sud-est du Val-de-Marne. Ce projet, jugé trop coûteux et pouvant accentuer l'urbanisation, est remplacé par celui d'une ligne de TCSP reliant Brie-Comte-Robert à Maisons-Alfort.

### Schéma directeur du RER A
Le 9 février 2011, le conseil du STIF vote la définition d'un schéma directeur pour la ligne A du RER, à engager avec la RATP, RFF et la SNCF, qui est, une fois terminée, approuvée le 6 juin 2012.
Le schéma directeur de la ligne A présente un scénario global d’amélioration de la ligne à court, moyen et long termes, pour permettre l'amélioration de la régularité et de l’offre de la ligne, par thématiques : « Performances de la ligne », « La gestion des situations perturbées », « La réponse de l’offre aux besoins des voyageurs » et « La qualité de service ». Il représente 630 millions d’euros d’investissements pour l’infrastructure et 240 millions d’euros pour le matériel roulant.

#### Performances de la ligne

##### Court terme

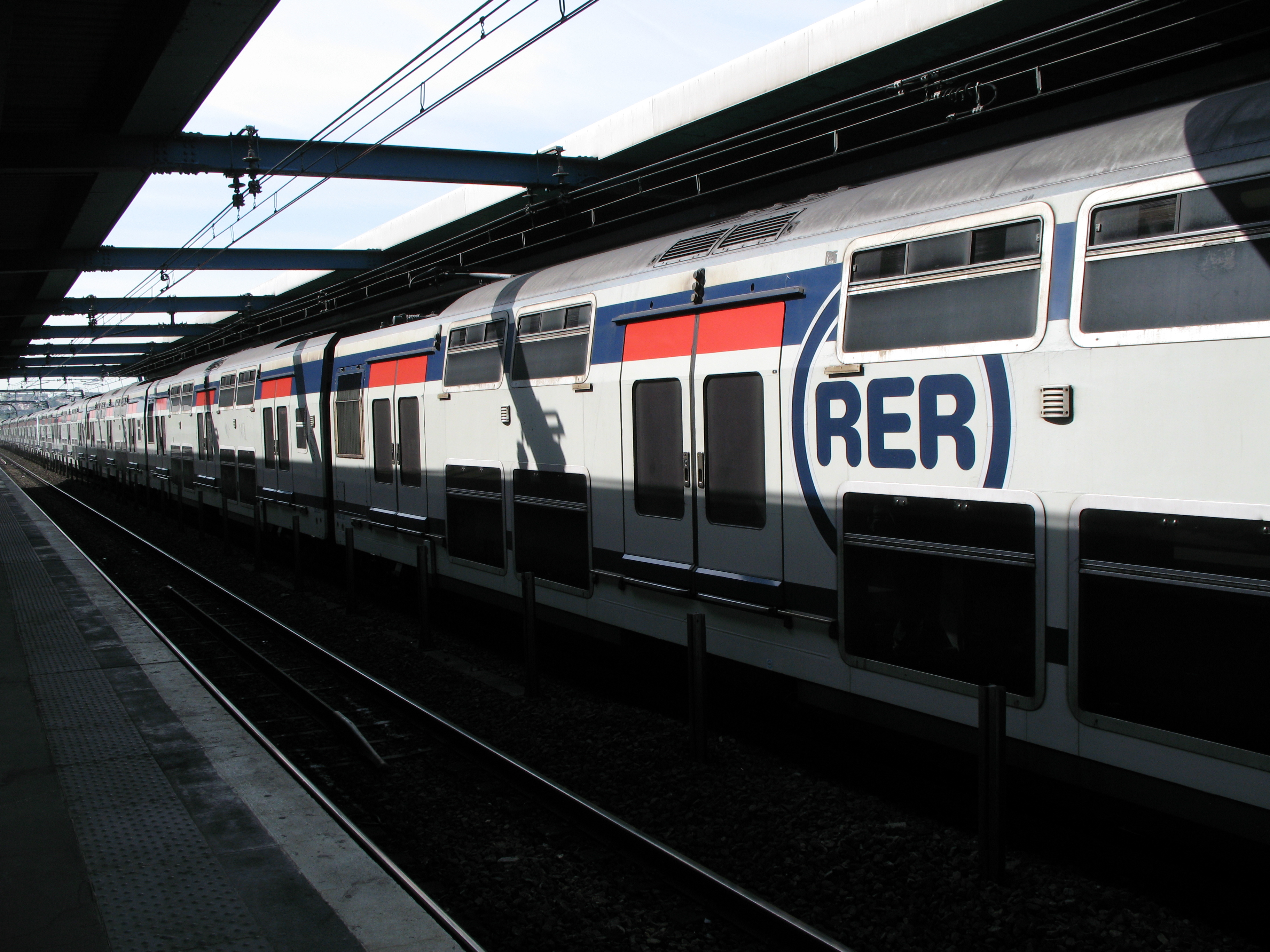
Les rames MI 2N desservent Marne-la-Vallée ; ici, l'une d'elles en gare de Neuilly-Plaisance.

Le schéma directeur prévoit, à court terme, quatre mesures :
- Poursuite de la livraison des rames MI 09, généralisation du matériel 2N et implantation eventuelle de portes palières. Depuis le retrait des MI 84 et la fin de la livraison des MI 09 en 2017, la ligne est entièrement équipée en matériel à deux niveaux. Concernant les portes palières, la RATP s'est montrée contre, invoquant une incompatibilité avec l'exploitation de la ligne[157],[158]. ;
- Renforcement de la communication entre la RATP et la SNCF. Cette mesure, qui implique plusieurs ajustements (partage d'information étendu, équipe dédiée au COT...) est effective depuis 2019 avec la mise en place du premier CCU ;
- Renforcement de la maintenance des infrastructures. Du côté RATP, la régénération des infrastructures du tronçon central s'est déroulée de 2015 à 2021. Côté SNCF, les travaux se poursuivent encore ;
- Suppression de la relève systématique à Nanterre-Préfecture. La suppression de la relève, envisagée à l'époque du schéma (2012), avait pour but de réduire les sur-stationnements[note 10] et par conséquent réduire les retards des trains terminus/origine en zone SNCF. Longtemps boudée, elle semble aujourd'hui abandonnée : en 2024, après une étude, IDFM s'est prononcé contre la suppression de la relève, indiquant que le bénéfice usager serait nul. Les deux transporteurs mettent en avant les progrès permis par le nouveau CCU dans la gestion de la ligne pour renforcer ce point de vue[159].

##### Moyen terme
Le schéma directeur prévoit à moyen terme, de nombreuses mesures, dont certaines sont en place en 2024. Ces mesures visent à retrouver de la marge dans le tronçon central et aux abords de celui-ci, et de réduire les difficultés des branches Cergy et Chessy, les plus chargées.
Ces mesures s'appuient sur de lourds investissements, qui nécessiteront des études, des procédures administratives et de longs chantiers.

###### Pilotage automatique sur le tronçon central
La mise en œuvre d’un pilotage automatique type GOA2, basé sur le système SACEM, dans le tronçon central, permet un meilleur respect des temps de parcours dans le tronçon central, grâce à la maximisation et l'homogénéisation de la vitesse dans la zone. Le projet, initié en 2011, a été materiellement lancé le 27 avril 2017 et est depuis janvier 2019 entièrement déployé sur le parc. Le coût de ce dispositif est estimé à près de 30 millions d'euros (2011).

###### Dispositifs d'aide à l'exploitation de la ligne

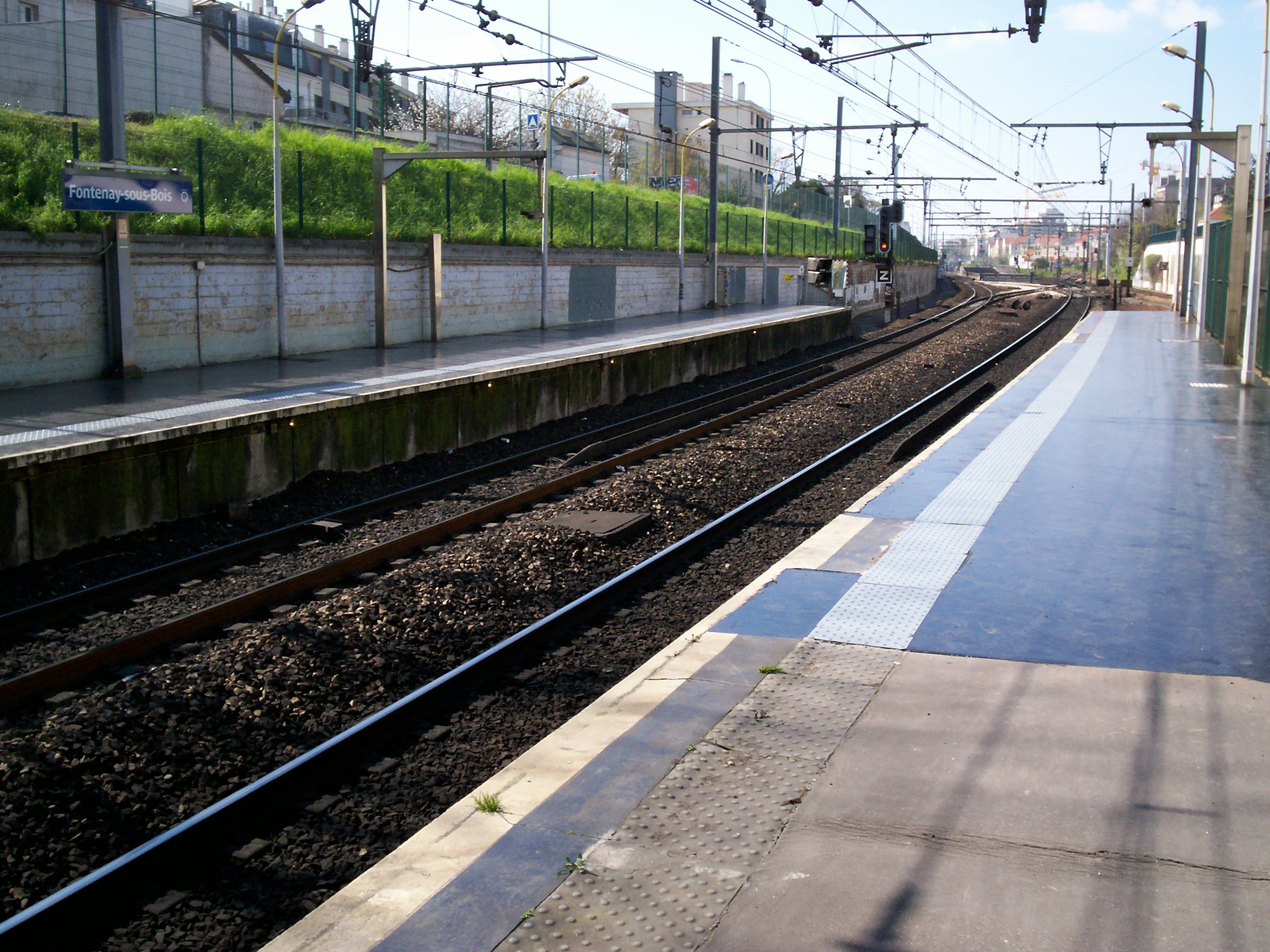
Vue en direction de la convergence de Fontenay-sous-Bois, depuis la gare du même nom, en avril 2007.

La mise en œuvre d’un dispositif d’aide au respect du temps de stationnement est envisagée afin de mettre un terme aux variations importantes des temps de stationnement constatés sur le tronc commun, avec une tendance à des dépassements du temps maximal théorique de 50 secondes pour de nombreux trains, surtout à Gare de Lyon (40 % des trains) et à Châtelet - Les Halles (45 % des trains). À ce stade d’étude, le coût d’un tel outil est estimé entre 2 et 3 millions d'euros (2011) pour une mise en œuvre à l’horizon 2018.
La mise en œuvre d’un outil d’aide à la régulation des convergences est envisagée afin de lutter contre la dispersion importante des intervalles et les ralentissements au droit de la bifurcation de Fontenay-sous-Bois, qui influence fortement les performances de la ligne aux heures de pointe. Cet outil serait à la disposition des chefs de régulation et servirait à les alerter lorsque l’heure d’arrivée des trains constatée aux gares en amont de la bifurcation laisserait prévoir un conflit de signalisation à ce point, voire un déclassement entre missions, source de perturbations. La pertinence d'un tel système, qui a été démontrée à la sortie de la bifurcation de Fontenay, pourrait réduire d'un tiers la dispersion des intervalles. À ce stade d’étude, le coût d’un tel outil est estimé à environ 0,5 million d'euros (2011) pour une mise en œuvre à l’horizon 2016.

###### Extension du SACEM
L'extension du Système d'aide à la conduite, à l'exploitation et à la maintenance (SACEM) jusqu'à Noisy - Champs, est prévue pour fin 2024. Cette mesure permettra la généralisation des arrêts en gare de Neuilly-Plaisance, actuellement impossible du fait d'une signalisation insuffisante. L'offre restera, au moins dans un premier temps, identique en dehors de l'arrêt supplémentaire.

###### Facilitation des échanges et dégarages à Torcy

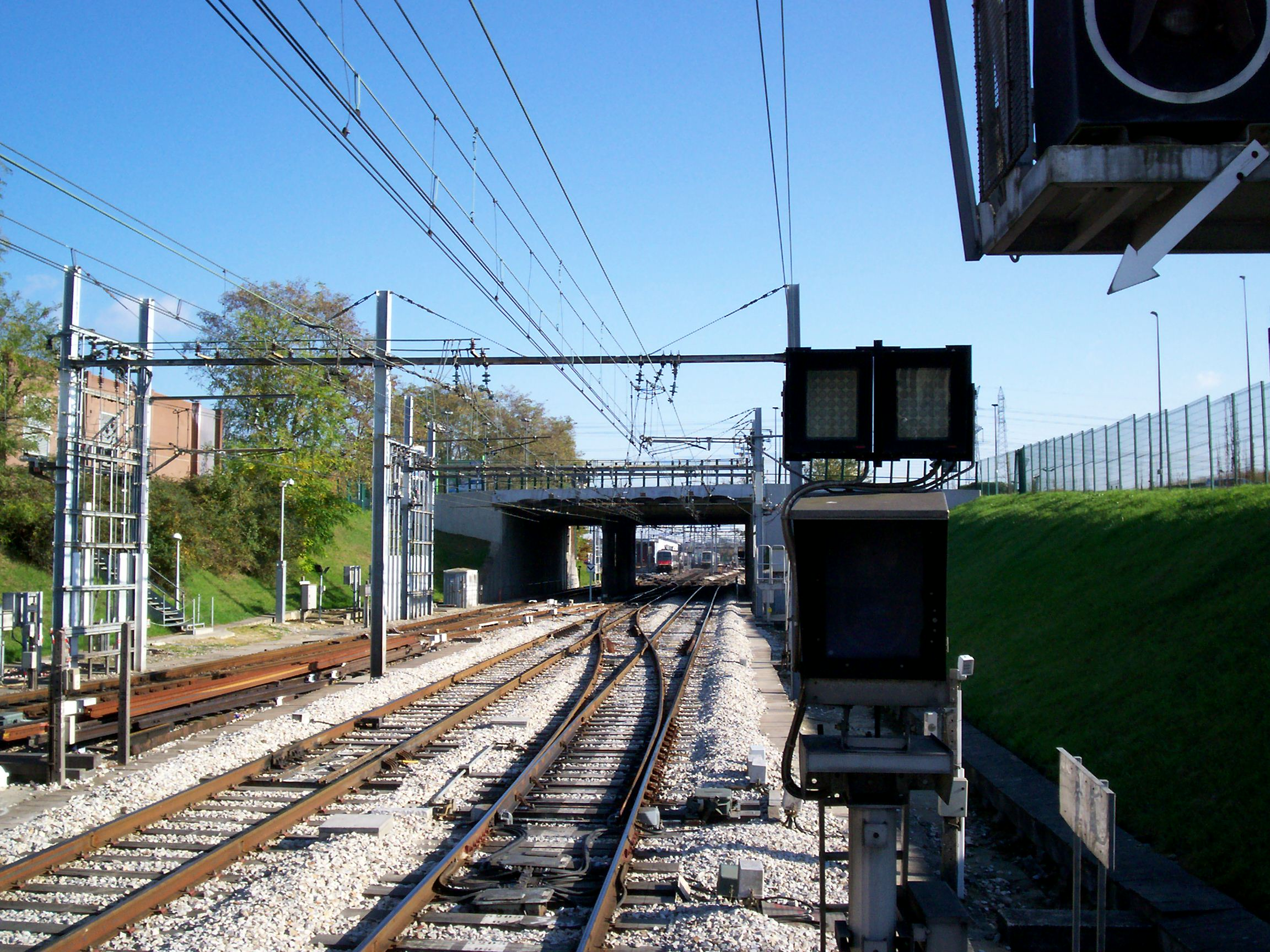
Vue depuis la gare de Torcy vers le site de garage de la gare, en novembre 2007.

La facilitation des échanges et des dégarages à Torcy est proposée pour réduire fortement le risque de prise de retard lors des dégarages comme des garages, et pour permettre également de limiter les conséquences des incidents pouvant survenir sur la voie 2, en prolongeant la voie 3. L’idée qui a été explorée par la RATP est d’utiliser pleinement les trois voies, la voie 1 (voie centrale) pourrait être empruntée par les trains de l’un ou l’autre sens, en complétant le plan de voie en avant-gare, par l’implantation d’une communication de voies sur le viaduc existant et par le prolongement de la voie 3 avec raccordement à la voie 1 côté Paris (suppression de l’impasse actuelle), ce qui nécessitera la construction d’un nouveau viaduc parallèle à celui existant.
Ce projet est abandonné, la RATP justifiant cela par la complexité en termes de génie civil

###### Amélioration du terminus et des garages de Cergy-le-Haut
La réfection du plan de voies en avant-gare de Cergy-le-Haut, ajouté à la création d'une quatrième voie permet d'optimiser la fonction de terminus de cette gare. Les travaux ont débuté en février 2017 et se sont terminés en août 2019. Par rapport au schéma directeur, la communication croisée en avant-gare n'a pas été réalisée.
De plus, la capacité de garage de la gare de Cergy-le-Haut est insuffisante par rapport aux besoins actuels. Pour remédier à cette situation, SNCF Réseau a étudié la possibilité d’augmenter le nombre de positions de garage en arrière-gare, sur la commune de Courdimanche, afin de pouvoir accueillir jusqu'à vingt rames doubles, au lieu de trois actuellement, avec une possibilité de phasage dans la réalisation après que les dix premières positions auront été créées. Le schéma directeur précise qu'il sera nécessaire d'installer une machine à laver et de créer un atelier de maintenance uniquement si le projet à vingt rames doubles est retenu. Selon le scénario final retenu, la livraison des travaux devrait avoir lieu en 2018-2019, pour un coût prévisionnel allant de 74 à 310 millions d'euros (2011), mais les travaux n'ont toujours pas commencé en 2024 et ne semblent pas prévus.
L'arrière-gare de Cergy-le-Haut n'ayant pas été conçue à l'origine comme un terminus (la SNCF prévoyait de réaliser une boucle jusqu'à Neuville-sur-Oise, en passant par Jouy-le-Moutier, avant d'abandonner définitivement le projet), les études portent sur un terrain exigu et à proximité immédiate de nombreuses habitations. Les riverains se sont constitués en association pour faire évoluer le projet, notamment lors de la concertation du second semestre 2014.

###### Renforcement de la robustesse et de l'offre à Chessy
Le schéma directeur prévoyait l'extension de l'arrière-gare de Marne-la-Vallée dans le but de renforcer l'offre vers cette dernière par le prolongement des mission Torcy.
Ainsi, le projet implique de créer de nouvelles positions de garage (afin de garer jusqu'à 16 trains de plus, décongestionnant le site de Torcy) et un nouveau trottoir, permettant la mise en place d'une nouvelle manœuvre de retournement. Cette manœuvre, qui s'affranchirait des cisaillements (elle est dite pour cela « enveloppante »), permettrait en sus de mieux absorber les retards à l'arrivée et de faciliter les garages/dégarages tout au long de la journée, au bénéfice de la robustesse.
Enfin, l'augmentation de la desserte de l’extrémité de la branche de Marne-la-Vallée implique un renforcement de l’alimentation électrique sur la portion Torcy – Chessy, en créant deux postes de redressement supplémentaires. À ce stade des études, la faisabilité de l’adaptation à l’extrémité de la branche de Marne-la Vallée coûterait au moins 80 millions d'euros (2011) pour une mise en service prévue à l'horizon 2022.

###### Adaptation de la capacité de garage de La Varenne

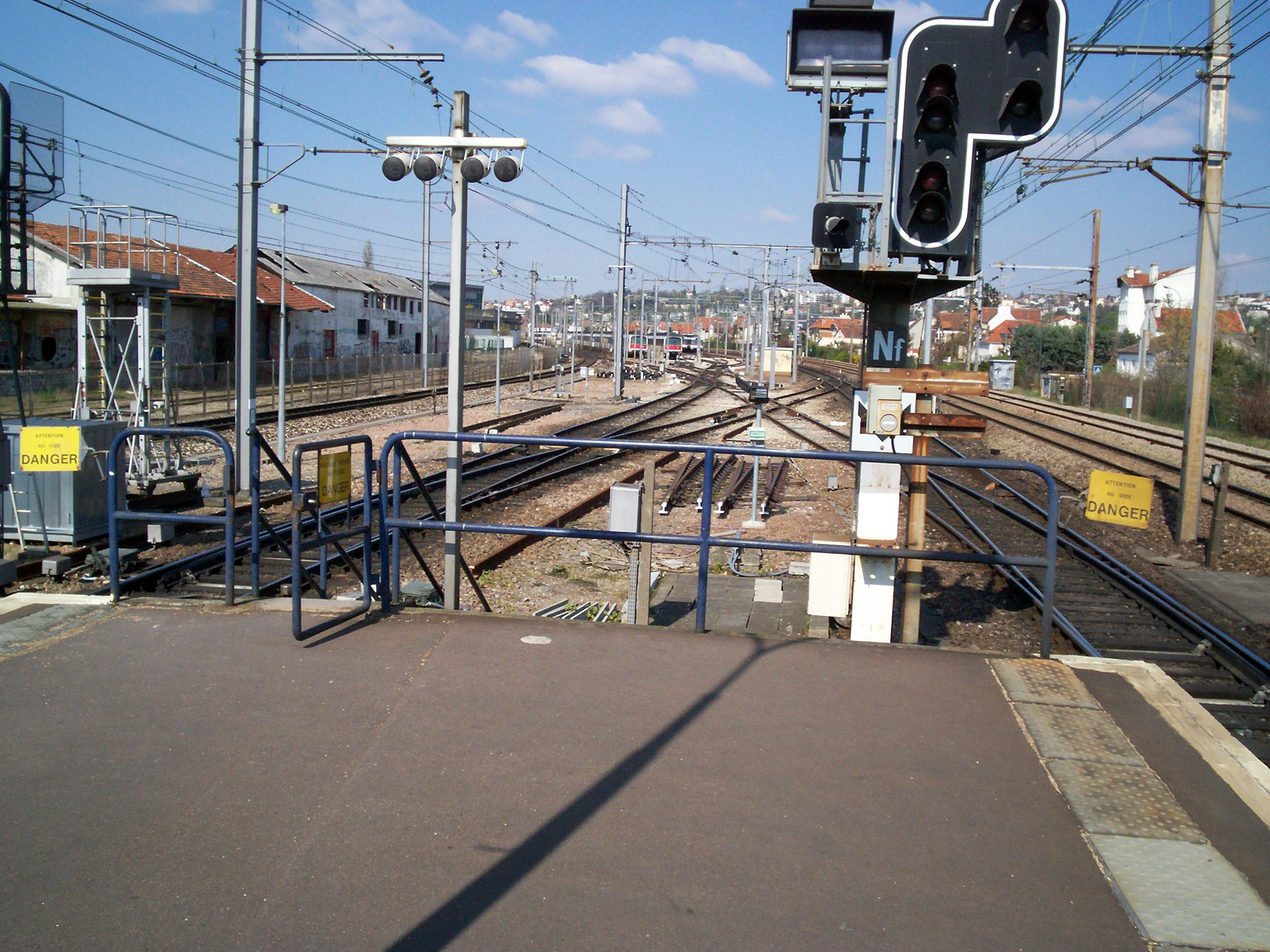
Vue du site de garage de La Varenne - Chennevières, en avril 2007.

L'adaptation de la capacité de garage à La Varenne - Chennevières est également proposée, pour pouvoir garer deux trains longs de MI 2N ou MI 09. Il nécessiterait la réutilisation de l’ancienne voie 4 de RFF, non électrifiée et désaffectée, qui serait modernisée pour l'occasion.
Le coût de sa modernisation est estimé à 7 millions d'euros (2011). Ce projet est entériné en novembre 2014 pour devenir opérationnel fin 2017.

#### Gestion des situations perturbées
Le schéma directeur du RER A prévoit l'amélioration de la gestion des flux de voyageurs dans les grandes gares, par la création ou le renforcement de la capacité de retournement dans plusieurs gares :
- La Défense: création d'une communication voie 1 vers voie 2[note 11] en après-gare. Prévu initialement pour 2017, le projet semble ne plus être à l'ordre du jour ;
- Charles-de-Gaulle - Étoile: voie 1 vers voie 2 en avant-gare. Prévu initialement pour la même année, cette communication a finalement été posée en 2018 et est entrée en service en 2022. Une communication supplémentaire, contigüe, dans le sens voie 2 vers voie 1, a également vu le jour ;
- Nanterre-Université: raccordement de la voie centrale ou du tiroir de La Garenne-Colombes aux voies 1 et 2 de la ligne L. Ce projet, le plus ambitieux, visait à compenser l'impossibilité de dérouter les matériels 2N sur Saint-Lazare pour les raisons évoquées plus haut. Initialement prévu pour 2018, le projet (qui s'articulait également avec le schéma directeur de la ligne L nord) n'est aujourd'hui (2024) plus envisagé ;
- Val-de-Fontenay: créations de deux communications de part et d'autre de la gare. Prévu initialement pour 2018, le projet semble ne plus être à l'ordre du jour. Le schéma directeur prévoyait également la banalisation des voies entre Sartrouville et Nanterre-Préfecture, mais ce projet ne semble plus être à l'ordre du jour.

#### Réponse de l’offre aux besoins des voyageurs
Les mesures à court terme ont été mises en application au cours de l'année 2013 : diminution du nombre de semaines en service allégée durant l'été (depuis l'été 2013), renforcement de l'offre durant l'été sur la branche Chessy (depuis l'été 2013), renforcement de l'offre en période scolaire en fin de pointe de soirée en direction de Cergy et Poissy (depuis décembre 2013),,.

##### À moyen terme

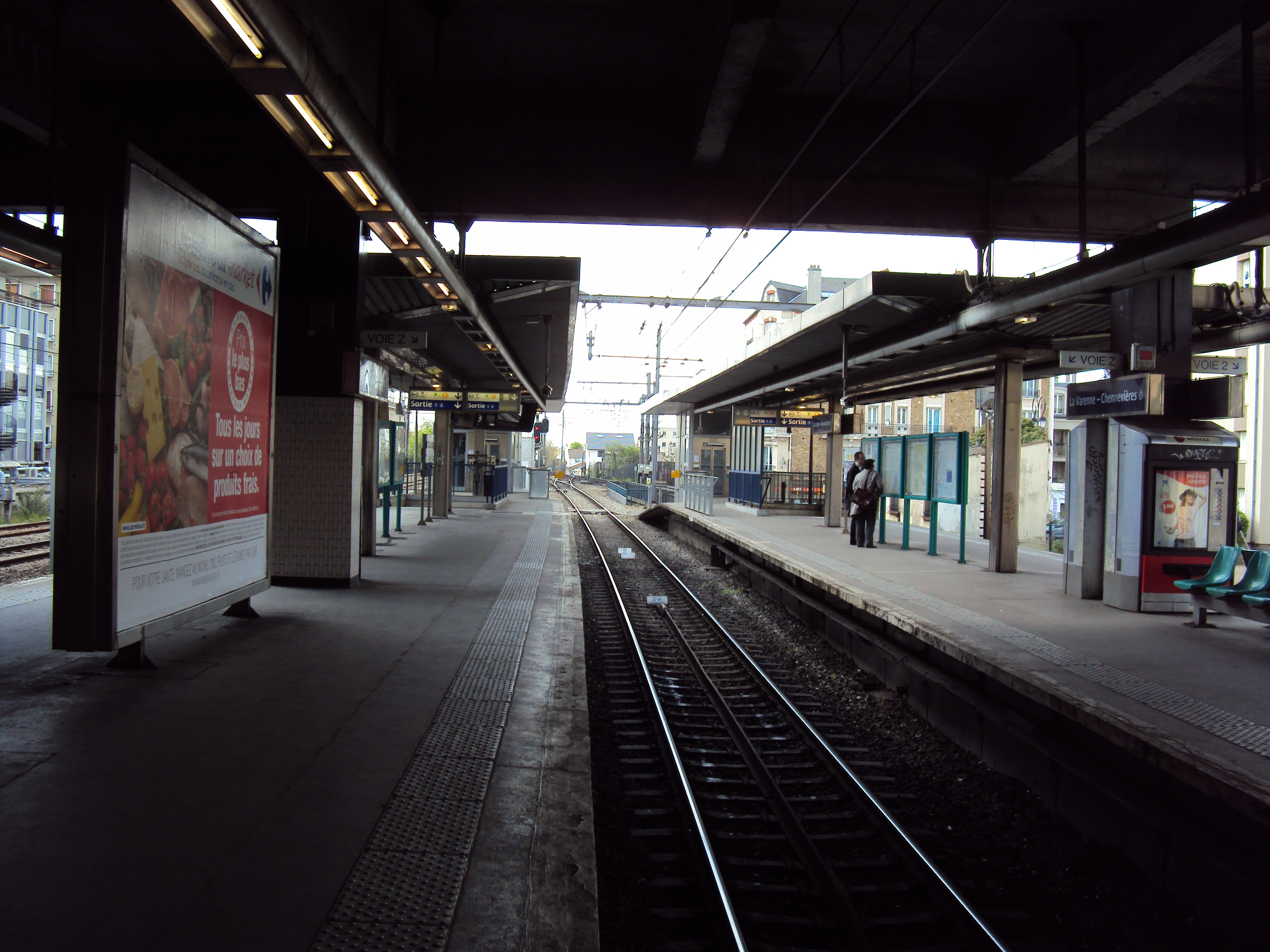
La gare de La Varenne - Chennevières, en avril 2012.

À moyen terme, le schéma directeur du RER A envisage plusieurs mesures.

###### Prolongement des missions jusqu'à Boissy-Saint-Léger
La première d'entre elles vise à prolonger les missions actuellement origine/destination La Varenne - Chennevières jusqu'à Boissy-Saint-Léger durant les heures de pointe. Elle permettra, pour les usagers des gares de Boissy-Saint-Léger et de Sucy - Bonneuil, d'avoir un temps d'attente passant de 10 minutes entre deux trains à un temps d'attente variant de 4 à 6 minutes. Néanmoins, l’intervalle actuel apparaît adapté à la fréquentation de ces deux gares, y compris en tenant compte des prévisions de trafic à l’horizon 2020, même si cette mesure permettrait a priori un meilleur équilibre de la charge des différentes missions dans le sens de la pointe (vers l'ouest).
Le système de signalisation entre La Varenne et Boissy doit faire l’objet d’études complémentaires, afin de vérifier la possibilité d’assurer un intervalle de 4 ou 6 minutes entre deux trains. Elle nécessiterait l’acquisition de deux trains longs supplémentaires, soit de quatre éléments MI 09, pour un montant de l'ordre de 64 millions d'euros (2011). Ces éléments supplémentaires nécessitent la création de quatre positions de garage à La Varenne afin de les garer, pour un coût de 7 millions d'euros (2011). Le coût d’exploitation de cette mesure est estimé à environ 2 millions d'euros. Elle pourrait être mise en œuvre dès 2017.

###### Prolongement de missions jusqu'à Chessy
La seconde d'entre elles vise à prolonger les missions origine Torcy et terminus Noisy-le-Grand jusqu'à Chessy. Elle nécessiterait l'augmentation de la capacité de retournement en arrière-gare de Chessy, le renforcement de l’alimentation électrique entre Torcy et Chessy, la livraison de huit éléments MI 09 supplémentaires pour pouvoir former quatre trains longs supplémentaires. Cette mesure coûterait près de 80 millions d'euros (2011) en infrastructures et de 128 millions d'euros (2011) en matériel roulant. Cette mesure aurait un coût de fonctionnement, d'environ 3,5 millions d'euros par an. Elle pourrait être mise en vigueur en 2022.

###### Politique d'arrêts aux heures de pointe
La troisième vise à augmenter le nombre d’arrêts aux heures de pointe, dans le sens de la pointe, en gares de Neuilly-Plaisance et de Noisy - Champs, pour faire face à l'augmentation de la fréquentation envisagée dans ces deux gares. Elle nécessiterait le prolongement du système de signalisation SACEM, jusqu'à ces gares, pour un coût de 31 millions d'euros entre Val de Fontenay et Neuilly-Plaisance ou de 82 millions d'euros entre Val de Fontenay et Noisy - Champs. Le coût annuel d'exploitation est à examiner finement. Cette mesure pourrait être mise en œuvre en 2018 jusqu'à Neuilly-Plaisance et 2019 jusqu'à Noisy - Champs, si la décision de réalisation et la mise à disposition de financements étaient effectives en 2012. En revanche, des scénarios « tout omnibus » sur les branches de Marne-la-Vallée dans le sens de la pointe (Est vers Ouest le matin), Cergy, Poissy et de Saint-Germain-en-Laye n’ont pas été retenus.

###### Prolongement des missions de la ligne L de Nanterre-Université jusqu'à Houilles

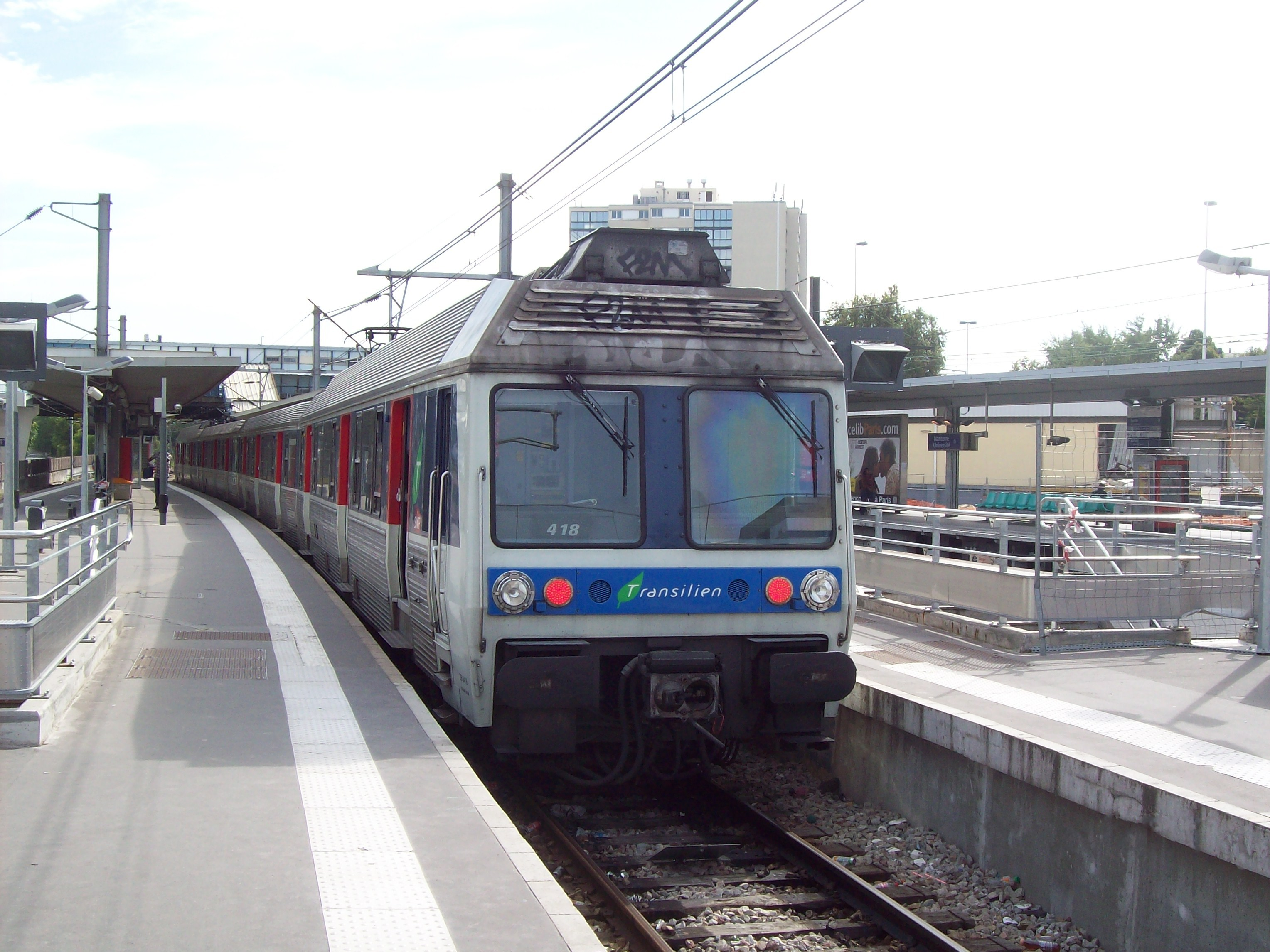
Une rame Z 6400 de la ligne L en gare de Nanterre-Université, en août 2011.

La quatrième vise à prolonger les missions de la ligne L de Paris-Saint-Lazare à Nanterre-Université jusqu'à la gare de Houilles - Carrières-sur-Seine aux heures creuses afin de rétablir la connexion entre Nanterre-Université et les gares des branches Cergy/Poissy. Pour pouvoir être réalisable, seul un train sur deux de la ligne L aujourd'hui terminus Nanterre-Université pourra être prolongé à Houilles, soit un intervalle de 20 minutes. Cette mesure nécessitera la création de trois communications permettant d’assurer la fonction de terminus central en gare de Houilles ainsi que le rehaussement du quai central de cette gare, pour un coût total de 22 millions d'euros (2011). Le coût de fonctionnement n'est pas estimé à ce stade. Elle pourrait être mis en vigueur en 2022.

###### Permuter les missions entre l'est et l'ouest
La dernière vise à permuter les missions de Chessy à Cergy (78,5 km) et celles de Boissy-Saint-Léger à Saint-Germain-en-Laye (45,8 km), de manière à ne plus concentrer les difficultés des deux branches principales sur une même mission. Avec cette mesure, la majorité des trains venant de Chessy auront leur terminus à Saint-Germain-en-Laye et inversement (longueur de 58,6 km) et la majorité des trains venant de Boissy-Saint-Léger auront leur terminus à Cergy ou à Poissy (longueur de 63 km pour Cergy). Ainsi, cela permettra de rééquilibrer la longueur des missions. Cette dernière solution pourra être mise en place seulement après la dotation de la ligne en matériels homogènes (avec seulement des trains à deux niveaux), pour permettre la desserte des deux branches les plus chargées (Cergy et Chessy) avec des rames offrant le plus grand nombre possible de places.
Enfin, des mesures n'ont pas été retenues comme le prolongement des missions origine/destination Le Vésinet - Le Pecq jusqu'à Saint-Germain-en-Laye et la création d’une nouvelle gare « Sycomore », entre Bussy-Saint-Georges et Val d’Europe.

##### À long terme
À long terme, le schéma directeur du RER A envisage deux mesures :

###### Suppression de la branche Poissy
La première vise à simplifier l'exploitation de la ligne en réorganisant la desserte des branches de Cergy et de Poissy, à condition que la ligne nouvelle Paris - Normandie soit réalisée.
Elle permettrait également de répondre à l'augmentation envisagée de la fréquentation de la branche de Cergy, et de simplifier l’exploitation de la ligne RER.
En effet, selon les prévisions de trafic à l’horizon 2020, l’offre en places assises du RER A à la sortie du secteur de Cergy deviendra insuffisante, malgré la généralisation du matériel à deux niveaux, envisagée à l'horizon 2017.
En pratique, la ligne du RER E prolongée à Mantes-la-Jolie pourrait reprendre la desserte actuellement assurée par la branche Poissy à l'horizon de la mise en service de la future ligne nouvelle Paris - Normandie (les voies qui seront utilisées par les trains de la ligne E seront, jusque-là, également utilisées par des trains normands). La fréquence des trains du RER E pourrait alors être renforcée pour entraîner le report à Cergy-le-Haut du terminus de l'ensemble des trains du RER A ayant aujourd'hui leur terminus à Poissy, pour répondre aux besoins de desserte. La branche de Cergy pourrait ainsi être desservie par douze à dix-huit rames aux heures de pointe. L'exploitation de la ligne A serait sensiblement simplifiée et les voies entre Nanterre-Préfecture et Cergy seraient quasiment dédiées au RER A, avec l'inconvénient de limiter à Nanterre-Université les liaisons Transilien du réseau de Paris-Saint-Lazare. Une nouvelle gare du RER A pourrait être créée, en viaduc sur la branche Cergy/Poissy, pour permettre la correspondance entre les deux réseaux.

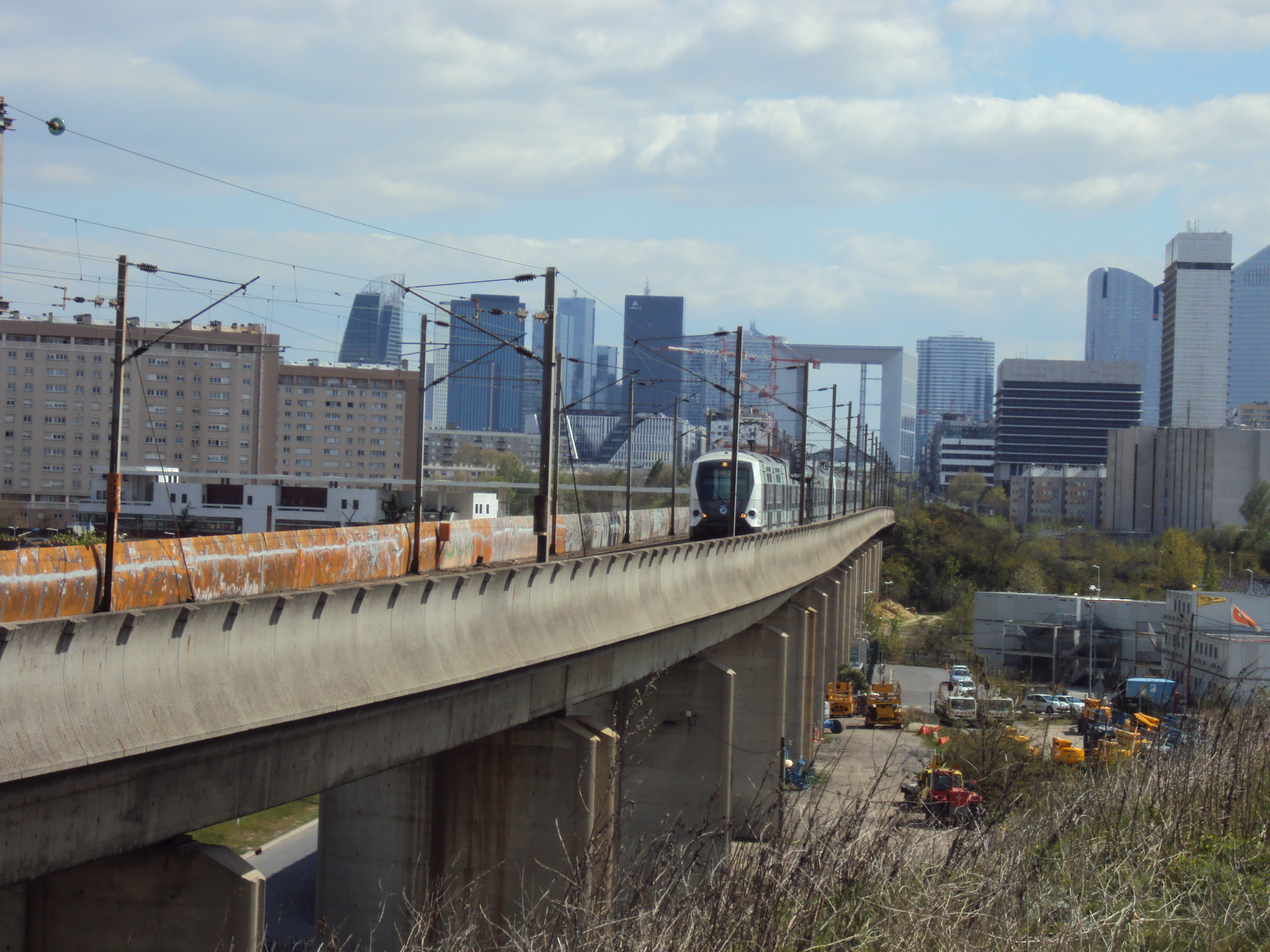
Emplacement de la nouvelle gare de Nanterre-Université, en avril 2012.

Des adaptations d’infrastructure seraient nécessaires à l’exploitation de plus de douze trains pour la branche de Cergy, consistant en une refonte du système de signalisation entre la bifurcation de Dieppe et Cergy-le-Haut et une augmentation du nombre de positions de garages à Cergy-le-Haut, en complément de la mise en place d’un terminus à quatre voies. Dans ce scénario, l’investissement dans la réalisation à moyen terme du terminus à Houilles deviendrait caduc.

###### Nouveaux quais à Nanterre-Université
Enfin, la seconde adaptation pourrait viser à créer une nouvelle gare RER A sur la branche Cergy/Poissy au niveau de Nanterre-Université si les voies situées entre Nanterre et Cergy/Poissy étaient réservées au RER A, notamment aux heures de pointe. Les voyageurs en provenance de Paris-Saint-Lazare continueraient leur trajet en direction de Cergy-le-Haut par le biais d’une correspondance à Nanterre-Université, ce qui éviterait un nombre trop élevé de correspondances en gare de La Défense.
La création de cette gare a fait l’objet d’une étude de préfaisabilité. Elle pourrait a priori s’intégrer dans le projet urbain de l’Établissement public d'aménagement de la Défense Seine Arche (EPADESA). Elle serait située en viaduc, pour un coût d’investissement estimé à 40 millions d'euros (2011), qui ne comprend pas le coût des aménagements à réaliser dans la gare existante de Nanterre-Université pour permettre le retournement des trains en lien avec Paris-Saint-Lazare, voire des trains du RER A en provenance de Cergy/Poissy.

#### Qualité de service
Le schéma directeur du RER A prévoit la désaturation et l'amélioration des flux en gares SNCF de Houilles - Carrières, Sartrouville, Conflans-Fin-d'Oise pour un coût de 27 millions d'euros, et gares RATP de Vincennes, Bussy, Torcy, Nanterre-Ville et Chatou - Croissy, pour un coût de 22 millions d'euros.
Il prévoit également la rénovation lourde de la gare SNCF de Cergy-Préfecture pour un coût de 8 millions d'euros, les gares RATP de Rueil-Malmaison, Neuilly-Plaisance, Nanterre-Ville et Vincennes pour un montant estimé de 40 millions d'euros. La rénovation lourde de la gare d'Auber est également envisagée pour un coût de 22 millions d'euros. De plus, la mise en conformité de l'accessibilité aux autres handicaps que moteur, est envisagée pour un coût de 6 millions d'euros.
Depuis 2008, la détérioration du service, en raison de la saturation de l'infrastructure et du vieillissement prématuré du matériel roulant, cause des incidents matériels et des retards quasi quotidiens, provoquant le mécontentement des usagers. Entre 2015 et 2021, les 26 km de voies du tronçon central sont entièrement renouvelés, ce qui nécessite l'interruption totale du trafic durant un mois d'été sur les sections concernées,. Ces travaux de grande ampleur, combinés au renouvellement du matériel roulant et suivis d'une refonte de la grille horaire et du déploiement du pilotage automatique, participent à la nette amélioration du taux de ponctualité, aujourd'hui aux alentours de 93 %,,, faisant de cette ligne l'une des plus ponctuelles du réseau de transport francilien,.

## Impact socio-économique
La ligne A a rencontré dès les premiers jours un très vif succès. Elle a permis un accès plus rapide et une meilleure diffusion au cœur de Paris des habitants des banlieues est et ouest. La progression rapide de son trafic a permis de dé-saturer comme prévu la gare de Paris-Saint-Lazare et plusieurs lignes de métro, la ligne 1 en particulier à laquelle elle est quasi parallèle. L'effet réseau entrainé par le jeu des correspondances, avec les lignes B puis D, a profondément modifié et accéléré les flux de voyageurs à travers l'agglomération parisienne. Le bilan de sa création est par conséquent largement positif.
Par une ironie de l'histoire, cette ligne qui avait pour but de dé-saturer d'autres lignes, sur cet axe est-ouest vital à Paris, a été elle-même très rapidement atteinte par la saturation. Dès le milieu des années 1980, après moins de dix ans d'existence, la surcharge chronique des rames aux heures de pointe, transportant 55 000 voyageurs par sens et par heure, a amené la mise en œuvre de plusieurs solutions pour limiter ses effets. La première consiste en une modification de la signalisation avec le SACEM, suivie du prolongement de la ligne 1 à La Défense en avril 1992 et de la mise en place de trains à deux niveaux, plus capacitaires, au milieu des années 1990. Mais il faut une solution lourde pour endiguer - provisoirement - ce phénomène ; c'est la raison de la création de Météor, devenue la ligne 14 du métro urbain en 1998, et de la première phase d'EOLE, devenue en 1999 la ligne E du RER.
Mais ces nombreux investissements n'ont fait que retarder la saturation totale de la ligne, devenue critique, l'erreur fondamentale d'aménagement du territoire subsistant. L'Île-de-France connaît en effet un développement continuel des secteurs résidentiels à l'est, déficitaires en emplois, et parallèlement l'expansion continue du quartier d'affaires de La Défense (la construction de deux nouvelles tours de bureaux de 320 mètres devant accroître le nombre d'utilisateurs potentiels de la ligne d'environ 40 000 personnes) ; ce développement porte, plus globalement, sur des emplois supérieurs dans l'ouest parisien et une partie des Hauts-de-Seine, concentrant les emplois à l'ouest et accentuant ce déséquilibre,. Le prolongement à l'ouest de la ligne E prévue à moyen terme devrait alléger la charge de la ligne A, mais seule une politique globale cohérente du Grand Paris, inexistante à ce jour, pourra à très long terme permettre de dé-saturer durablement la ligne.

## Lieux desservis

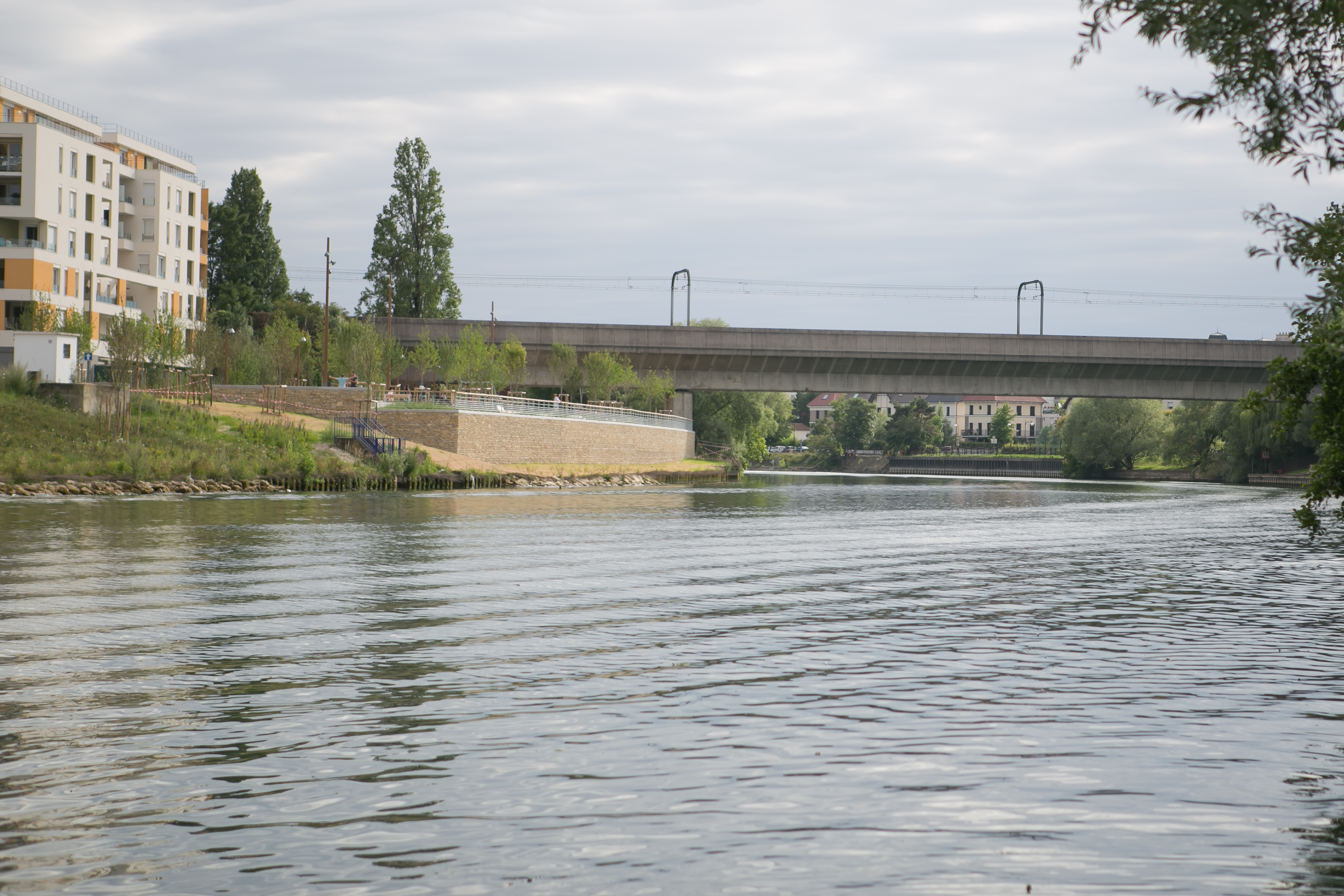
Vue du viaduc de Neuilly-Plaisance où passe le RER A depuis la promenade André Devandez le long de la Marne (Neuilly-Plaisance / Seine-Saint-Denis / France)

- Le centre commercial les 3 Fontaines et préfecture du Val-d'Oise (Cergy - Préfecture) ;
- l'université de Cergy-Pontoise (Cergy-Préfecture et Neuville-Université) ;
- les bords de l'Oise (Conflans - Fin d'Oise) ;
- les bords de la Seine (Poissy, Conflans - Fin d'Oise, Sartrouville, Chatou-Croissy, Rueil-Malmaison, Châtelet - Les Halles et Gare de Lyon) ;
- la forêt de Saint-Germain-en-Laye (Saint-Germain-en-Laye, Achères - Ville, Achères - Grand Cormier) ;
- le château de Saint-Germain-en-Laye et le château de Monte-Cristo (Saint-Germain-en-Laye) ;
- l'université Paris-Nanterre (Nanterre-Université) ;
- la préfecture des Hauts-de-Seine, le parc André-Malraux et Paris La Défense Arena (Nanterre-Préfecture) ;
- la Grande Arche de la Défense, le CNIT, le centre commercial Les Quatre Temps et le quartier d'affaires de La Défense (La Défense) ;
- l'avenue des Champs-Élysées, l'avenue Foch et l'Arc de Triomphe de l'Étoile (Charles de Gaulle - Étoile) ;
- l'église Saint-Augustin, Gare de Paris-Saint-Lazare, Opéra Garnier, Grands Magasins  du Printemps et Galeries Lafayette (Auber) ;
- la tour Saint-Jacques, l'église Saint-Eustache, la rue de Rivoli, le centre Georges-Pompidou, le théâtre du Châtelet et le forum des Halles (Châtelet - Les Halles) ;
- le ministère de l'Économie, des Finances et de l'Industrie et le palais omnisports de Paris-Bercy (Gare de Lyon) ;
- la place de la Nation et ses Colonnes du Trône (Nation) ;
- le château de Vincennes (Vincennes) ;
- le bois de Vincennes (Nogent-sur-Marne et Fontenay-sous-Bois) ;
- le pavillon Baltard (Nogent-sur-Marne) ;
- les bords de la Marne (Joinville-le-Pont, Neuilly-Plaisance et Champigny) ;
- le quartier d'affaires et le centre commercial du Val de Fontenay (Val de Fontenay) ;
- le centre commercial Arcades (Noisy-le-Grand-Mont d'Est) ;
- le campus Descartes et université Gustave-Eiffel (Noisy - Champs) ;
- le château et le parc culturel de Rentilly - Michel Chartier (Torcy) ;
- l'île de loisirs de Vaires-Torcy et le Golf de Bussy-Guermantes (Bussy-Saint-Georges) ;
- le secteur du Val d'Europe (Marne-la-Vallée) et son centre commercial (Val d'Europe) ;
- le complexe de loisirs de Disneyland Paris (Marne-la-Vallée - Chessy) .